# Artillerie française pendant la Première Guerre mondiale

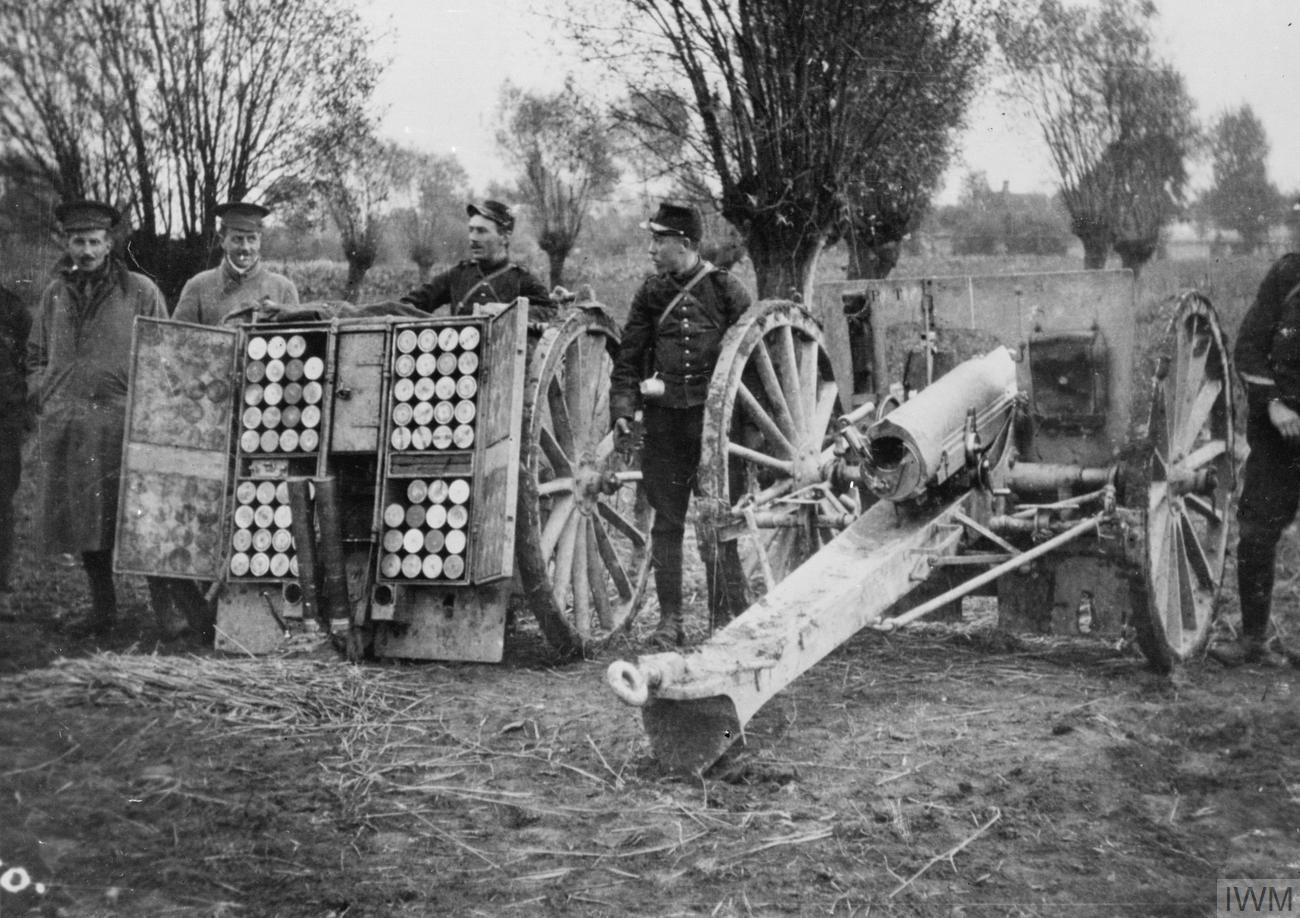
Présentation d'un canon de 75 mm modèle 1897 et de son caisson à munitions par des artilleurs français (en uniforme bleu nuit) à des officiers d'infanterie écossais (en kaki), en marge de la bataille d'Armentières le 21 octobre 1914. Ce canon, relativement léger et tirant rapidement, est de loin le plus utilisé par l'artillerie française (plusieurs milliers d'exemplaires) avant, pendant et après le conflit.

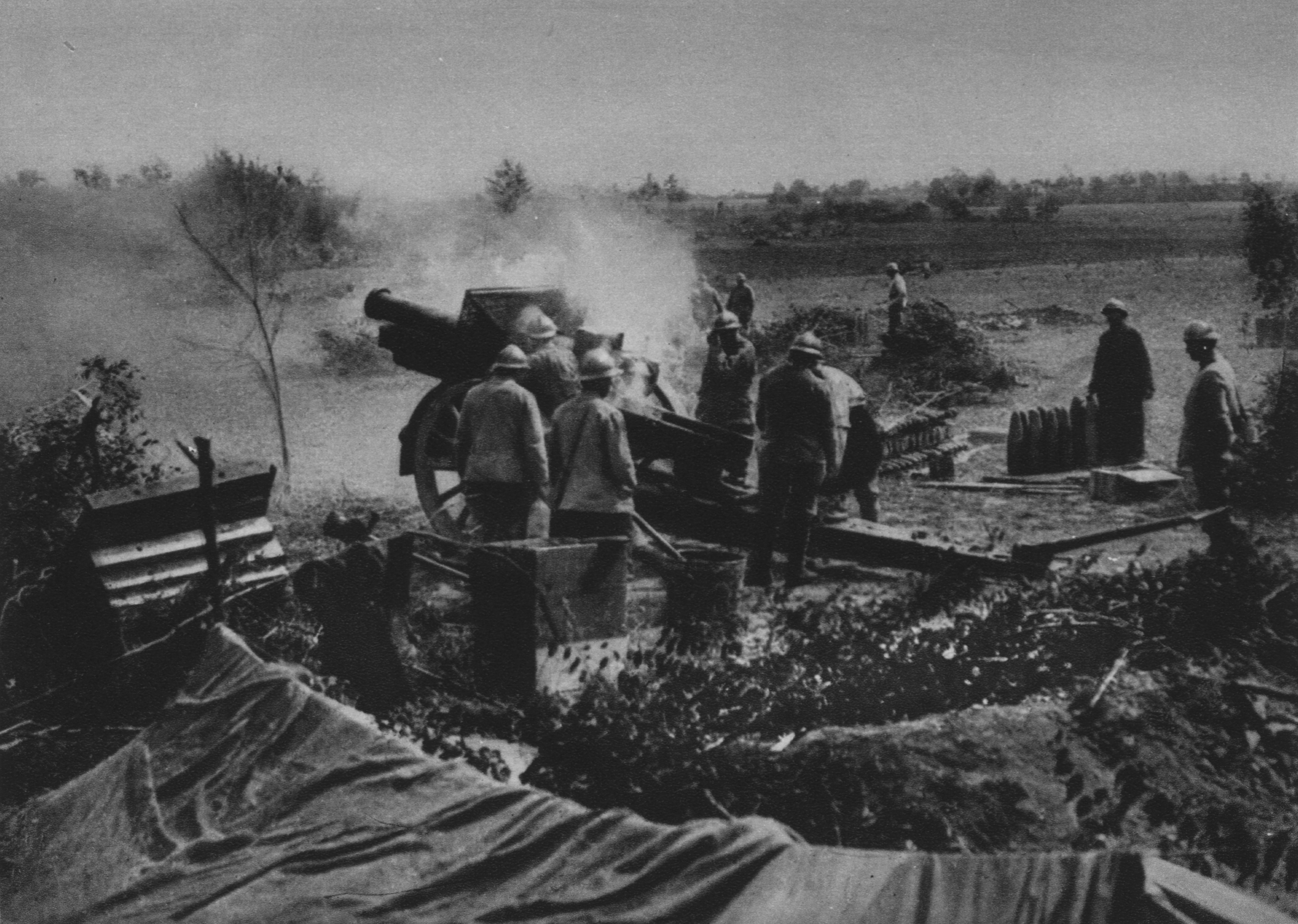
L'artillerie de campagne étant insuffisante pour détruire les retranchements adverses, les Français se dotent progressivement d'une artillerie lourde moderne : à la fin de la guerre elle compte 2000 exemplaires de ce canon court de 155 mm Schneider, ici tirant le 3 septembre 1918 près de Champien. Les artilleurs sont en blouse de bougeron avec le casque Adrian.

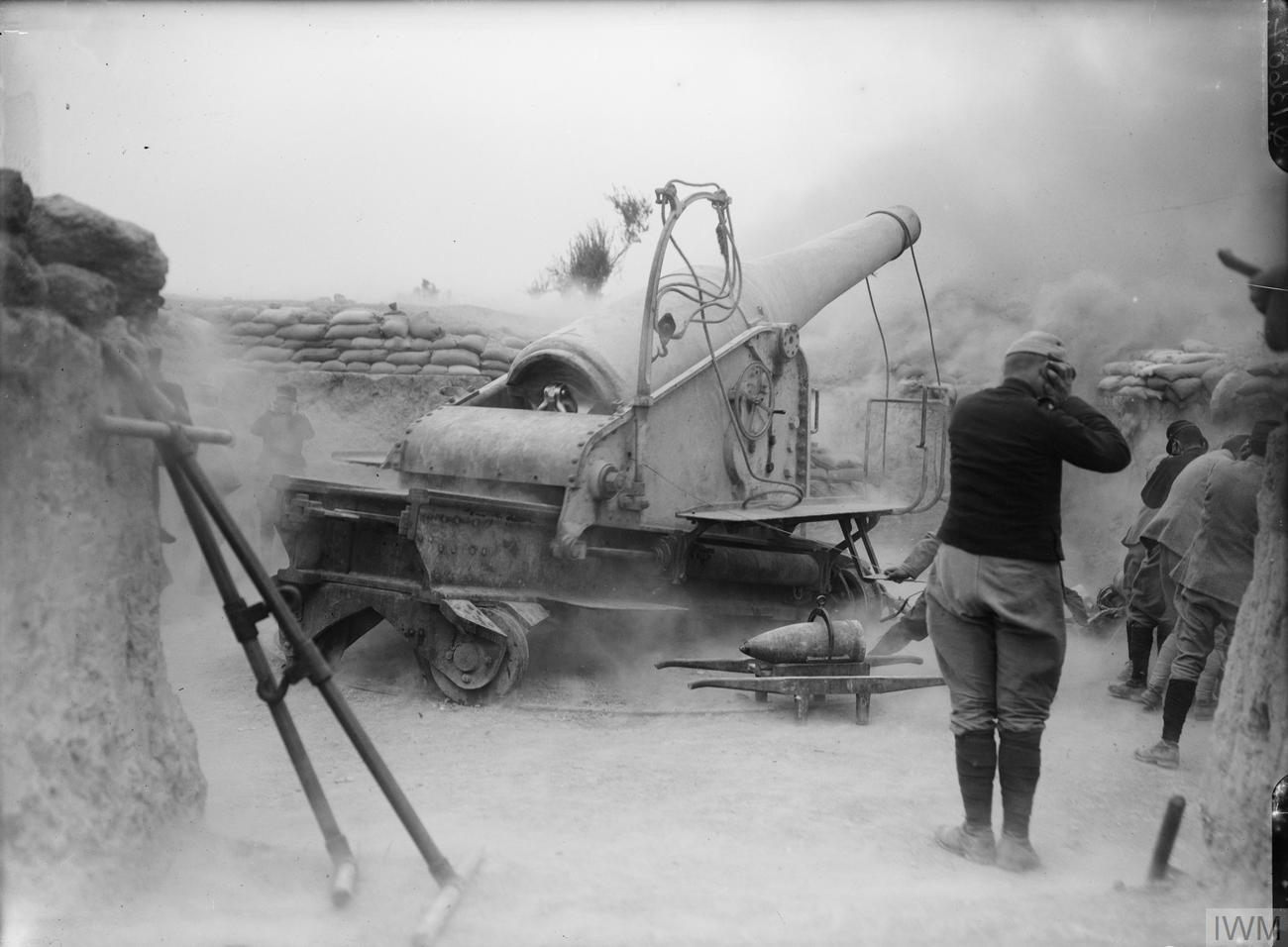
Un canon français de 24 cm G modèle 1876, monté sur affût de côte à pivot (affût GPC), en 1915 sur la péninsule de Gallipoli. Quatre de ces canons furent utilisées pendant la bataille des Dardanelles pour tirer sur les forts ottomans de la rive asiatique ; ils furent sabotés et abandonnés en janvier 1916. Ils sont toujours à Seddülbahir.

Vous lisez un « bon article » labellisé en 2018.
L'artillerie française pendant la Première Guerre mondiale prend au cours de ce conflit un rôle essentiel au sein de l'Armée de terre française. 
Au début elle est composée essentiellement d'une artillerie légère de campagne, avec une fonction d'appui auprès de l'infanterie. Mais la stabilisation du front et la transformation du conflit en une guerre de tranchées et une guerre industrielle conduisent cette arme à muter, se développer, et prendre le premier rôle. Avant 1914 les militaires, sans négliger l'artillerie, attribuaient encore au fusil un rôle prépondérant, causant six fois plus de pertes que les canons ; au cours de la guerre, la proportion s'inverse complètement et passe à trois victimes de l'artillerie pour une par balle, de sorte qu'elle cause environ 75 % des pertes militaires.
Ses effectifs et sa puissance de feu augmentent considérablement, avec des canons de plus en plus gros, tandis que sa doctrine d'emploi s'adapte aux nouvelles conditions de combat : préparations massives pendant plusieurs jours, harcèlement permanent, tirs de barrage roulant, concentration des feux, etc. Ce développement donne naissance à l'« artillerie lourde à grande puissance » (composée d'énormes pièces provenant de l'artillerie de côte et de l'artillerie navale), à l'artillerie de tranchée, à l'artillerie anti-aérienne, à l'artillerie chimique (répandant des gaz toxiques), à l'artillerie spéciale (ou artillerie d'assaut : les chars de combat), à l'artillerie anti-char et, à la fin, à l'artillerie automotrice.
Sur le front occidental comme sur les autres théâtres d'opérations, pendant cinq ans, l'artillerie française a tiré environ trois cents millions d'obus, labourant les sols, pilonnant les retranchements et poursuivant son duel avec les artilleries adverses. Une telle puissance de feu a nécessité un effort industriel considérable.

## Situation à l'entrée en guerre
L'artillerie est une arme (une subdivision) de l'Armée de terre française, dépendant du ministère de la Guerre. La gestion de son personnel et de son matériel relèvent de la direction de l'artillerie, complétée par la direction des poudres et salpêtres, ainsi que la direction des troupes coloniales (pour le personnel de l'artillerie coloniale, qui n'est pas du ressort du ministère des Colonies). Mais toute l'artillerie ne dépend pas du même ministère : si l'artillerie navale est attachée au ministère de la Marine, l'artillerie de côte est partagée entre la Guerre et la Marine, la seconde reprenant à partir de février 1914 le contrôle des forts et batteries des rades de Cherbourg, de Brest, de Toulon et de Bizerte (avec application en catastrophe lors de la mobilisation).
Au sein de l'Armée, l'artillerie est considérée comme un auxiliaire de l'infanterie, lui fournissant l'appui de ses feux ; l'infanterie est considérée comme la « reine des batailles », hormis le cas du siège d'une place forte. L'armement, l'organisation et la doctrine d'emploi de l'artillerie française sont déterminés par ces principes : il s'agit donc essentiellement d'une artillerie légère et mobile. Malgré cette subordination, l'artillerie française a alors une réputation prestigieuse : c'est, avec le génie, l'arme savante, une affectation prioritaire (à 70 %) pour les polytechniciens (la promotion 1913 est intégralement versée dans l'artillerie de campagne), avec une spécialisation à l'École d'application de Fontainebleau.
L'uniforme est traditionnellement bleu nuit, couleur jugée moins salissante, avec des bandes écarlates sur les pantalons et les culottes. L'habillement et l'équipement sont légèrement différents entre le personnel monté (les conducteurs et les hommes des batteries à cheval) et celui non monté (les servants des batteries montées et de l'artillerie à pied) : dans le premier cas les effets sont inspirés de ceux de la cavalerie (ceinturons de sabre en cuir fauve, culottes et éperons), dans le second de ceux de l'infanterie (ceinturons en cuir noirci, cartouchières, jambières et pantalons). Le képi est généralisé comme couvre-chef.

### Armement
Les pièces d'artillerie sont classées en fonction de leur calibre (le diamètre intérieur du tube, donc celui des projectiles tirés), exprimé en millimètres pour l'artillerie terrestre et en centimètres pour l'artillerie de côte (et l'artillerie allemande). Les mortiers correspondent aux pièces ayant un tube très court et tirant sous un angle élevé avec une très faible vitesse initiale, les canons courts (qu'on appelle maintenant « obusiers ») sont à faible vitesse initiale et donc à tir courbe et enfin les canons longs sont à forte vitesse initiale et donc à tir tendu.
L'armement individuel est composé d'une part du sabre modèle 1822/1899 et du revolver modèle 1892 pour les officiers, sous-officiers et hommes montés, d'autre part du mousqueton d'artillerie modèle 1892 avec sabre-baïonnette pour les hommes non montés.

#### Modèles en dotation

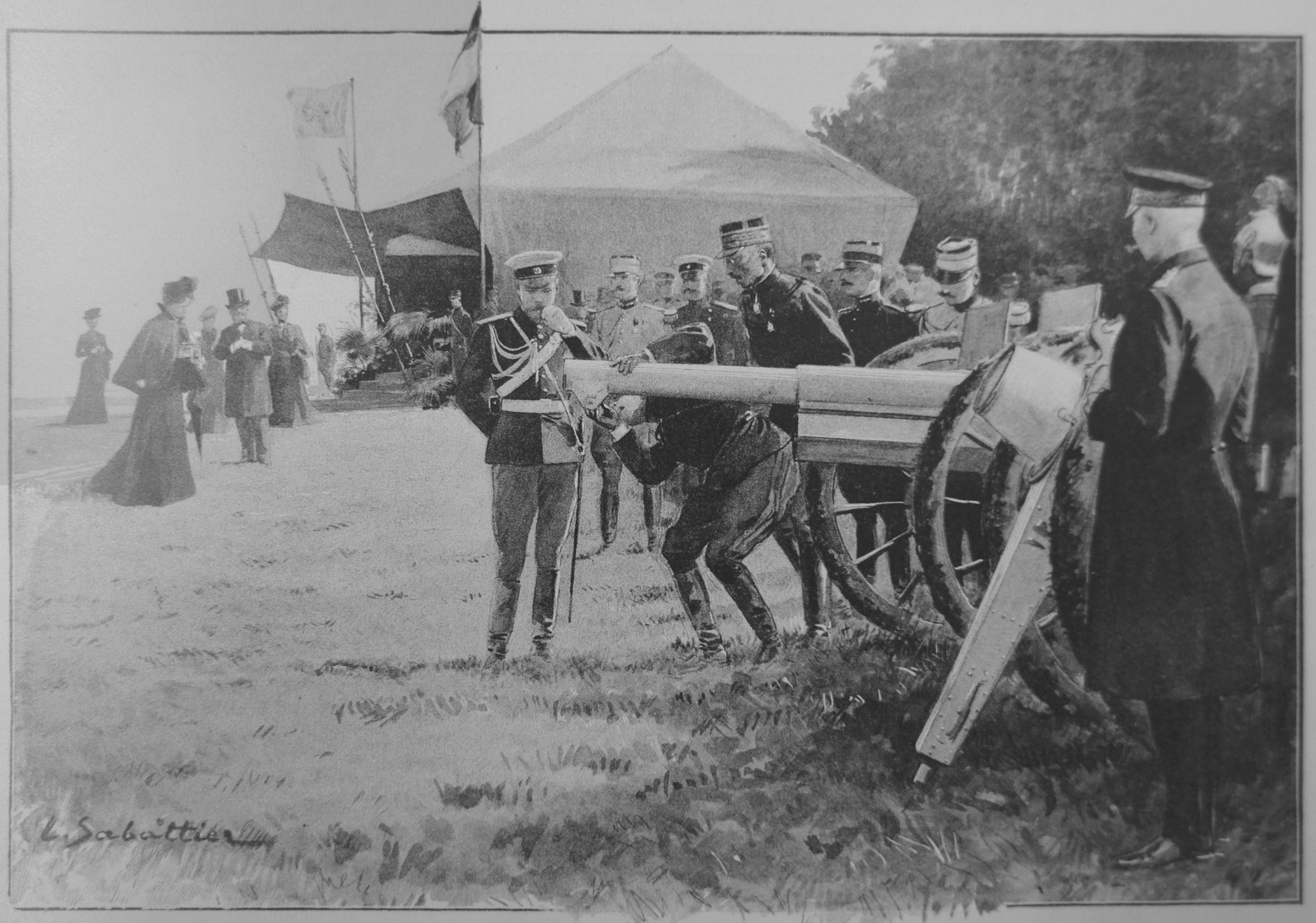
Présentation du nouveau canon français, le 75 mm modèle 1897, au tsar Nicolas II lors des grandes manœuvres de 1901.

L'armement de l'artillerie de campagne française en 1914 est composé presque uniquement d'un modèle de canon, le 75 mm modèle 1897 : la dotation totale est de 4 986 pièces de 75 mm, dont 3 680 font partie du corps de bataille déployé en métropole et 364 sont dans les places fortes (les autres canons de 75 mm servent à l'instruction, sont aux colonies ou font partie des réserves). Cette homogénéité a l'avantage de faciliter la logistique et l'entretien. Cette dotation est complétée par 128 canons de 65 mm M modèle 1906 (M pour « de montagne ») destinés aux troupes alpines, ainsi que par quelques canons de 75 mm modèle 1912 pour l'artillerie à cheval.
L'artillerie lourde de campagne est assez limitée en 1914, surtout par rapport à son homologue allemande : la faute en revient aux désaccords entre les services, au manque de financement et à la domination du 75 mm. Les armées emportent tout de même avec elles 84 obusiers de 120 mm C modèle 1890 (C pour « court », surnommés 120 mm Baquet ; 126 autres obusiers sont à l'arrière) et 104 obusiers de 155 mm C TR modèle 1904 (C TR pour « court à tir rapide », surnommés 155 mm Rimailho).

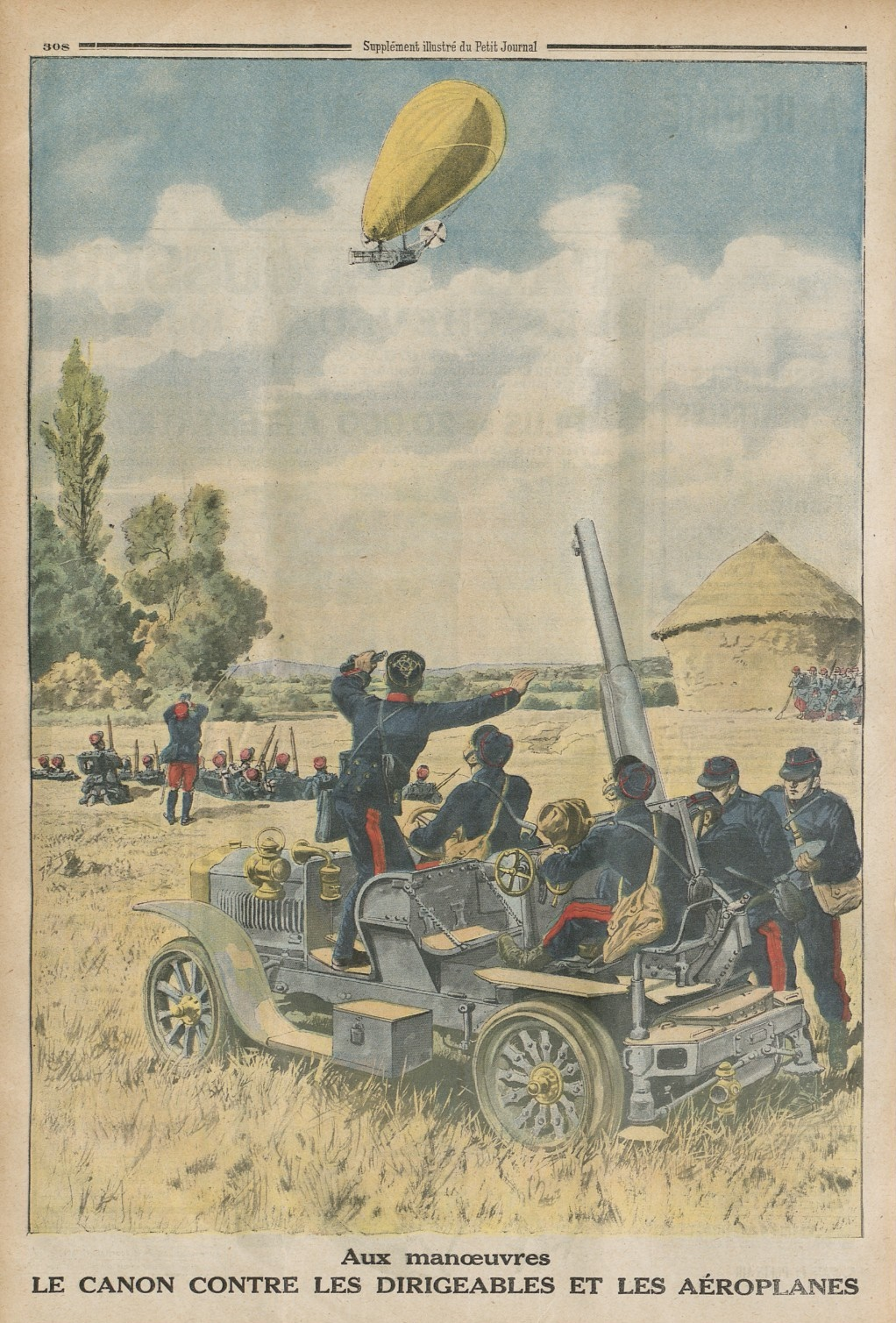
Le prototype du premier canon antiaérien français, le 75 mm De Dion-Bouton m^{le} 1913, chargé d'abattre les dirigeables adverses.

L'artillerie de siège affectée à l'armée de campagne est réduite, composée de pièces d'artillerie plus anciennes du système de Bange sur affût SP (« de siège et de place ») : 60 canons de 120 mm L modèle 1878 (L pour « long ») et 24 mortiers de 220 mm modèle 1880.
L'artillerie de forteresse, appelée à l'époque « artillerie de place », arme les forts et batteries du système Séré de Rivières (principalement dans les quatre « camps retranchés » de l'Est : Verdun, Toul, Épinal et Belfort). Elle compte quelques pièces modernes à tir rapide : il y a 73 tourelles à deux canons de 75 mm R modèle 1905 (R pour « raccourci »), dont 57 tourelles sont en place sur un fort et 16 sont dans les dépôts (pas encore installées), ainsi que 44 casemates de Bourges armées chacune avec deux canons de 75 mm modèle 1897 sur affût de casemate. Mais la majorité des fortifications françaises sont armées avec les canons plus anciens notamment du système de Bange, avec 778 de 80 mm modèle 1877, 3 994 de 90 mm modèle 1877, 1 524 de 95 mm modèle 1875, 2 296 de 120 mm L modèle 1878, 1 392 de 155 mm L modèle 1877, 331 mortiers de 220 mm modèle 1880 (et 1880 modifié 1891), ainsi que 32 de 270 mm modèle 1885 et modèle 1889. Cinq casemates de Bourges sont armées avec chacune deux canons de 95 mm modèle 1888 sur affût de côte.
Enfin, se rajoutent les pièces d'artillerie de côte (celles défendant les littoraux dépendent du ministère de la Guerre, tandis que celles protégeant les ports militaires de celui de la Marine, du 37 mm jusqu'au 37 cm, dont une dizaine de canons de 75 mm), l'artillerie anti-aérienne (limitée à un prototype d'autocanon, avec huit autres en construction en août 1914), ainsi que les vieux canons stockés dans les dépôts, notamment les canons de 95 mm modèle 1875 (surnommé 95 mm Lahitolle), les canons de 90 mm modèle 1877 et 80 mm modèle 1877 (de Bange).
Pour le déplacement des pièces d'un endroit à un autre des villes ou ports fortifiés, on utilise le système Péchot de chemin de fer à voie étroite (voie 60). C'est après le Premier conflit mondial que la responsabilité des chemins de fer à voie étroite passe à l'arme du génie.

#### Caractéristiques
Le canon de 75 mm est, lors de son entrée en service en 1897 (la date de la première commande donne le numéro du modèle), une pièce d'artillerie assez révolutionnaire. Comme les autres pièces de sa génération, son tube est en acier, le canon est rayé et le chargement se fait par la culasse ; mais il a la particularité d'avoir un système de chargement rapide, et surtout un frein de recul lui permettant de ne presque pas bouger lors du tir, remettant tout seul le tube en position et d'atteindre ainsi des cadences records. En prime, la relative légèreté de son affût et la traction hippomobile (il faut 168 chevaux pour une batterie avec 22 véhicules ; chaque canon est tracté par six chevaux) lui donne une bonne mobilité pour l'époque.
Le tir du 75 mm est plutôt tendu (ce qui permet de faire des ricochets pour frapper derrière une crête), mais l'empêche de battre les replis de terrain. L'instruction des canonniers prévoit donc l'emploi d'une charge réduite et d'une plaquette permettant un tir beaucoup plus courbe, mais court (la distance moyenne de combat est de 2 500 m). Les artilleurs disposent du choix entre plusieurs projectiles : l'obus à balles (le shrapnel, utilisé contre le personnel), l'obus explosif (contre le matériel, un bois, une localité ou un retranchement), la boîte à mitraille (pour le tir à très courte portée), l'obus fumigène, l'obus traceur (pour le tir antiaérien), l'obus incendiaire, l'obus éclairant (pour le tir de nuit, contenant un parachute) et l'obus lacrymogène. La dotation pour chaque pièce de 75 est composée majoritairement d'obus à balles, utilisés en tir fusant (explosant en l'air), complétés par des obus explosifs, ceux-ci utilisés en tir fusant ou percutant (explosant au sol) ; le choix entre fusant et percutant se fait par réglage de la fusée de l'obus.
| Matériels                        | Masse en batterie | Cadence de tir    | portée max. | Munitions (masse)                             |
| -------------------------------- | ----------------- | ----------------- | ----------- | --------------------------------------------- |
| Canon de 65 mm M modèle 1906     | 400 kg            | 10 à 15 coups/min | 5,5 km      | obus à balles (4,4 kg) ou explosif (3,8 kg)   |
| Canon de 75 mm modèle 1897       | 1 140 kg          | 12 à 18 coups/min | 6 à 10 km   | obus à balles modèle 1897 (7,2 kg)            |
| Canon de 75 mm modèle 1897       | 1 140 kg          | 12 à 18 coups/min | 6 à 10 km   | obus explosif modèle 1900 (5,5 kg)            |
| Canon de 75 mm modèle 1912       | 960 kg            | 12 à 18 coups/min | 7,5 km      | obus à balles (7,2 kg) ou explosif (5,5 kg)   |
| Canon de 120 mm C modèle 1890    | 1 475 kg          | 2 coups/min       | 5,7 km      | obus à balles (19,2 kg) ou explosif (18,7 kg) |
| Canon de 155 mm C TR modèle 1904 | 3 200 kg          | 5 à 6 coups/min   | 6,3 km      | obus à balles (40,8 kg) ou explosif (41,3 kg) |

| Matériels                              | Masse en batterie             | Cadence de tir      | portée max. | Munitions (masse)                               |
| -------------------------------------- | ----------------------------- | ------------------- | ----------- | ----------------------------------------------- |
| Canon de 90 mm modèle 1877             | 1 210 kg                      | un à deux coups/min | 6,8 km      | obus à balles (8,6 kg) ou explosif (8 à 8,4 kg) |
| Canon de 95 mm modèle 1875             | 1 450 kg (C) ou 1 850 kg (SP) | un coup/min         | 6,4 km      | obus à balles (12,3 kg) ou explosif (11 kg)     |
| Canon de 120 mm L modèle 1878          | 2 750 kg                      | un coup/min         | 8,9 km      | obus explosif (18,7 kg) ou à balles (19,2 kg)   |
| Canon de 155 mm L modèle 1877          | 5 800 kg                      | un coup/min         | 9,6 km      | obus à balles (40,8 kg) ou explosif (41 kg)     |
| Mortier de 220 mm modèle 1880          | 4 145 kg                      | un coup/3 min       | 7,1 km      | obus explosif (98,4 à 102,7 kg)                 |
| Mortier de 220 mm mle 1901 (1880-1891) | 8 500 kg                      | un coup/2 min       | 7,1 km      | obus explosif (98,4 à 102,7 kg)                 |
| Mortier de 270 mm modèle 1885 et 1889  | 16 500 kg                     | un coup/3 min       | 7,9 km      | obus explosif (149,5 kg)                        |

### Organisation
L'unité tactique élémentaire dans l'artillerie est la batterie (commandée par un capitaine, secondé par deux lieutenants ou sous-lieutenants), composée de quatre canons (chacun servi par un peloton de pièce, avec un maréchal des logis comme chef de pièce, secondé par deux brigadiers) et 171 hommes.

« L'unité de tir est la batterie. L'unité tactique est le groupe. »

— Règlement provisoire de manœuvre de l'artillerie de campagne, 1910, article 1er.
Trois batteries forment un groupe (sous les ordres d'un chef d'escadron), trois à quatre groupes forment un régiment d'artillerie (RA, dirigé par un colonel, secondé par un lieutenant-colonel). Au début du conflit, il n'y a aucune unité tactique d'artillerie supérieure au niveau régimentaire.

#### Temps de paix
L'organisation de l'artillerie française juste avant la mobilisation (déclarée le 1er août 1914, avec effet le 2 août) est fixée par la loi sur les cadres de 1909, modifiée en avril 1914 :
- 62 régiments d'artillerie de campagne (RAC), dont 32 à neuf batteries (servant d'artilleries divisionnaires, AD) et 30 à douze batteries (vingt servant d'artilleries de corps, AC, les dix autres fournissant en plus d'une AD un groupe d'artillerie à cheval) ;
- 9 régiments d'artillerie à pied (RAP, fournissant les batteries pour les places fortes et les batteries de côte)[n 10] ;
- 5 régiments d'artillerie lourde (RAL, fournissant les artilleries d'armée) ;
- 7 régiments d'artillerie coloniale (RA col., quatre dans les colonies et trois en métropole, ces dernières fournissant l'artillerie des trois divisions d'infanterie coloniale) ;
- 2 régiments d'artillerie de montagne (RAM, fournissant de l'artillerie aux troupes alpines) ;
- 10 groupes autonomes d'artillerie, appelés groupes d'artillerie d'Afrique, dont deux à pied et huit de campagne ou de montagne[n 11],[28].

En temps de paix, ces unités sont casernées sur l'ensemble du territoire métropolitain (avec une concentration le long de la frontière franco-allemande), mis à part les groupes autonomes d'Afrique déployés en Afrique du Nord, le 4e RA col. qui est au Tonkin, le 5e en Cochinchine, le 6e au Sénégal et le 7e à Madagascar. Les régiments en garnison dans chaque région militaire (en général trois RA) sont regroupés administrativement pour former une brigade (formant un total de 20 brigades), sous les ordres d'un général d'artillerie.
Chaque division d'infanterie (DI) dispose d'un RAC, constitué de trois groupes soit neuf batteries, alignant un total de 36 canons de 75 mm. Ces divisions d'infanterie sont regroupées par deux (sauf dans les 6e et 19e régions militaires qui en ont trois) pour former un corps d'armée, avec comme élément organique un RAC supplémentaire, à quatre groupes soit douze batteries, c'est-à-dire 48 canons de 75 mm. Les dix divisions de cavalerie n'ont chacune qu'un groupe d'artillerie à cheval (le 4e groupe d'un RAC), composé de trois batteries à cheval. Les régiments d'artillerie de campagne ou de montagne comprennent une section d'ouvriers (rattachée au peloton hors-rang), tandis que les régiments d'artillerie à pied comprennent une compagnie d'ouvriers. Les batteries de montagne utilisent des mulets à la place des chevaux, tandis qu'un groupe du 4e RAL utilise des véhicules automobiles pour tracter ses canons de 120 mm longs.

#### Mobilisation
Pendant la période de mobilisation d'août 1914, les effectifs de l'artillerie française gonflent en application du plan XVII grâce à l'arrivée des réservistes et des territoriaux, avec passage du nombre d'unités de 855 à 1 527 batteries. Il n'y a aucune création de nouveau régiment.
Ces nouvelles batteries entrent dans la composition des nouvelles divisions d'active créées lors de la mobilisation : la 44e DI reçoit douze batteries (formant quatre groupes) venant de six RAC différents ; la 37e DI, la division de marche du Maroc et la 45e DI, formées par l'Armée d'Afrique, reçoivent des batteries appartenant aux groupes d'artillerie d'Afrique ; la 38e DI, qui part d'Alger dès le 4 août et débarque à Cette le 7 août, a la particularité d'avoir trois groupes du 32e RAC venant de Fontainebleau, qui rejoignent la division à Chimay le 14 août. Au total, 405 batteries de 75 (soit 1 620 canons) font partie des divisions d'active.
Les divisions de réserve créées elles aussi pendant la mobilisation reçoivent chacune trois groupes d'artillerie nouvellement formés chacun par un RAC, soit un total de 201 batteries (804 canons). Les divisions d'infanterie territoriale mises sur pied à la fin de la mobilisation n'ont chacune qu'un (pour les divisions territoriales de place) ou deux groupes d'artillerie (pour les divisions territoriales de campagne), pour un total de 48 batteries (soit 192 canons). En plus, sont créés 75 groupes territoriaux d'artillerie (chacun créé par un des RAC, RAP et RAM).
Au-dessus des divisions, chaque corps d'armée a comme élément organique un RAC supplémentaire, à quatre groupes soit douze batteries (groupes souvent affectés aux divisions), c'est-à-dire 48 canons de 75 mm, soit 264 batteries (1 056 canons) supplémentaires qui se rajoutent aux artilleries divisionnaires. Encore au-dessus, chaque armée est renforcée par quelques groupes (d'un à cinq) de 120 mm Baquet et de 155 mm Rimailho. Enfin, au niveau du théâtre d'opérations du Nord-Est, le Grand Quartier général dispose d'une « artillerie lourde mobile » composée de quinze batteries de canons de 120 mm long et de six batteries de mortiers de 220 mm.
| Subdivisions               | Batteries de campagne | batteries lourdes d'armée                           | batteries à pied |
| -------------------------- | --------------------- | --------------------------------------------------- | ---------------- |
| Première armée             | 159                   | 12 (6 de 155 mm C et 6 de 120 mm C)                 | 0                |
| Deuxième armée             | 183                   | 17 (7 de 155 mm C, 6 de 120 mm C et 4 de 120 mm L)  | 0                |
| Troisième armée            | 129                   | 18 (3 de 155 mm C, 3 de 120 mm C et 12 de 120 mm L) | 0                |
| Quatrième armée            | 93                    | 3 (de 155 mm C)                                     | 0                |
| Cinquième armée            | 178                   | 17 (7 de 155 mm C, 6 de 120 mm C et 4 de 120 mm L)  | 0                |
| Corps de cavalerie         | 9                     | 0                                                   | 0                |
| En réserve                 | 230                   | 21 (15 de 120 mm L et 6 de 220 mm)                  | 0                |
| Fortifications du Nord-Est | 40                    | 0                                                   | 132              |

En plus des unités combattantes, chaque division, corps d'armée et armée reçoit un parc d'artillerie, comprenant des sections de munitions d'artillerie (284 sont mises sur pied pour l'artillerie de campagne, ainsi que 121 sections de parc, 13 sections mixtes alpines de munitions, 47 colonnes légères de munitions de 120 mm et 26 sections de munitions de 155 mm C TR), des sections de munitions d'infanterie (137), ainsi que des canons de réserve (les parcs des cinq armées reçoivent un total de 246 canons de 75 mm), destinés à remplacer les pertes. Les arsenaux de l'intérieur disposent en plus de 420 canons de 75 pour servir de rechange, auxquels se rajoutent les pièces d'instruction dans les dépôts régimentaires.

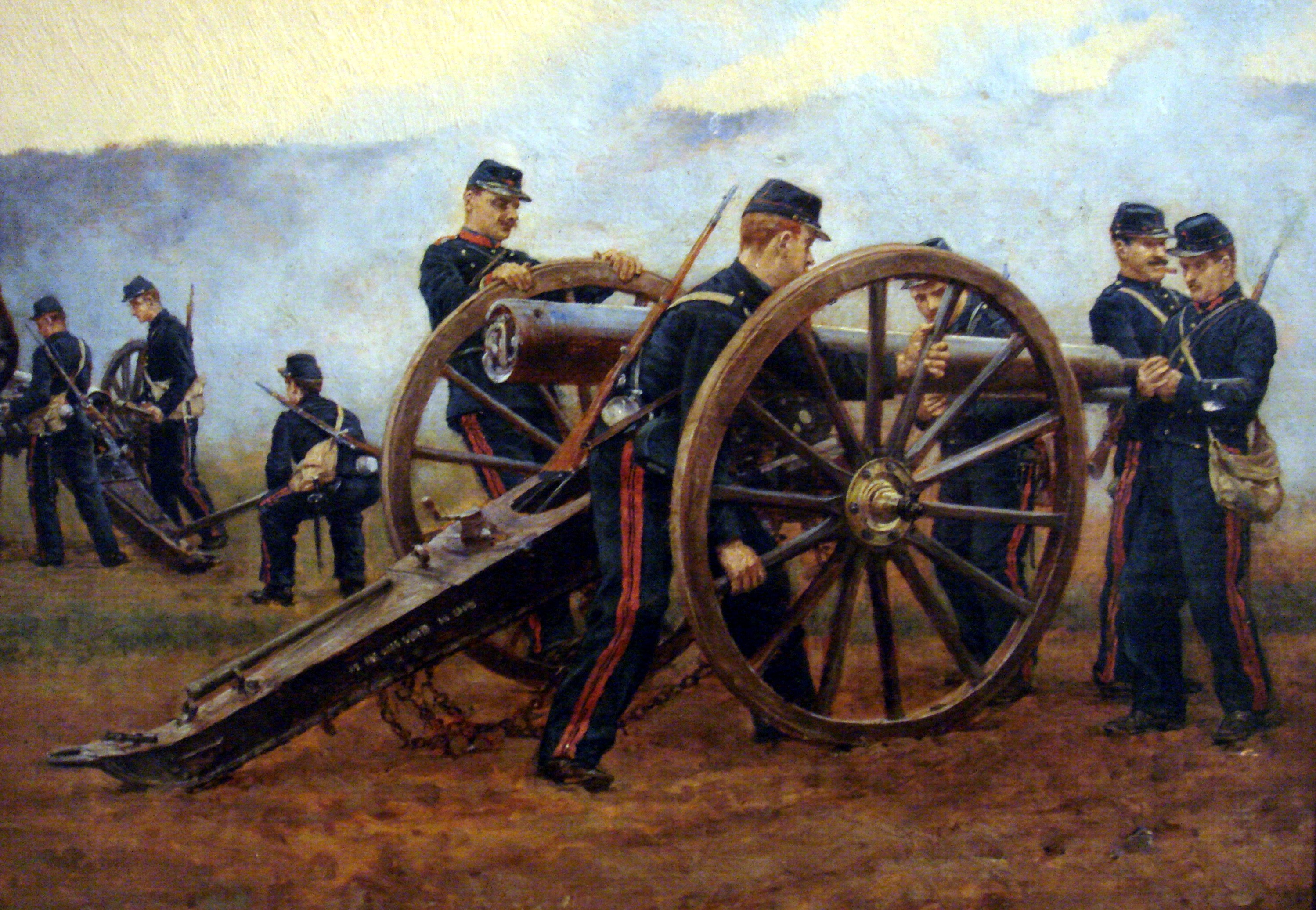
Étienne-Prosper Berne-Bellecour, Le canon de 90 de Bange aux écoles du feu, 1898. En 1914, le canon de 90 mm modèle 1877 est une pièce obsolète, mais toujours en service dans les places. Cette peinture nous montre l'uniforme de l'artilleur, bleu foncé (peu salissant) rehaussé de rouge.

L'artillerie de place, composée des régiments d'artillerie à pied renforcés par des groupes territoriaux, est sous les ordres des gouverneurs des différentes places fortes et ne fait pas partie de l'armée de campagne. Dans la 1re région militaire, Dunkerque reçoit trois batteries, tandis que la place de Maubeuge a 16 batteries à pied (du 1er RAP) et quatre montées (ces dernières destinées à la « défense mobile de la place »). Dans la 2e région, il y a deux batteries à Charlemont, une aux Ayvelles, une et demie à Longwy et une à Montmédy. Dans la 6e région, la place de Verdun est défendue par 27 batteries à pied (du 5e RAP) et neuf montées, tandis que les forts des Hauts de Meuse le sont par trois batteries à pied ; dans la 20e région, la place de Toul est protégée par 26 batteries à pied (du 6e RAP) et neuf montées, tandis que les forts de la trouée de Charmes le sont par quatre batteries à pied ; dans la 21e région, la place d'Épinal a 23 batteries à pied (du 8e RAP) et neuf montées, tandis que les forts du rideau de la Haute Moselle ont trois batteries à pied ; enfin dans la 7e région, la place de Belfort a 24 batteries à pied (du 9e RAP) et neuf montées, complétées par une batterie à pied au Montbard et au Lomont. La frontière des Alpes est couverte par les 7e et 11e RAP ainsi que les 1er et 2e RAM. Chacune des quatre places de l'Est aligne de 500 à 600 pièces d'artillerie dans les forts avec une division de réserve pour les sorties, tandis que le camp retranché de Paris dispose d'environ 1 700 pièces d'artillerie, sans compter l'artillerie des sept divisions de réserve et territoriales qui renforcent la garnison. En cas de besoin, il est prévu la constitution de deux équipages de siège d'artillerie, en puisant dans l'artillerie des places fortes.
Enfin l'artillerie de côte, qui était de la responsabilité du ministère de la Guerre en temps de paix, doit passer à celui de la Marine pour la défense des grands ports de guerre juste avant la mobilisation (ce n'est effectif qu'en septembre). En conséquence, si le 1er RAP conserve sous ses ordres les batteries de côte à Dunkerque, Boulogne et Calais, les autres récupèrent leur personnel d'active et de réserve (remplacés par des inscrits maritimes et des territoriaux) : le 3e RAP cinq batteries à Cherbourg et quatre à Brest ; le 7e RAP trois batteries à Nice, une à Ajaccio et une à Bonifacio ; le 10e RAP six batteries à Toulon et une à Porquerolles. Quant aux batteries au Havre, à Lorient, Quiberon, Belle-Isle, Saint-Nazaire, Ré, Aix, Oléron, Rochefort, bordant la Gironde et à Marseille, elles sont armées par des groupes d'artillerie de côte de l'artillerie coloniale.

### Emploi tactique
Avant guerre, la mission dévolue à l'artillerie de campagne est de soutenir l'infanterie par sa puissance de destruction contre le personnel à découvert ou protégé par des boucliers, des levées de terre ou des retranchements. Lors d'une phase offensive, l'artillerie ouvre la voie et doit engager toutes les unités qui pourraient gêner la progression de l'infanterie. En phase défensive, l'artillerie recueille l'infanterie et doit arrêter la progression de l'infanterie adverse. Les tirs doivent donc se faire à vue directe, à une distance d'environ trois à quatre kilomètres maximum (au-delà, la précision est moindre).

« Une coopération intime des différentes armes est indispensable pour la réussite d'une attaque.
[...] L'artillerie a pour mission essentielle d'appuyer le mouvement en avant de l'infanterie. En particulier, dans la période de crise qui précède l'assaut, elle bat, coûte que coûte, les objectifs de l'attaque. »

— Service des armées en campagne, décret du 2 décembre 1913.
Le règlement préconise de placer des batteries en position de surveillance en limitant le nombre de tirs afin que les troupes et l'artillerie adverses se dévoilent pour les engager avec le minimum de batteries pour toujours conserver des batteries disponibles. Le règlement suppose que les unités adverses tenteront de se protéger de la puissance de feu de l'artillerie de campagne dans des retranchements ou de se masquer à la vue de l'artillerie et devront être fixées par des tirs de neutralisation et rarement de destruction. Ces préconisations sont liées à la faiblesse de l'approvisionnement en munitions comparée à la puissance et au débit du matériel employé. Chaque canon de 75 mm est doté d'une réserve de 1 000 à 1 300 coups au début du conflit. Cette quantité correspond en fait à quatre jours de feu continu d'un canon de 75.
Concernant l'artillerie lourde, elle est en 1914 tellement nouvelle (fondée le 15 avril 1914) et embryonnaire que son emploi et ses caractéristiques ne sont pas évoqués dans le Règlement sur la conduite des grandes unités (RCGU du 28 octobre 1913) et le Règlement de service en campagne (RSC du 2 décembre 1913). Pour le service des pièces, l'aménagement des batteries et l'observation, il existe le Règlement de manœuvre de l'artillerie à pied, artillerie de siège et place dont les différents textes datent de 1910 à 1913.
L'identification des objectifs et le réglage des tirs ont une importance capitale dans l'utilisation de l'artillerie de campagne, le règlement de 1913 (ainsi que le Règlement de manœuvre de l'artillerie de campagne du 8 septembre 1910) préconise l'emploi d'observateurs sur des points hauts du champ de bataille lorsqu'ils existent ou à défaut l'usage d'une échelle d'observation pouvant se fixer sur les caissons de munitions et permettant de s'élever de 4,2 m. En cas de tirs directs, le capitaine est debout sur un des caissons et assure le réglage des pièces avec ses jumelles. Des « lunettes de batterie » sur trépied, en dotation, permettent de mesurer les angles ainsi que les hauteurs d'éclatement des obus.
Afin de pouvoir établir une communication entre les batteries et les observateurs ou le chef de groupe, le règlement propose l'utilisation de signaux à bras ou avec des fanions pour des distances comprises entre 700 et 2 500 m, l'utilisation d'agent de liaison ou l'utilisation d'un matériel microtéléphonique d'une portée de 500 m. Le règlement recommande dans le cas d'un commandement à distance de s'assurer de deux moyens de transmission des informations.
L'usage de l'aviation est recommandé par le règlement de 1913, lorsque la localisation des objectifs n'est connue que par les effets de leurs tirs ou par des renseignements imprécis à des distances moyennes de combat pour l'artillerie. L'avion peut, en se plaçant dans l'axe de tir de la batterie, observer les zones d'impact des obus, il peut également identifier des troupes masquées par des replis de terrain. Ces observations doivent être retranscrites sur un bulletin qui est lancé sur la ou les batteries ayant demandé le concours de l'aviation.

### Autres belligérants
L'Armée française de la période 1871 à 1914 ne cesse de se comparer à sa puissante voisine l'Armée allemande, qui elle-même surveille la française. Dans le domaine de l'artillerie, cette comparaison se fait d'une part entre les deux principaux canons de campagne, le 75 mm français comparé au 7,7 cm allemand, à l'avantage du matériel français surtout en termes de cadence de tir. Elle se fait d'autre part sur l'artillerie lourde, avec un très net avantage côté allemand. À la suite de l'apparition du canon de 75 (le groupe du 20e RA envoyé contre les Boxers en 1900-1901 avait fait forte impression), l'artillerie allemande a doté ses canons de 77 d'un frein semblable, ses batteries comportent six pièces (quatre chez les Français) et surtout elle s'est dotée d'obusiers capable de faire du tir courbe à portée moyenne, pour neutraliser les batteries françaises. D'autre part, la ligne de fortifications que représente le système Séré de Rivières nécessite une artillerie de siège importante. C'est pourquoi en Allemagne les obusiers légers de 10,5 cm sont affectées directement aux divisions, ceux lourds de 15 cm aux corps d'armée et les mortiers de 21 cm au niveau des armées.
Si côté français chaque corps d'armée dispose en août 1914 de 120 canons de 75 mm, un corps d'armée allemand d'active aligne 162 pièces d'artillerie, dont 108 canons de 7,7 cm, 36 obusiers de 10,5 cm et 18 obusiers de 15 cm. L'ensemble de l'armée de campagne allemande (qui déploie un huitième de ses forces face à l'Armée russe) aligne un total de 4 350 à 4 690 canons de 7,7 cm, 40 canons de 10 cm, 950 à 1 450 obusiers de 10,5 cm, 440 obusiers de 15 cm et 140 mortiers de 21 cm. Elle est complétée par l'artillerie de siège : 176 canons de 10 cm, 32 canons de 13 cm, 400 obusiers de 15 cm, 80 mortiers de 21 cm, dix mortiers de 30,5 cm et sept obusiers de 42 cm, sans compter l'artillerie à pied garnissant les fortifications (notamment celles autour de Metz-Thionville, de Strasbourg-Mutzig et de Thorn).
| Matériels              | Masse en batterie | Cadence de tir    | portée max. | Munitions (poids)                             |
| ---------------------- | ----------------- | ----------------- | ----------- | --------------------------------------------- |
| 7,7 cm FK 1896 n.A.    | 971 kg            | 10 à 12 coups/min | 8,4 km      | obus à balles ou explosif (6,8 kg)            |
| 10,5 cm lFH 1898/1909  | 1 225 kg          | 4 coups/min       | 6,3 km      | obus à balles (12,8 kg) ou explosif (15,7 kg) |
| 15 cm sFH 1902 ou 1913 | 2 100 kg          | 2 à 3 coups/min   | 7,4 km      | obus explosif (40,5 kg) ou à balles (39 kg)   |

| Matériels                                                                 | Masse en batterie          | Cadence de tir | portée max.                | Munitions (poids)                                |
| ------------------------------------------------------------------------- | -------------------------- | -------------- | -------------------------- | ------------------------------------------------ |
| 10 cm K 1904                                                              | 2 755 kg                   | un coup/2 min  | 10,4 km                    | obus explosif ou à balles (17,8 à 18,7 kg)       |
| 13 cm K 1909                                                              | 5 800 kg                   |                | 16,5 km                    | obus explosif ou à balles (40 kg)                |
| 21 cm Mörser                                                              | 6 630 kg                   | 2 coups/min    | 9,4 km                     | obus explosif (119 kg)                           |
| 28 cm Mörser                                                              | 6 200 kg                   | ?              | 11 km                      | obus explosif (338 kg)                           |
| 30,5 cm s.Kst.Mrs 1896 ou 1909                                            | 30 000 kg                  |                | 8,2 km                     | obus perce-cuirasse (410 kg) ou allongé (335 kg) |
| 42 cm Kurze-Marine-Kanone 1912 (Gamma) 42 cm Kurze Marine-Kanone 1914 (M) | 150 kg (Gamma) 42,6 kg (M) | dix coups/h    | 14,2 km (Gamma) 9,2 km (M) | obus explosif (795, 930 ou 1 160 kg)             |

L'artillerie allemande dispose donc d'une artillerie lourde plus nombreuse et plus moderne que la française ; sa doctrine d'emploi est elle aussi différente. Le règlement de l'artillerie lourde de campagne du 28 juin 1905 prévoit de l'employer dès la prise de contact, en la poussant en avant pour frapper les colonnes en marche (repérées par les avions) ; ensuite elle doit détruire les batteries repérables, permettant le déploiement de l'artillerie légère ; enfin, elle prépare l'assaut de l'infanterie en détruisant les obstacles et retranchements (pendant que l'artillerie légère se consacre à l'appui rapproché).
La guerre des Boers en 1899-1902, la guerre russo-japonaise de 1904-1905 et les deux guerres balkaniques en 1912-1913 permirent de confronter les méthodes allemandes (imitées par les Japonais et les Ottomans) et françaises (utilisées par les Russes, les Serbes et les Bulgares) ainsi que le matériel (canons Schneider contre canons Krupp ou Škoda) : les missions envoyées par les deux futurs belligérants firent quelques rapports alarmants mais dans l'ensemble confortèrent leurs états-majors respectifs dans leur anticipation du conflit à venir.

## Début du conflit
En août et septembre 1914, les matériels et méthodes développés avant-guerre sont mis à l'épreuve. Les désillusions face à une nouvelle forme de guerre sont nombreuses, concernant aussi bien la cavalerie, l'infanterie que l'artillerie de toutes les armées belligérantes.

### Premiers engagements
Les difficultés d'action de l'artillerie française en août 1914 peuvent être illustrées par quelques exemples consignés dans les journaux de marches et d'opérations des régiments d'artillerie. En résumé, lors de la bataille des Frontières, les artilleurs français arrosent copieusement l'infanterie adverse, mais subissent aussi les tirs de contre-batterie de leurs homologues allemands. Pour les fortifications, l'artillerie française périmée qui y est positionnée est incapable d'affronter les pièces modernes que les Allemands déploient contre elle.
Le premier coup de canon a lieu le 4 août à Philippeville en Algérie, où deux canons de côte de 19 cm modèle 1878 de la batterie el Kantara, armées par quelques hommes du 6e groupe autonome à pied d'Afrique, tirent sur le croiseur allemand Goeben : le quatrième coup (le télémètre n'étant pas opérationnel) rase sa poupe, ce qui le décide alors à s'éloigner à grande vitesse.
Trois exemples permettent d'illustrer les conditions d'engagement de l'artillerie française en août 1914.

#### 4eRACen Alsace
Le 31 juillet 1914 au matin, soit deux jours avant la publication du décret de mobilisation générale, les unités casernées le long des frontières du Nord-Est reçoivent l'ordre d'établir une « couverture », prévue au plan XVII, afin de protéger les mouvements de troupes. Cette mesure concerne neuf divisions d'infanterie et sept de cavalerie, comprenant un total de 138 batteries montées et 21 batteries à cheval. L'extrémité droite de ce dispositif, couvrant les cols vosgiens méridionaux et la trouée de Belfort, est confiée au 7e corps (comprenant 120 canons des 4e, 5e et 47e RAC) renforcé par la 8e division de cavalerie (rajoutant douze pièces du 4e groupe à cheval du 4e RAC) et une batterie de 155 mm long du 9e RAP de Belfort.
Le 7 août, ces forces se portent en avant. Le jour même, le 4e RAC, qui sert d'artillerie divisionnaire à la 41e division (AD 41), ouvre le feu pour la première fois : après avoir passé les cols de Bussang et d'Oderen dès 4 h 30, le régiment envoie un de ses canons de 75 mm en appui de la tête de colonne, bloquée par des mitrailleuses allemandes à la sortie de Wesserling. Le tir des obus est efficace, se faisant à courte distance, en tir direct, si proche que les servants se font tirer dessus par les fantassins allemands.
Le 9 août, nouvel engagement : à Cernay, deux batteries du 3e groupe du 4e RAC en batterie sur le versant sud-est du contrefort vosgien (donc à contre-pente, en tir indirect) bloque avec leurs obus explosifs l'attaque allemande débouchant le matin de Wattwiller. Après l'évacuation de Cernay en début d'après-midi, la troisième batterie du groupe, établie en lisière nord du bois de Nonnenbruch, contrebat l'artillerie allemande déployée à l'est d'Uffholtz : « tir réglé 3000-3200 efficace. » Le 2e groupe du régiment est à Lutterbach, tirant là aussi sur l'infanterie allemande, mais subissant de nombreux tirs de contre-batterie bien dissimulée dans le bois :

« Observ. - Artie ennemi - bien cachée ; tir réglé au Télémètre ou d'après la carte ; extrêmement violent ; peu efficace. Eclatement trop hauts. - Mélange de shrapnels et de l'ex. - Artie française - Efficacité certaine du shrapnell et de l'explosif. Eclatements bas. Résultats puissants - Ht Moral de la Troupe. »

Le combat de Cernay se solde par la retraite française. À partir du 11, la division est sur la défensive le long de la frontière à l'est de Belfort. Le 12 au matin, une des batteries essuie encore quelques tirs de 105 mm allemand.

#### 39eRACen Moselle
Le 14 août, cinq corps d'armées des 1re et 2e armées françaises se lancent dans une offensive à travers le plateau lorrain. Parmi eux, le 20e corps commandé par le général Foch comprenant les 60e RAC (AC 20), 8e RAC (AD 11) et 39e RAC (AD 39), se trouve sur l'aile gauche. La contre-attaque allemande au matin du 20 août met en fuite toute l'armée : au 39e RAC, deux groupes sont d'abord pris d'enfilade par des tirs croisés de l'artillerie adverse dès 6 h, plusieurs caissons sautent et les munitions s'épuisent.

« A 8 h 30 l'infanterie ennemie approchant librement, le 1er groupe donne l'ordre d'amener les avant-trains. Le 3e groupe ne peut le faire à cause de la visibilité des pièces et de la violence du feu. Son personnel ne se retire qu'après le départ de l'infanterie et sous les balles allemandes. Le 1er groupe plus heureux peut faire prévenir les avant train (déjà entrainés dans la retraite générale) [...] 6 canons et 4 caissons sont enlevés à toute allure par les avant trains de la 2e Bie. Ceux de la 1re Bie se rapprochent, mais trop tard l'Infie ennemie approche des pièces. Les officiers se replient à pied jusqu'à 302 poursuivis par la canonnade et la fusillade. »

Quant au 2e groupe, isolé sur le flanc et étalé sur trois kilomètres, mais mis en batterie de façon défilée, avec des postes d'observation sur les crêtes, il tire sur l'infanterie et l'artillerie allemande qui débouche. Vers midi, la 6e batterie est :

« criblée de feux, la situation devient intenable. Ordre de se retirer. Mais sa position est repérée. Première tentative pour amener les av. tr. échoue, 3 conducteurs, et plusieurs chevaux hors de combat. Deuxième tentative. Voiture par voiture, de quart d'heure en quart d'heure, au galot, on sauve successivement 2 canons, 4 caissons, qu'on ramène au sud de 272. La pièce de droite visible est balayée par rafale dès qu'on l'approche. Un canon hors service. Un abandonné, inapprochable. Capitaine de S. blessé à la cuisse, quitte en dernier avec ses servants. [...] A 14 h, les 4e et 5e Bies, le 49e colonial et quelques fractions du 146e restent seuls, entourés de tous côtés, sur 272. La 4e tire obliquement sur les Allemands qui viennent d'enlever Faxe, et arrête leur attaque. La 5e maintient les assaillants sortant des bois de Viviers et d'Oron. Le 49e colonial, écrasé de shrapnells, évacue enfin la croupe 270, à la course. Les 2 bies se retirent par la forêt [...]. »

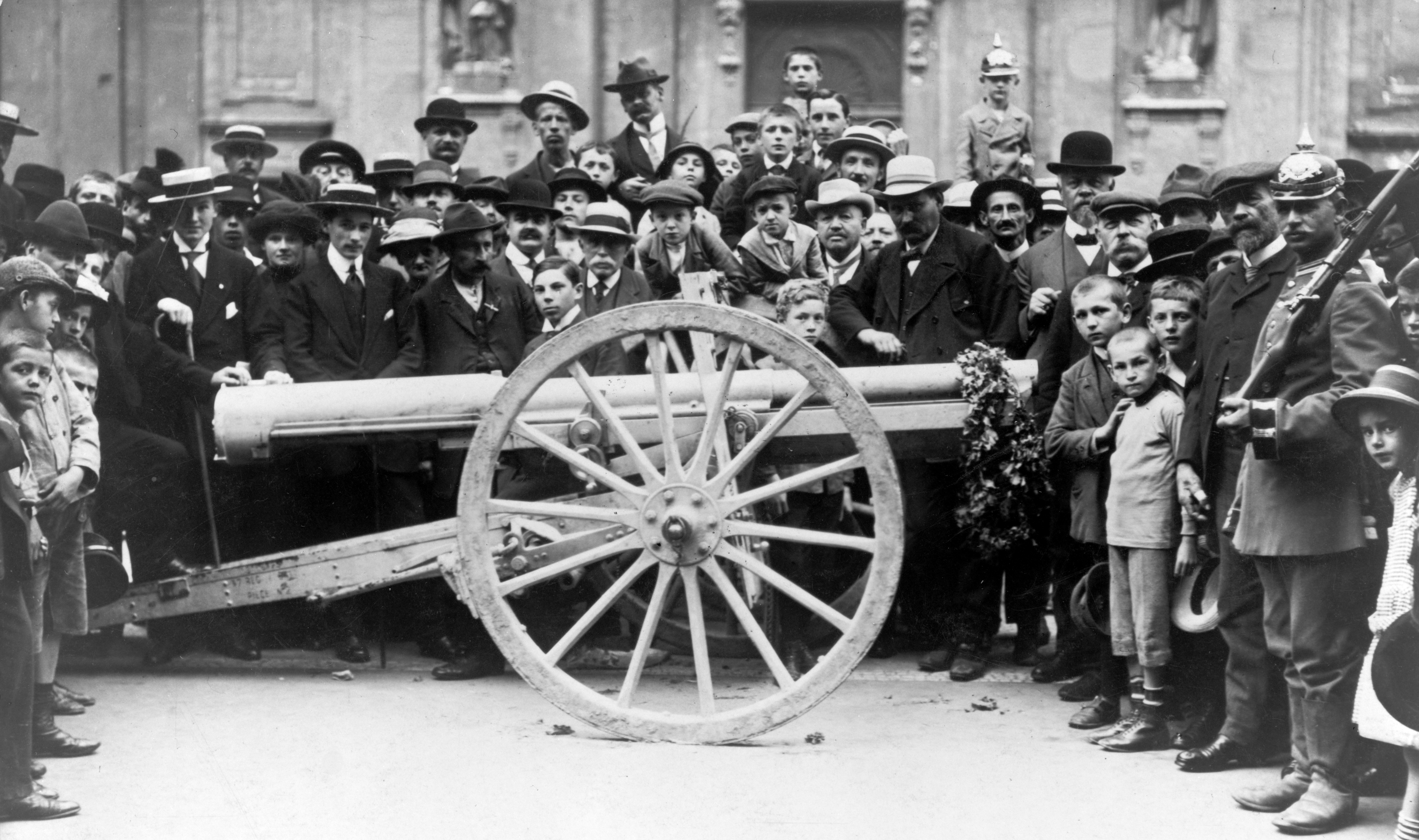
Canon de 75 mm français capturé, exposé en trophée devant des civils allemands. Parmi les centaines de canons de prise, plusieurs furent réalésés au calibre 7.7 cm pour faire des pièces antiaériennes sur affût permettant le tir à 50°, sous le nom de « 7.7 cm L/35 Flak (franz) ».

Bilan : ce régiment a perdu 23 de ses pièces (sur les 36) ainsi que 26 caissons ; le colonel a été tué.

#### Chute des places
Les défaites françaises de la bataille des Frontières ont pour conséquence la retraite des armées françaises, laissant isolées en avant les fortifications frontalières du Nord-Est. Les troupes allemandes purent investir, assiéger et finalement prendre la citadelle de Longwy (du 8 au 26 août), le fort de Manonviller (du 23 au 27 août), le fort de Charlemont (du 24 au 31 août), le fort des Ayvelles (du 25 au 27 août), Montmédy (du 25 au 28 août) et les forts de la place de Maubeuge (du 24 août au 7 septembre). La place de Lille fut désarmée et évacuée à partir du 24 août, tandis que les places de Calais et Dunkerque restèrent isolées, protégées par les inondations préventives de la plaine maritime.
Dans tous les cas, l'artillerie de siège allemande, plus moderne et nombreuse, domina rapidement l'artillerie de place française ; la prise du fort de Manonviller en fut exemplaire. Il s'agissait d'un vaste fort d'arrêt modernisé, plutôt bien armé avec six tourelles d'artillerie, dont quatre équipées chacune de deux canons de 155 mm (deux tourelles Mougin modèle 1876 et deux tourelles Galopin modèle 1890) et deux tourelles Bussière 1893 pour deux canons de 57 mm, complétées accessoirement avec deux canons de 80 mm sur affût de campagne, six mortiers de 220 mm et quatre de 150 mm, le tout servi par une batterie du 6e RAP. Le pilonnage allemand commença le 25 août par des obus explosifs de 210 mm, lancés par des batteries parfaitement défilées ce qui empêcha la contre-batterie française : dès le premier jour, une des tourelles de 155 fut mise hors service et un stock de 2 200 obus de 57 et 80 sauta. Le 26, deux autres tourelles de 155 furent éliminées et un stock de 800 obus de 155 sauta. Le 27 dès 4 h 20, deux obusiers allemands de 420 mm entrèrent en action ; la quatrième tourelle de 155 fut bloquée, la garnison fut asphyxiée ; le drapeau blanc fut hissé vers 15 h 30. Au total, les assiégeants tirèrent sur et autour du fort 979 coups de 150 mm, 4 596 de 210 mm, 134 de 305 mm et 59 de 420 mm.
Devant l'avancée allemande, ordre fut donné de remettre en état les places déclassées de la seconde ligne de défense. Du 15 au 25 août, le fort d'Hirson reçut de nouveaux canons et une garnison pour épauler le 4e GDR, puis évacué et détruit par explosif le 27 août. Le 26 août 1914, les places de la Fère et de Laon (déclassées par le décret du 28 avril 1914) passèrent sous les ordres du général de la 5e armée : les vieux canons de 90 mm modèle 1877 furent retirés des arsenaux de place (26 à la Fère et 22 à Laon) pour être mis en batterie. L'ensemble fut finalement abandonné avant l'arrivée des troupes allemandes.

### Enseignements
« [...] offensive ennemie se développe de plus en plus vers le sud, renforcée par un tir incessant d'obusiers qu'il est impossible de voir et par suite de contrebattre. Le tir, très précis, éteint peu à peu une partie de l'artillerie établie sur la crête à l'ouest de Walscheid. La brigade coloniale renonce à l'offensive et limite ses efforts à l'occupation des hauteurs de la rive gauche de la Bièvre. [...] la brigade, après avoir éprouvé de lourdes pertes, cède du terrain, et ses éléments dissociés se replient sur les hauteurs à l'ouest de la Valette. »

— Rapport du général Legrand (ancien sapeur, chef du 21e corps) sur l'attaque de Harreberg le 20 août (bataille de Sarrebourg).

« Les attaques dans la journée d'hier ont échoué uniquement parce qu'elles n'ont pas été préparées par l'artillerie, ni même par le feu de l'infanterie. Il est essentiel que l'infanterie ne se porte jamais à l'attaque sans que l'artillerie ait préparé cette attaque et soit prête à l'appuyer. On ne peut admettre les charges à la baïonnette dans les conditions où elles se sont produites jusqu'ici la plupart du temps. »

— Instruction du général Ruffey (ancien artilleur, chef de la 3e armée) à ses unités, à la suite des combats du 22 août autour de Longwy (bataille des Ardennes).
Pendant la période de guerre de mouvement, les obusiers allemands purent plusieurs fois contrebattre les artilleurs français, qui ne survivent que grâce à la mobilité des batteries montées de 75 mm (il faut du temps pour régler le tir indirect). Si certains combats de la bataille des Ardennes (du 20 au 25 août 1914) se sont limités à des rencontres d'infanterie, la bataille des Frontières correspond à un tournant, l'artillerie dominant désormais le champ de bataille et les obus devenant la principale cause des pertes. Comme prévu avant-guerre, les batteries françaises à quatre canons de 75 mm font au moins jeu égal avec les batteries allemandes à six canons de 77 mm dans le soutien à l'infanterie ou le tir d'interdiction : les canons français tirent plus vite et leurs obus sont plus efficaces (plus de charge explosive). La coordination avec l'infanterie est insuffisante : les artilleurs, laissé à eux-mêmes, tirent alors sur les objectifs visibles. Les rares cas de contre-batterie concernent des tirs à courte portée, par exemple le tir explosif de deux groupes du 5e RAC (AC 7) le 19 août 1914, fauchant à 4 875 m le personnel et les chevaux de tout un groupe allemand déployé sur les hauteurs au sud de Brunstatt (18 canons capturés) :

« Enseignements : une artillerie visible est vouée à la destruction.
Quand on veut frapper à mort un objectif, lisière de Dornach, artillerie ennemie, il faut tout de suite y mettre le prix, ne pas lésiner sur le nombre des batteries à engager, taper le plus fort possible.
Le tir d'efficacité à obus explosifs est seul efficace contre l'artillerie, il l'est aussi en raison de son efficacité réelle et de ses effets moraux contre le personnel. Il est nécessaire d'augmenter encore la proportion d'obus explosifs, de la porter au moins au ⅔. »

— JMO du 5e RAC (alors commandé par le colonel Nivelle).
La stabilisation du front, dès la fin août 1914 en Haute-Alsace puis à la mi-septembre au centre et en octobre plus au nord, modifie encore le type de combat : si de son côté l'infanterie s'enterre pour survivre, l'artillerie lourde prend une place dominante ; on recherche les hauteurs, on engage le feu à des distances de plus en plus longues, en tir indirect à partir de positions fixes, en concentrant les tirs, tandis que la consommation d'obus dépasse largement les prévisions. L'artillerie de campagne s'adapte lentement, grâce à quelques initiatives individuelles : par exemple le colonel Estienne arrive au 22e régiment d'artillerie lors de sa nomination avec deux avions Blériot pour l'observation d'artillerie, qu'il utilise lors de la bataille de Charleroi. Les observations seront importantes lors de la bataille des Deux Morins. Mais comme les Français n'ont pas assez d'artillerie lourde pour tirer sur les retranchements et contrebattre l'artillerie allemande, le ministre de la Guerre met à disposition de Joffre le 23 septembre 1914 108 canons de 155 mm court modèle 1881-1912 de Bange (la modification de 1912 porte sur une plateforme de tir en bois plus transportable que l'affût de siège et place) et 120 mortiers de 220 mm modèle 1881-1891 (la modification de 1891 consiste en l'ajout d'un frein hydropneumatique à l'affût).

« Ce n'est un secret pour personne que nous nous trouvions en état d'infériorité marquée vis-à-vis de nos adversaires, surtout en ce qui concerne l'Artillerie lourde qui n'existait chez nous qu'à l'état embryonnaire. Nombre d'entre nous ont dans la mémoire le souvenir des heures graves où le sentiment de notre impuissance se fit jour en face de canons qui, à l'abri de nos atteintes, ne prenaient même pas la peine de se masquer et pouvaient nous écraser en toute sécurité. »

— Capitaine Leroy, Historique et organisation de l'artillerie, 1922, p. 5.

### Crise des obus
Au moment de l'entrée en guerre, le stock de munitions du calibre 75 mm est de 4 866 167 cartouches (obus + douille), soit un peu plus de 1 000 coups par canon. L'artillerie lourde, qui était censée consommer moins, est approvisionnée avec : 1 280 000 coups de 120 mm, commun à l'obusier Baquet et au canon de Bange, dont 400 à 450 coups pour ceux de l'armée de campagne ; 78 000 coups de 155 mm pour le canon Rimailho, soit 540 coups par pièce ; et 1 400 000 coups de 155 mm pour les 155 mm de Bange des places fortes. Ces quantités correspondent aux besoins d'une guerre de mouvement.
L'État-Major a prévu en plus un « plan de fabrication du temps de guerre » pour compléter ces stocks, en assemblant les obus, douilles et explosifs encore dans les arsenaux de Bourges, Lyon, Tarbes et Rennes (de quoi faire 800 000 cartouches, à raison de 25 000 par jour), puis, à partir du 65e jour après le début de la mobilisation, lancer la fabrication à raison de 13 600 coups par jour, dont 3 500 par l'industrie privée.

#### Manque de munitions
En fait, les dotations en munitions de 75 mm sont à moitié consommées lors de la bataille des Frontières et celle de la Marne. Dès le 9 septembre 1914, le général directeur de l'arrière informe le ministre de la Guerre que les six entrepôts de réserve générale (à Bourges, Angers, Rennes, Clermont, Lyon et Nîmes) sont presque vides. Le 19 septembre, la consommation moyenne depuis le début de la guerre est estimée à 700 coups de 75 par pièce (pour un seul mois de combat) ; il reste environ 650 autres coups au front dans les fourgons et parcs, plus 45 coups à l'arrière dans les entrepôts, gares et arsenaux. Le 20, Joffre écrit au ministre : « ou la fabrication de munitions d'artillerie devra être considérablement augmentée, ou nous n'aurons plus les moyens de continuer activement la guerre à partir du 1er novembre ». Il estime les besoins minimum à 50 000 coups par jour, soit une moyenne de douze coups par pièce et par jour (alors qu'un tir d'un quart d'heure en consomme une centaine). Le même jour, le ministre de la Guerre réunit autour de lui à Bordeaux les principaux industriels de la métallurgie, qui se lancent dans la production, promettant 20 000 coups par jour à la fin octobre et 40 000 en début décembre ; elle fut en réalité de 23 400 par jour en octobre, puis de 11 300 en novembre à cause du manque d'ouvriers, de machines-outils et de matériaux.
Le 22 septembre, le GQG essaye de limiter la consommation d'obus sur les fronts stabilisés (ce qui ne concerne pas alors les troupes au nord de l'Oise) par une note aux armées : « L'artillerie ne doit jamais tirer sans objectifs bien définis, ni sur des zones larges, à des moments où ces tirs ne sont pas nécessaires soit pour faciliter la progression de notre infanterie, soit pour arrêter des attaques ennemies. En un mot, il faut proscrire les canonnades sans but défini ». Il recommande en plus d'utiliser de préférence des obus à balles, délaissés par les batteries qui utilisent désormais surtout des obus explosifs. Le 24 septembre, Joffre recommande aux commandants d'armée de « renoncer aux attaques générales, qui usent la troupe sans procurer des avantages suffisants, et à procéder par attaques localisées, exécutées en accumulant successivement les moyens d'action sur les points choisis ». Il les invite à faire plutôt des attaques de nuit, qui économisent les munitions d'artillerie. Puis toujours le 24 : « Actuellement arrière épuisé. Si consommation continue même taux, impossible continuer guerre faute de munitions dans quinze jours... conserver toutes munitions disponibles pour reprise offensive violente quand sera possible. Ne puis trop appeler toute votre attention sur importance capitale cette prescription d'où dépend le salut du pays. »
Le 27 septembre, on passe au rationnement : l'approvisionnement aux armées est désormais limité à 300 coups par pièce (y compris les munitions stockées dans les parcs), le restant devant être rendu au service de l'arrière pour constituer une réserve. En plus, aucune livraison n'est prévue avant le 20 octobre, pour concentrer les approvisionnements sur les unités engagées dans la course à la mer. En conséquence, les attaques de la 9e armée en Champagne sont suspendues faute d'obus dès le 27 au soir :

« En vue de restreindre la consommation des munitions d'artillerie, pendant la période défensive destinée à permettre le développement de la manœuvre de notre gauche, les CA maintiendront en principe une attitude défensive.
[...] Les batteries d'artillerie, au lieu de régler leur tir ou de repérer par salves, exécuteront ces opérations avec une pièce ; elles n'effectueront par salves que des tirs réglés sur des buts bien déterminés et bien vus : elles éviteront tout tir sur zone.
[...] Les consommations devront être réglées avec la plus stricte économie il y aura lieu de les limiter, jusqu'à nouvel ordre, de manière à ne pas dépasser pour l'ensemble du CA le chiffre moyen de 13 coups par pièce et par jour. »

— Général Ferdinand Foch, Instruction personnelle secrète, 27 septembre 1914.
Le 28 septembre, le GQG ordonne « que tous les soirs ou toutes les nuits avant six heures, chaque armée fera connaître par télégramme chiffré au directeur de l'arrière le nombre de coups de 75 consommés dans la journée ». La consommation journalière est alors de l'ordre de 38 000 cartouches par jour en octobre (soit un million de coups par mois), dont la moitié par la 2e armée. Par exemple le 2 octobre, sur un total 38 759 obus tirés pendant la journée, la 2e armée en utilise à elle seule 31 300 en Picardie, tandis que son voisin le GDT se limite à 950, les 6e et 5e en tirent respectivement 1 088 et 191 sur l'Aisne, la 9e 483 autour de Reims, la 4e 1 259 en Argonne, la 3e se limite à 658 sur les Hauts de Meuse et la 1re armée 2 830 sur le plateau lorrain et dans les Vosges.
Ordre est donné d'envoyer les stocks d'obus des camps retranchés et des colonies vers le front. Une partie des canons de 75 mm sont remplacés pendant l'automne 1914 par 500 vieux canons de 90 mm, qui tirent lentement et disposent encore de munitions en stock ; ces munitions de 90 commencent rapidement à manquer, malgré une production d'environ 2 000 coups de ce calibre par jour, d'où le retrait progressif de ces canons à partir d'avril 1915. Il faut attendre les premiers mois de 1915 pour que la production française couvre les besoins de l'artillerie, fournissant en plus des cartouches d'artillerie aux armées belges, serbes et russes.

#### Munitions défectueuses
Au manque chronique de cartouches de 75 se rajoute rapidement un problème supplémentaire : des obus de ce calibre se révélèrent défectueux. Des obus ne détonnent pas, explosent trop vite, ou pire au départ du coup, faisant alors éclater le tube du canon, hachant menu les servants. Ces éclatements de tube se firent nombreux à partir de décembre 1914, alarmant les services : un rapport établit qu'il y en eut six entre août et décembre, soit un éclatement pour 500 000 coups tirés, puis 236 entre le 20 décembre et le 20 mars, dont 176 rien qu'à la 4e armée, soit un éclatement pour 3 000 coups. L'usage du cordon se développe, permettant de mettre le personnel à distance lors du déclenchement du tir.
La fabrication des cartouches fut mise en cause à partir de janvier 1915, que ce soit la mauvaise qualité des matériaux, les nouvelles façons de fabriquer les obus (en les usinant pour s'adapter aux machines disponibles dans les ateliers privés, au lieu de les emboutir) ou les malfaçons entraînées par les rendements excessifs. Les contrôles de qualité et les tolérances lors des recettes furent donc revus, pour se rapprocher des façons de faire du temps de paix : les éclatements se firent plus rares, à raison d'un pour 11 000 coups au printemps, puis d'un pour 50 000 à la fin de l'été 1915.
Des problèmes se poursuivirent pendant tout le conflit malgré les mesures prises. On enquêta sur des détonations incomplètes (dues à un tassement ou une cristallisation de l'explosif lors du chargement), des ratés de percussion (étoupilles détériorées ou malfaçons), des douilles brisées (on réutilise les douilles usagées jusqu'à huit fois avant réforme, d'où des fissures), des obus qui tombent à un tiers de l'objectif (à cause d'une charge propulsive incomplète, ou à cause de l'humidité), avec des trajectoires erratiques (usure, encrassement et encuivrage du tube), on retrouve des corps étrangers dans les charges propulsives (clous, vis, morceaux de bois, ficelles, chiffons, gants...), etc.
Les tolérances dans le chargement des charges d'explosif et l'usinage des obus sont si importantes qu'à partir du printemps 1915 les cartouches d'artillerie d'un même calibre sont triées selon leur masse pour retrouver un peu de précision lors des tirs. Par exemple pour les obus explosifs de 75 mm, ceux de 4,85 à 5 kg sont désormais marquées à la peinture avec la lettre « L », ceux de 5 à 5,15 kg d'une croix, ceux de 5,151 à 5,3 kg de deux croix et ceux de 5,301 à 5,45 kg de trois croix. Pour les obus de l'artillerie lourde, leur masse est peinte directement en kilogrammes.

### Propagande
Malgré ces difficultés, la propagande va mettre en avant l'artillerie français, notamment son canon de 75 mm :

« Le canon allemand a pour lui de ne pas exiger d'abatage et, une fois en batterie, d'être plus léger et d'avoir un caisson plus léger aussi, enfin de présenter une surface de boucliers plus grande. En revanche, il est notablement inférieur sur des points essentiels : stabilité, pointage, fauchage, réglage des fusées, tir en profondeur, rapidité du tir et qualités balistiques. Au résumé, on pouvait prévoir que les 120 pièces de 75 par corps d'armée que nous possédons vaudraient mieux que les 144 pièces du corps allemand. »

— Théophile Schloesing (le fils du chimiste (sv)), Le "75" : le canon, le tir, les projectiles, 1915.
| REFRAIN Le canon léger que la France Acclame et fête, tour à tour, Nous donnera par sa puissance, La grande Victoire, un beau jour. Nous aimons sa forte éloquence ; Sa voix nous promet le retour, Après l'heure de la vengeance, À la douce loi de l'amour. | |

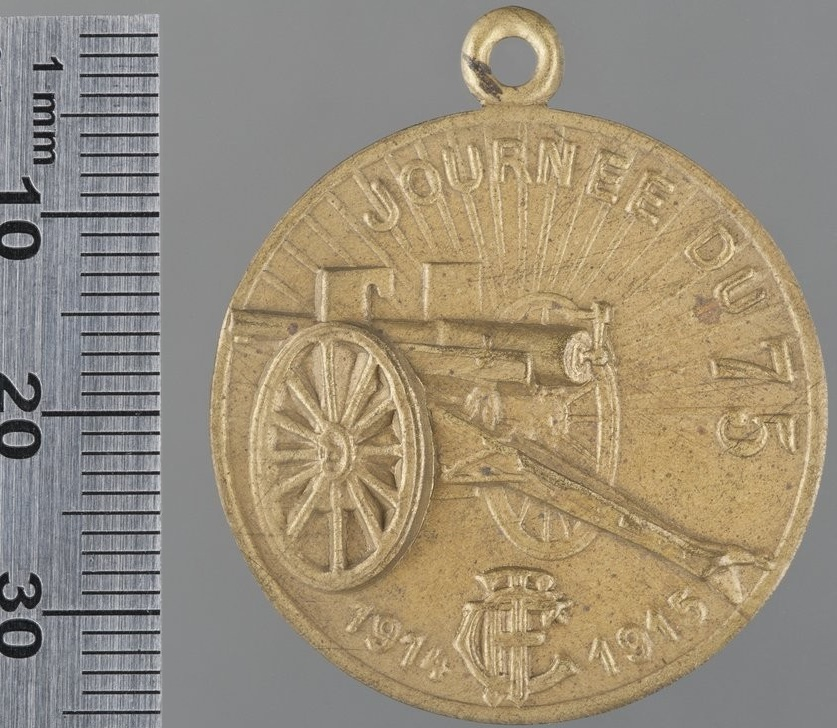
Médaille commémorative de la « Journée du 75 » de 1915.

| I Le sol de l'Alsace et Lorraine, Grâce à lui, sera déblayé : Plus d'Allemands au cœur de hyène, Sans foi, sans pudeur, ni pitié ! | II C'est le maître de la bataille, Le protecteur de nos soldats, Bien qu'il soit tout petit de taille, Les grands ne lui résistent pas. |
| III Quand le "75" gronde, Affolés, redoutant leur sort, Les boches, fils de race immonde, Poings crispés, attendent la mort. | IV Avec vous, Anglais, Russe, Belge, Il prend le chemin de Berlin. Guillaume II, le sacrilège, Ne règnera plus sur le Rhin.             |
| Le « 75 » : chant patriotique, créé par M. Jean Aubert de l'opéra de Nice, paroles de François Armagnin et musique de F. Giraud. | |

En 1915, le slogan « Des canons ! Des munitions ! » du sénateur Charles Humbert, publié plusieurs fois dans son quotidien Le Journal, devient le refrain d'une chanson. L'obus de 280 mm est même surnommé à l'occasion le « Charles Humbert » parce qu'il a une grosse voix et qu'il fait des dégâts.

## Montée en puissance
Face à la transformation du conflit en une guerre de tranchées à partir de l'automne 1914, comparée à l'époque à un gigantesque siège, l'artillerie adapte son matériel, son organisation et sa doctrine d'emploi.

### Plus de canons
En attendant la fabrication de nouveaux modèles plus modernes, l'artillerie française vit d'expédients : dans un premier temps elle envoie au front les vieux canons, puis réemploie des canons de marine ou de l'artillerie de côte, improvise des mortiers de tranchée et saisit chez les industriels des canons destinés à être exportés (par exemple le canon de 75 mm modèle 1914, qui était destiné à l'Armée russe sous le nom de Schneider PD07). Des programmes successifs, toujours plus ambitieux, fournissent toujours plus de pièces d'artillerie, avec application progressive : décisions ministérielles du 24 octobre 1914 (« barrière de Bange »), du 27 juillet 1915 (réorganisation de l'artillerie lourde) et du 30 mai 1916 (triplement du nombre des 155 mm courts).

#### Premiers expédients

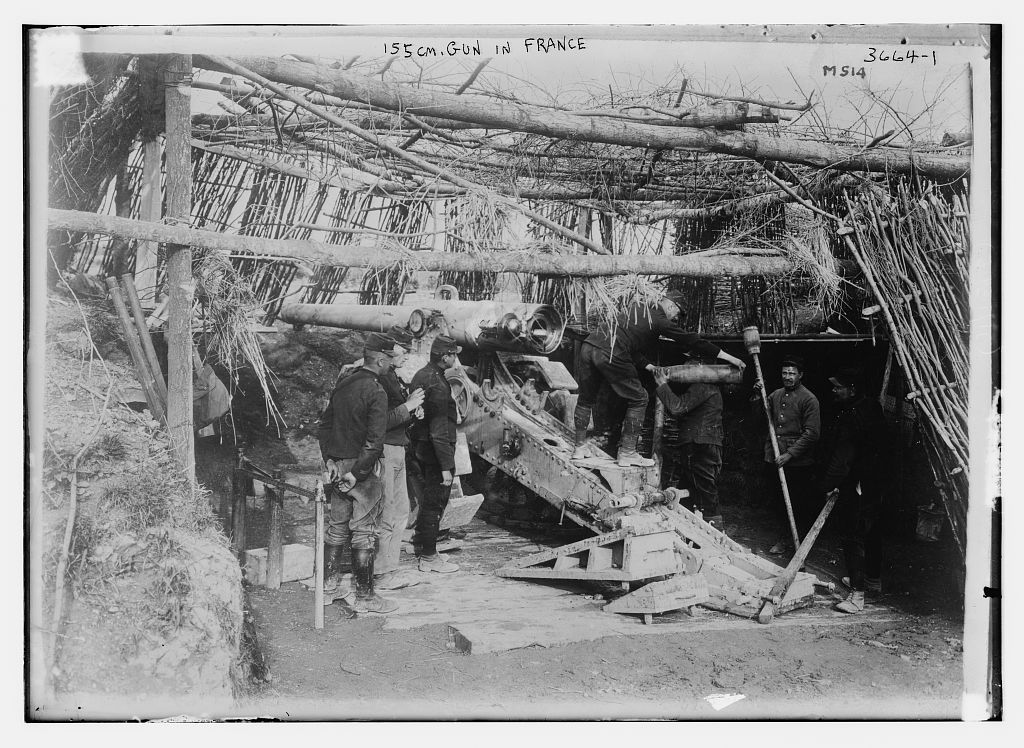
Un 155 mm L modèle 1877 culasse ouverte pour le chargement de l'obus (la gargousse de poudre va suivre). L'affût SP (qui fait 3.2 t) est complété par des cingolis et des coins de retour en batterie ; l'installation d'un tel canon prend une heure, sans parler de la fosse, de la plate-forme en bois et du camouflage.

Le 22 septembre 1914, le GQG demande au ministère de la Guerre qu'il mette à sa disposition les pièces d'artillerie des places fortes, puis les ayant obtenues le 24, les propose aux commandants des différentes armées. Il s'agit de vieux modèles, plusieurs sur affûts « de siège et place » (SP) donc peu mobiles, aux cadences de tir lentes, utilisant des gargousses et non des douilles (ce qui permet de faire des économies de laiton), mais disponibles en grands nombres : les canons de 90 mm modèle 1877 doivent remplacer les canons de 75 mm dans une centaine de batteries de campagne pour économiser les munitions de 75, les canons de 95 mm modèle 1875 et les canons de 120 mm modèle 1878 doivent armer de nouvelles batteries de campagne confiées aux corps d'armée (les 120 pour faire notamment de la contre-batterie), tandis que les canons de 155 mm modèle 1877 et les mortiers de 220 mm modèle 1880 restent aux mains de l'artillerie à pied, en batteries lourdes affectées à l'échelon de l'armée et destinées à frapper les retranchements,. Cette « barrière de Bange » permet à l'Armée de tenir le front en attendant l'arrivée de matériels lourds plus modernes.
Au cours de l'automne 1914, l'arrivée en nombre des canons lourds de siège et des disparités dans leur affectation entre les différentes grandes unités décide le GQG, le 27 novembre 1914, à affecter organiquement un groupe (à deux batteries de quatre canons) d'artillerie lourde (du 105, 120 ou 155 mm long) à chaque corps d'armée et groupe de divisions de réserve. D'autres batteries lourdes restent attachées à l'armée, qui les garde en réserve ou les confie temporairement à ses corps d'armée. Par exemple, le 1er décembre 1914, juste avant sa participation à l'offensive de Champagne, la 4e armée (composée de cinq corps) aligne un total de 488 canons de 75 mm (au lieu de 600), 144 canons de 90 mm, 16 de 65 mm, 14 de 80 mm, 30 de 120 mm long, 16 de 155 mm court à tir rapide, 34 de 155 mm court modèle 1912, 26 mortiers lisses de 15 cm et six auto-canons ; le général de Langle a en plus demandé le 11 décembre d'être renforcé avec quatre canons de 155 mm long et deux mortiers de 220 mm.
À partir de février 1916, 120 canons de 155 mm long modèle 1877 sont montés sur un nouvel affût construit par Schneider (semblable à celui du 105 mm) avec un frein permettant le recul du tube, un bouclier et un pointage en hauteur jusqu'à 42° : cette pièce modernisée, appelée canon de 155 mm L modèle 1877-1914 (le marché datait de 1913, mais avait été suspendu en août 1914) permettait de tirer jusqu'à trois coups à la minute. Les autres pièces de 120 et 155 mm sont équipées de cingolis. Toutes ces pièces doivent être complétées avec des moyens hippomobiles (chevaux, avant-trains et caissons) et le personnel nécessaire (venant des places, des batteries de côte ou des dépôts). Ces prélèvements concernent les fortifications de l'arrière (places de Langres, de Besançon, de Dijon, de Lyon, de Grenoble, de Toulon et de Brest), mais aussi celles proches du front (places de Paris, de Verdun, de Toul, d'Épinal et de Belfort).
| Matériels                      | Masse en batterie | Cadence de tir      | portée max. | Munitions (masse)                                            |
| ------------------------------ | ----------------- | ------------------- | ----------- | ------------------------------------------------------------ |
| 80 mm C modèle 1877 de Bange   | 955 kg            | un à deux coups/min | 8,7 km      | obus à balles (6,3 kg) ou explosifs (5,9 à 6,1 kg)           |
| 80 mm M modèle 1878 de Bange   | 305 kg            | un à deux coups/min | 4,1 km      | obus à balles (6,3 kg) ou explosifs (5,9 à 6,1 kg)           |
| 155 C modèle 1881 de Bange     | 2 080 kg          | un coup/min         | 6,2 km      | obus à balles (40,5 à 40,8 kg) ou explosifs (41,3 à 43,7 kg) |
| 155 C modèle 1881-1912 Filloux | 4 660 kg          | un à deux coups/min | 7,8 km      | obus à balles (40,5 à 40,8 kg) ou explosifs (41,3 à 43,7 kg) |
| 155 C modèle 1890 Baquet       | 3 115             | un à deux coups/min | 7,8 km      | obus à balles (40,5 à 40,8 kg) ou explosifs (41,3 à 43,7 kg) |

| Calibres                      | 30/11/1914 | 1/05/1915 | 1/10/1915 | 1/02/1916 | 1/08/1916 | 1/12/1916 | 1/08/1917 | 5/11/1918 |
| ----------------------------- | ---------- | --------- | --------- | --------- | --------- | --------- | --------- | --------- |
| 80 mm mle 1877 ou 78 de Bange | 88         | 168       | 455       | 467       | 408       | 407       | 494       | 32        |
| 90 mm modèle 1877 de Bange    | 587        | 612       | 1 570     | 1 783     | 1 452     | 1 349     | 1 193     | 144       |
| 95 mm modèle 1875 Lahitolle   | 243        | 435       | 900       | 857       | 894       | 896       | 1 094     | 241       |
| 120 mm L mle 1878 de Bange    | 286        | 540       | 1 480     | 1 335     | 1 338     | 1 110     | 1 407     | 526       |
| 155 mm L mle 1877 de Bange    | 112        | 328       | 630       | 629       | 738       | 669       | 943       | ?         |
| 220 mm modèle 1880 de Bange   | 14         | 63        | 190       | 169       | 306       | 200       | 193       | ?         |
| 270 mm modèle 1884 de Bange   | 0          | 4         | 51        | 46        | 53        | 66        | 24        | 14        |

#### Nouvelles pièces de campagne
Le canon de 75 mm est maintenu comme pièce majeure de l'artillerie française. La production en série est donc relancée dès l'automne 1914, pour remplacer les pertes (447 canons sont abandonnés ou pris par l'adversaire entre août 1914 et février 1915) et satisfaire les besoins de création de nouvelles batteries. 160 canons de 75 mm modèle 1897 et 80 canons modèle 1912 sont commandés à la société Schneider, avec livraison à partir du printemps 1915. En attendant, ordre fut donné dès le 25 septembre de prélever 240 canons de 75 en Algérie, puis en février 1915 de faire passer temporairement les batteries à trois pièces au lieu de quatre. En mai 1915, 200 canons de 75 mm modèle 1912 sont commandés à Schneider et 200 autres modèles 1915 à Saint-Chamond ; quant à la production du modèle 1897, elle atteint 200 canons par mois pendant l'été 1915, puis 500 environ en 1916-1917 et près de 700 en 1918 : 27 000 canons de 75 sont sortis des usines pendant le conflit. Mais ces canons manquent de puissance et de portée pour détruire les retranchements et contrebattre l'artillerie adverse ; l'artillerie française a donc besoin d'artillerie lourde.
Heureusement, la société Schneider dispose de modèles modernes, développés à l'origine pour l'exportation (notamment pour l'Armée russe), dont certains sont en commande pour l'Armée française depuis 1913. En août 1914, le nouveau canon de 105 mm long modèle 1913 (à l'origine le 42 lignes russe, soit 106,7 mm) est entré en production ; le premier groupe de douze canons (sur une commande initiale de 220 pièces) vient juste d'être livré au moment de la mobilisation : il arrive à la 6e armée le 16 septembre (IV/2e RAL). Le même fabricant a reçu commande en novembre 1913 de 18 mortiers de 280 mm TR modèle 1914 (en fait un gros obusier à chargement par la culasse de 279,4 mm, soit le 11 pouces russe) : les livraisons devaient commencer en 1915. En plus, l'Armée saisit au Creusot onze batteries d'obusiers de 120 mm destinées à la Bulgarie ; ces pièces rejoignent finalement l'Armée française d'Orient.

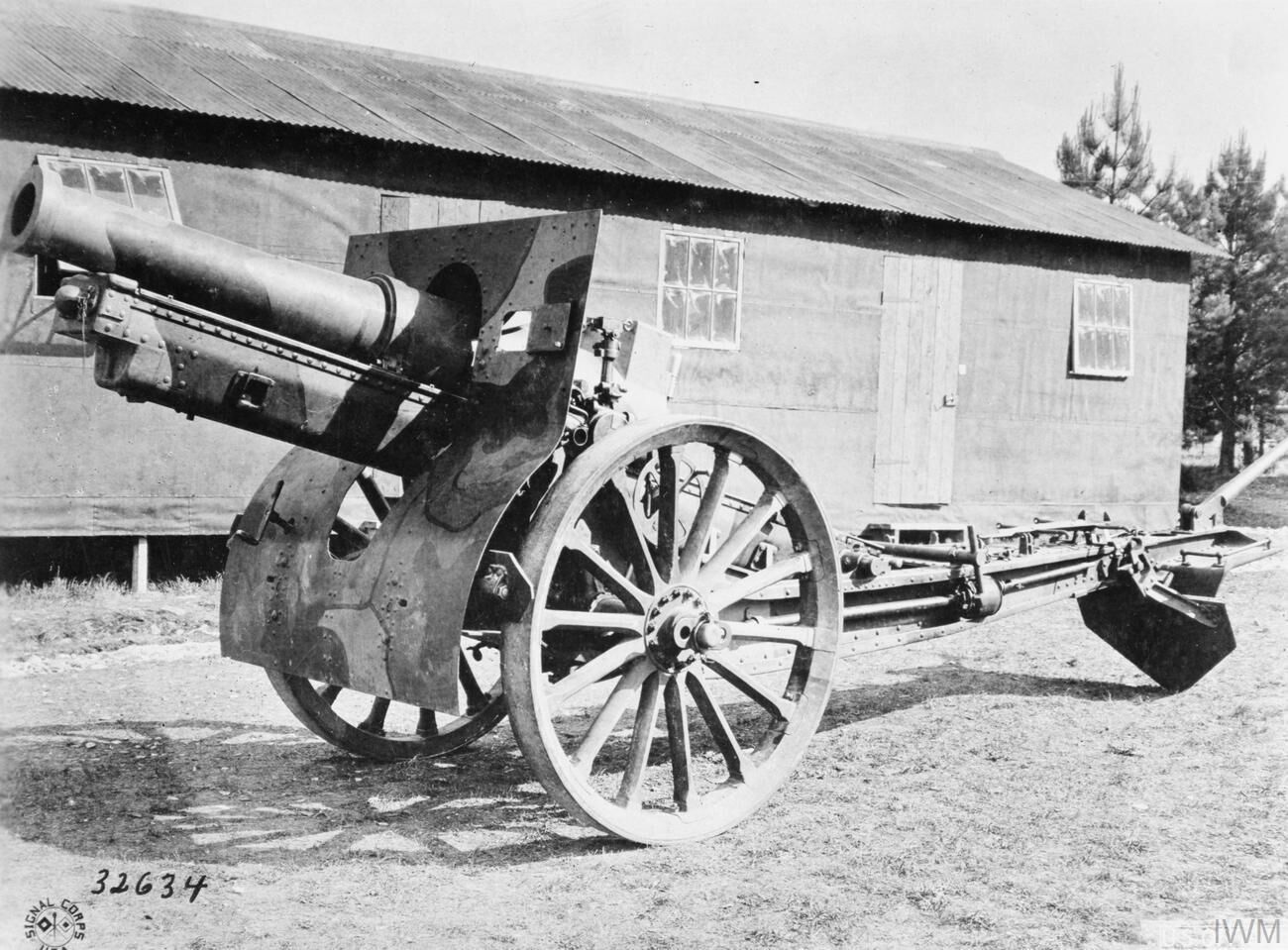
Le canon de 155 mm C modèle 1917 S a été développé pour bouleverser les retranchements avec son tir courbe (vitesse initiale de 450 m/s) et son puissant projectile (obus FA modèle 1915 de 43.55 kg dont 4,8 d'explosif).

En juin 1915, Joffre réclame des canons courts (c'est-à-dire des obusiers) de 155 mm à tir rapide pour détruire les retranchements adverses : 512 de ces pièces sont commandées en octobre 1915 auprès de Schneider (les 155 mm C 1915 et 1917 S, dérivés de son obusier de six pouces pour la Russie) et de Saint-Chamond (155 mm C 1915 CH, développé pour le Mexique), mais ne commencent à être livrées qu'à partir de l'été 1916 à raison de 60 canons par mois, ce qui est très loin des besoins. Toujours en octobre 1915, 40 exemplaires du mortier de 220 mm TR modèle 1915 sont commandés à Schneider (c'est l'adaptation de son mortier de neuf pouces russe), qui commence à les livrer pendant l'hiver 1916-1917.
L'Armée a aussi demandé des canons à longue portée ; en attendant le développement de ces nouveaux matériels, 48 canons de marine de 100 mm TR (« à tir rapide ») modèle 1897 utilisés antérieurement par l'artillerie de côte sont retirés de leurs plateformes bétonnées pour être placés sur des affûts SP, ce qui fait passer leur cadence de tir de six à seulement un coup par minute. Mais la puissance de leurs cartouches et la longueur de leur tube offrent une vitesse initiale de 760 m/s, soit au pointage maximal de 28° une portée de 9,5 km avec l'obus modèle 1898-1908, puis de 13,5 km pour l'obus modèle 1915 type D. Six groupes de 100 mm (à deux batteries de quatre pièces) sont progressivement constitués du printemps 1915 à celui de 1916, puis cinq des groupes sont retirés fin 1916 à cause de l'usure des tubes ; trois groupes sont reformés au printemps 1917 avec 24 canons réalésés au calibre 105 mm, pour être finalement renvoyés aux batteries de côte fin 1917.
Pour tirer encore plus loin, on réutilise 39 canons de 14 cm (en fait 138,6 mm) de marine, dont 15 tubes sont neufs, 12 proviennent des vieux cuirassés Carnot et Charles Martel et 12 autres, trop usés, sont réalésés au calibre 145 mm, pour les placer sur des affûts de campagne construits spécialement. Ces pièces sont commandées en janvier 1916 et sont livrées de septembre 1916 à juillet 1917. Après ces expériences, la production de 200 canons neufs de ce type est commandée en 1916, sous le nom de canon de 145 mm modèle 1916 (le tube est produit à la fonderie de Ruelle, tandis que l'affût est monté par Saint-Chamond) : les livraisons s'étalent jusqu'au début de 1918. La vitesse initiale est telle (794 m/s) que le réalésage est prévu au calibre 155 mm, avec application à partir de l'automne 1918. En 1916, sont adoptés deux modèles de canons longs au calibre 155, le 155 mm L modèle 1917 S (sur l'affût du 155 modèle 1877-1914) et le 155 mm modèle 1917 GPF (sur un affût biflèche permettant de pointer en direction sur 60°), qui n'arrivent au front qu'à partir de l'été 1917.
| Matériels                        | Masse en batterie | Cadence de tir    | portée max. | Munitions (masse)                                        |
| -------------------------------- | ----------------- | ----------------- | ----------- | -------------------------------------------------------- |
| 75 mm modèle 1914 S              | 1 096 kg          | 12 à 18 coups/min | 6,3 km      | obus à balles (7,2 à 7,4 kg) ou explosifs (5,5 à 7,2 kg) |
| 75 mm modèle 1915 CH             | 1 090 kg          | 12 à 18 coups/min | 6,5 km      | obus à balles (7,2 à 7,4 kg) ou explosifs (5,5 à 7,2 kg) |
| 100 mm TR modèle 1897            | 6 000 kg          | un coup/min       | 13,5 km     | obus explosifs (13,3 à 14,3 kg)                          |
| 105 mm modèle 1913 S             | 2 350 kg          | 6 à 8 coups/min   | 12,5 km     | obus à balles (16,9 kg) ou explosifs (15,4 à 16 kg)      |
| 120 mm modèle Schneider          | 2 150 kg          | dix coups/min     | 8,1 km      | obus explosifs (19,7 à 21 kg)                            |
| 14 cm modèle 1891                | 10 940 kg         | un coup/min       | 15,8 km     | obus explosifs (30,5 à 36,5 kg)                          |
| 14 cm modèle 1910                | 11 935 kg         | un coup/min       | 17,4 km     | obus explosifs (30,5 à 36,5 kg)                          |
| 145 mm modèle 1910               | 12 000 kg         | deux coups/min    | 17,6 km     | obus explosifs (33,7 à 36 kg)                            |
| 145 mm modèle 1916               | 12 500 kg         | trois coups/2 min | 18,5 km     | obus à balles (36,4 kg) ou explosifs (33,7 à 36 kg)      |
| 155 mm C modèles 1915 et 1917 S  | 3 220 et 3 300 kg | quatre coups/min  | 11,9 km     | obus explosifs (41 à 44,8 kg)                            |
| 155 mm C modèle 1915 CH          | 2 860 kg          | trois coups/min   | 9,3 km      | obus explosifs (41 à 44,8 kg)                            |
| 155 mm L modèle 1917 S           | 8 710 kg          | trois coups/min   | 15,9 km     | obus explosifs (41 à 44,8 kg)                            |
| 155 mm modèle 1917 GPF           | 11 200 kg         | 3 à 4 coups/min   | 16,3 km     | obus explosifs (41 à 44,8 kg)                            |
| 220 mm TR modèles 1915 et 1916 S | 7 455 et 7 792 kg | deux coups/min    | 10,8 km     | obus explosifs (100,5 kg)                                |
| 280 mm modèle 1914 S             | 16 000 kg         | un coup/min       | 10,9 km     | obus explosifs (202 à 275 kg)                            |

| Calibres                       | 30/11/1914 | 1/05/1915 | 1/10/1915 | 1/02/1916 | 1/08/1916 | 1/12/1916 | 1/08/1917 | 5/11/1918 |
| ------------------------------ | ---------- | --------- | --------- | --------- | --------- | --------- | --------- | --------- |
| 37 mm TR modèle 1916           | 34         | 138       | 140       | 149       | 195       | 483       | ?         | ?         |
| 65 mm M modèle 1906            | 80         | 84        | 85        | 79        | 72        | 36        | 183       | 136       |
| 75 mm mle 1897, 1912, 14 et 15 | 3 539      | 3 071     | 3 524     | 3 819     | 4 029     | 4 446     | 5 890     | 5 145     |
| 100 mm TR modèle 1897          | 0          | 4         | 24        | 48        | 45        | 27        | 48        | 0         |
| 105 mm modèle 1913 S           | 24         | 51        | 79        | 83        | 79        | 105       | 327       | 576       |
| 120 mm C modèle 1890 Baquet    | 59         | 43        | 150       | 143       | 131       | 125       | 141       | 10        |
| 155 mm C modèle 1915 CH        | 0          | 0         | 0         | 0         | 0         | 72        | ?         | ?         |
| 155 mm C modèle 1917 S         | 0          | 0         | 0         | 0         | 46        | 136       | 433       | ?         |
| 155 mm C TR mle 1904 Rimailho  | 101        | 97        | 93        | 90        | 81        | 50        | 33        | 0         |
| 155 mm C modèle 1881-1912      | 102        | 161       | 330       | 329       | 372       | 314       | 387       | ?         |
| 155 mm L modèle 1877-1914 S    | 0          | 0         | 0         | 0         | 23        | 60        | 105       | ?         |
| 220 mm TR modèle 1915 et 1916  | 0          | 0         | 0         | 0         | 0         | 0         | 39        | ?         |
| 280 mm TR modèle 1914          | 0          | 0         | 2         | 6         | 16        | 18        | 32        | 65        |

#### Artillerie lourde à grande puissance

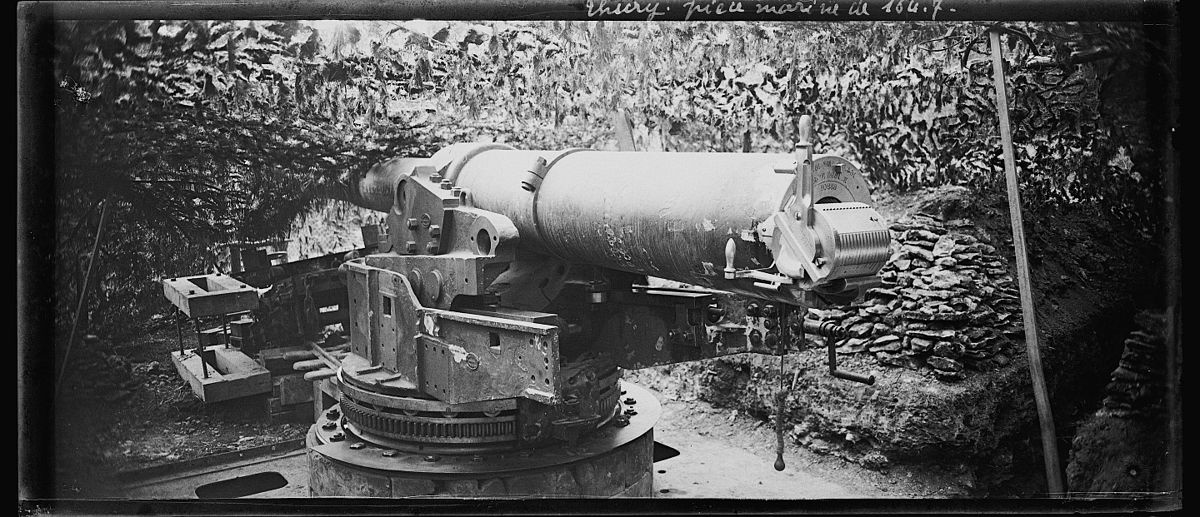
Canon de 16 cm de marine sous un filet de camouflage à Thury-en-Valois, en 1918. On voit bien l'emplacement bétonné et l'affût fixe qui permet un tir à 360°.

Dès septembre 1914, la forte probabilité du siège du camp retranché de Paris justifie le recours à la marine pour fournir des batteries à longue portée (comme pour le siège de 1870-1871). Les premières pièces servies par leurs canonniers-marins arrivent finalement à l'arsenal de Verdun (pour la partie nord de la région fortifiée) et à celui de Toul (pour le Grand Couronné de Nancy) à partir d'octobre : il s'agit de canons de 14 cm (en fait 138,6 mm) modèle 1910 (destinés à l'origine à la classe Bretagne) et de 16 cm (164,7 mm) modèles 1887, 1891 et 1893 (pour les classes République, Suffren et Iéna). Ces pièces étant livrées sur leur affût de bord, elles sont installées à poste fixe, parfois dans des casemates semi-enterrées (plusieurs seront capturés en février 1916, par exemple aux bois le Fays et de la Vauche). Toujours en septembre, une batterie sur affût-truck (c'est-à-dire sur wagon) est saisie au Creusot, armée avec deux canons courts de 200 mm Schneider Pérou (car commandée par le gouvernement péruvien en 1908, mais pas encore livrée). Ces deux premières pièces d'artillerie lourde sur voie ferrée (ALVF) ouvrent le feu le 5 octobre 1914 pour couvrir la retraite de l'Armée belge à la fin du siège d'Anvers.
Le 14 octobre 1914, le GQG fait une demande au ministre de la Guerre pour utiliser des pièces d'artillerie très puissantes provenant de l'artillerie navale, de l'artillerie de côte ou de pièces stockées ou en cours de production dans l'industrie privée (chez Schneider et Saint-Chamond), à placer sur des plateformes bétonnées, ou sur des châssis de locomotive. Un premier groupe de canons de 19 cm de côte est formé, il est enrichi par l'arrivée de pièces de 240 mm ou de 270 mm pris à l'artillerie de côte, dont les batteries sont progressivement envoyées au front. En novembre 1914, un gros (sa masse est de 53 tonnes) canon G de 240 mm modèle 1884 sur son affût circulaire est transféré de Calais à Pérouse (au bois des Fourches, à l'est du fort de la Justice) pour défendre le camp retranché de Belfort en cas de siège ; puis en décembre 1914, quatre canons de 24 cm modèle 1870-1887 de la batterie des Couplets près de Cherbourg sont envoyés au front, malgré la colère de l'amiral préfet maritime.
Le 25 octobre 1914, le GQG établi une liste des canons à grande puissance qu'il souhaite ; ce programme est approuvé par le ministre de la Guerre le 31 octobre, qui passe commande auprès des arsenaux et des industriels : un canon de 305 mm de marine, deux 274 mm de marine, huit 240 mm de côte et douze 19 cm de côte. Si les canons de marine doivent être d'abord tourillonnés, tous doivent être montés sur un affût, qu'il soit ferroviaire (sur affût-truck) ou à échantignolles (une structure fixe en bois). Ces canons n'arrivent sur le front qu'au début de l'année 1915, constituant des batteries au sein des régiments d'artillerie à pied ou de groupes autonomes, affectés temporairement par le GQG aux différentes armées, complétés par quatre péniches-canonnières dès novembre 1914 et seize autres canons de 240 mm en février 1915. Un nouveau programme de construction est lancé le 9 mars 1915 pour atteindre un total de 201 pièces (dont huit de 400 mm), augmenté les 22 juin 1915, 30 mai 1916, 22 juin 1916 et 24 février 1917 (ce dernier pour 318 nouvelles pièces) : les industriels ont du mal à satisfaire ces commandes, étalant les livraisons sur un voire deux ans. Le 28 juin 1915 est créé un commandement de l'artillerie lourde à grande puissance (ALGP, regroupant l'ALVF, les péniches et plusieurs autres gros tubes) confié au général Vincent-Duportal, avec mission d'assurer la formation et de fixer les conditions d'emploi. L'ensemble est confié à la réserve générale d'artillerie lourde lors de la création de cette dernière le 14 février 1917, avec réorganisation en six puis huit régiments d'artillerie lourde à grande puissance (RALGP, nos 70 à 78).

Des pièces encombrantes
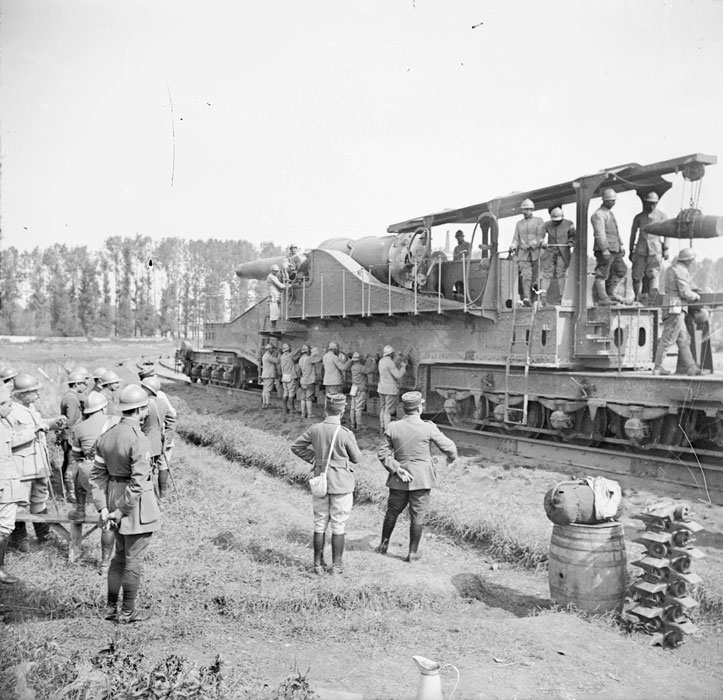
Présentation d'un canon de 320 mm modèle 1870/84 sur voie ferrée à une mission militaire chinoise, en août 1917 à Thierville-sur-Meuse. Les servants actionnent les vérins abaissant les six traverses d'appui.
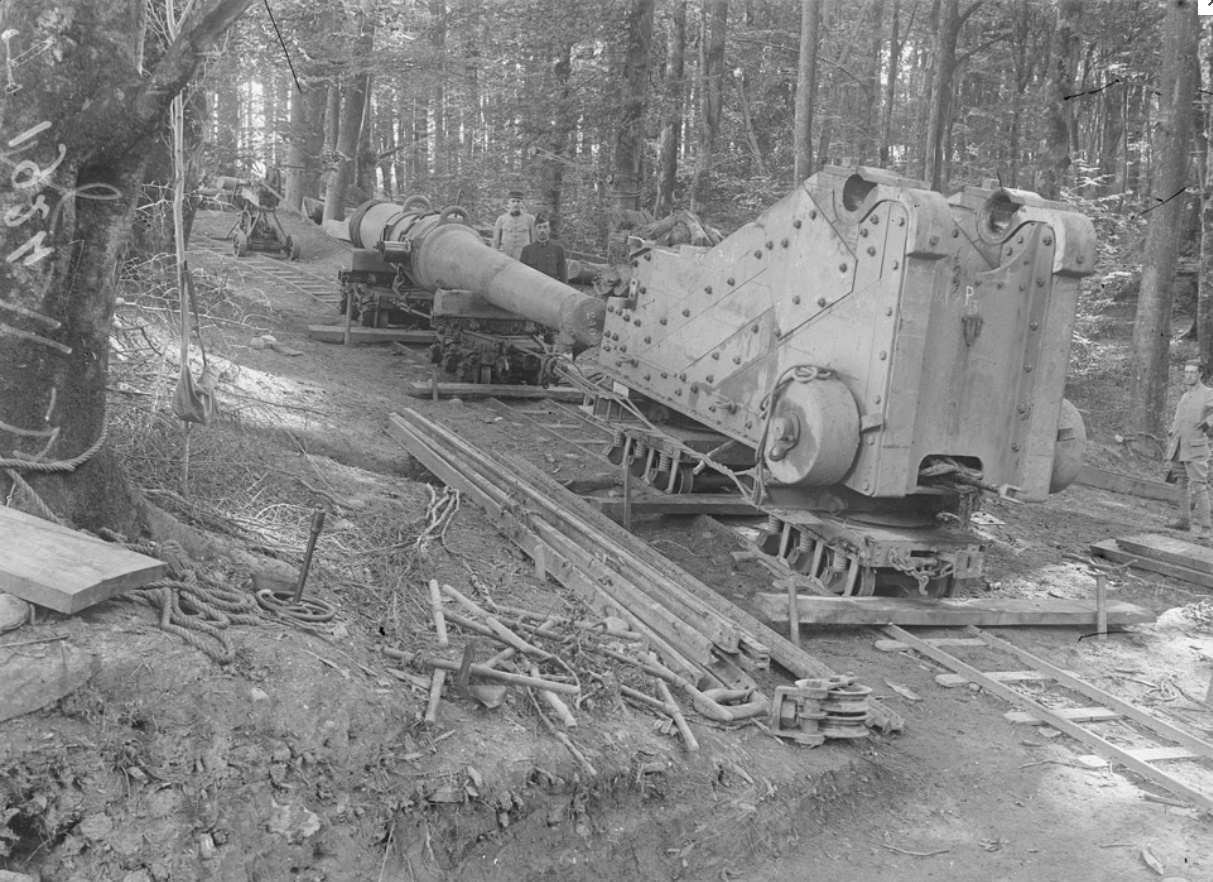
Canon de 240 mm modèle 1884 près de Dannemarie en août 1916, démonté en deux fardeaux (affût + tube) pour être placé sur une voie étroite.
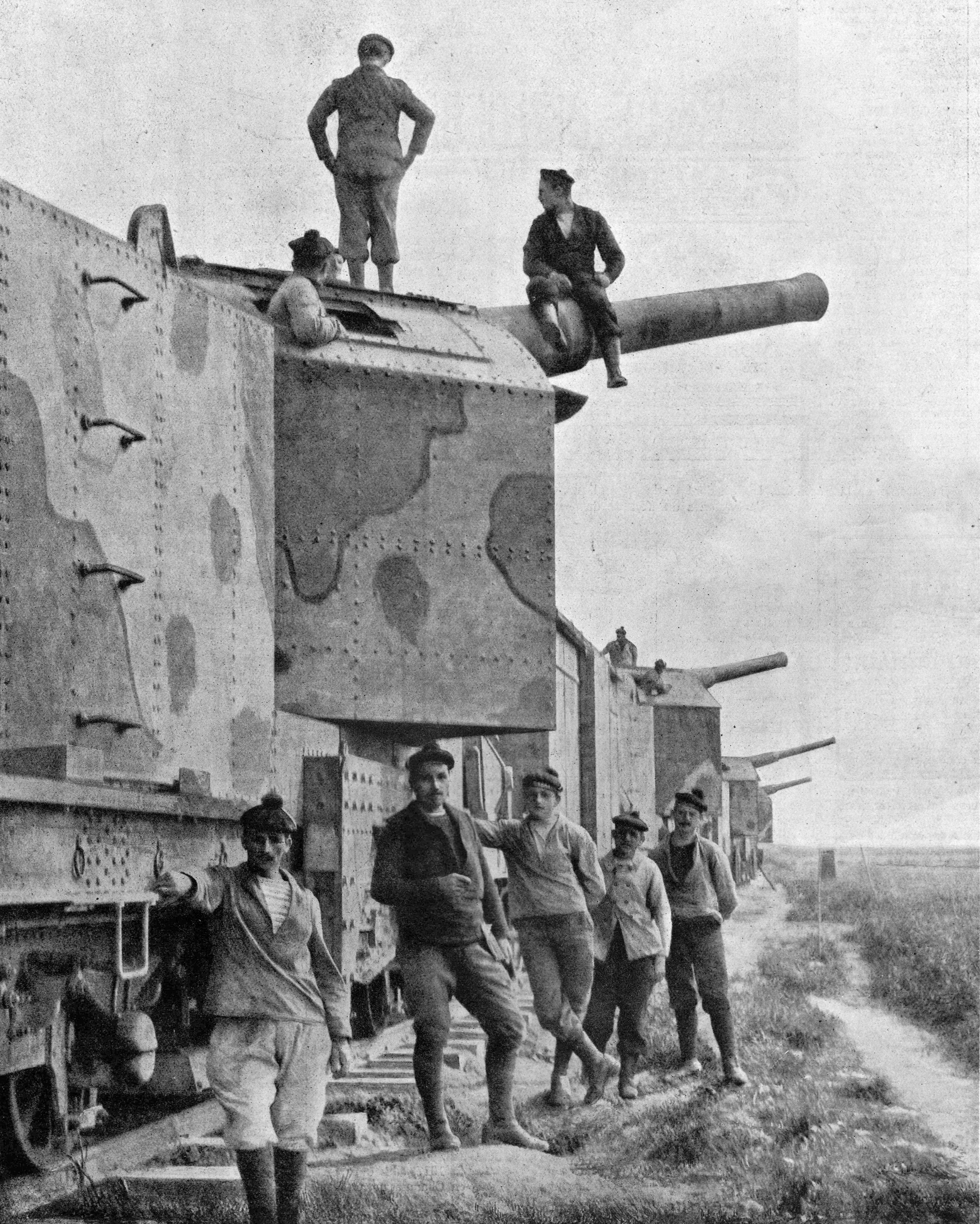
Canonniers-marins et leur train blindé, armé de canons de 19 cm modèle 1870-1893 sur affût-truck tous azimuts (TAZ) Schneider.

Pour les matériels d'ALVF, le type d'affût-truck (souvent écrit « truc » à l'époque) dépend de leur masse. Les pièces jusqu'au 240 mm sont montées sur des affûts tous azimuts (TAZ) pivotants, ancrés au sol par des vérins. Les pièces les plus lourdes sont fixées sur des affût-poutres qui ne peuvent tirer que dans l'axe de la voie : un tronçon courbe, appelé épi, sert de circulaire de pointage en direction. Pour les modèles à glissement, le recul est freiné par des traverses en chêne frottant sur des poutrelles parallèles aux rails. Pour les modèles à berceau, le tube glisse dans celui-ci, pour revenir ensuite en position.
Les trois calibres les plus utilisés pour l'ALGP furent les 190, 240 et 320 mm, essentiellement des canons de côte modifiés (les dénominations 19, 24 et 32 cm indiquent que les frettes sont en fonte, enserrant le tube en acier). S'y rajoutent huit obusiers de 370 mm modèle 1915 et douze de 400 mm modèles 1915 et 1916, qui sont des canons de marine (de 305 mm et de 340 mm) réalésés : ils défoncèrent le fort de Douaumont en octobre 1916, les tunnels du mont Cornillet en mai 1917 et du Mort-Homme en août 1917.
Au moment de l'armistice, un obusier de 520 mm modèle 1916 est disponible (son jumeau a explosé le 27 juillet 1918 lors d'un tir d'essai à Saint-Pierre-Quiberon), le développement d'une pièce très longue portée (TLP) est en cours (chemisage d'un 340 mm avec un tube plus étroit et très long), tandis que le nouveau 220 mm long modèle 1917 Schneider commence à être livré.
| Calibres                                                       | 30/11/1914 | 1/05/1915 | 1/10/1915 | 1/02/1916 | 1/08/1916 | 1/12/1916 | 1/07/1917 | 1/01/1918 | 11/11/1918 |
| -------------------------------------------------------------- | ---------- | --------- | --------- | --------- | --------- | --------- | --------- | --------- | ---------- |
| 14 cm modèles 1887, 1891, 1893 et 1910                         | 0          | 22        | 18        | 24        | 16        | 28        | 12        | 3         | 4          |
| 16 cm modèles 1887, 1891, 1893 et 1893/96                      | 0          | 5         | 17        | 22        | 20        | 28        | 30        | 30        | 37         |
| 19 cm modèles 1870/93 (en), 1916 (en) et 1917 (en)             | 0          | 0         | 16        | 24        | 23        | 24        | 46        | 78        | 100        |
| 200 mm Pérou (en)                                              | 0          | 2         | 0         | 0         | 2         | 2         | 2         | 2         | 2          |
| 240 mm modèles 1870/87, 1884, 1893/96, 1903 (en), 1916 et 1917 | 0          | 2         | 8         | 23        | 33        | 40        | 112       | 148       | 213        |
| 270 mm modèle 1889                                             | 0          | 0         | 12        | 24        | 24        | 48        | 68        | 80        | 84         |
| 274 mm modèles 1887, 1893 et 1893/96                           | 0          | 0         | 2         | 4         | 9         | 6         | 10        | 10        | 7          |
| 293 mm danois                                                  | 0          | 0         | 0         | 6         | 4         | 6         | 6         | 6         | 6          |
| 305 mm modèles 1893/96 et 1917 (en)                            | 0          | 0         | 2         | 6         | 10        | 13        | 11        | 11        | 10         |
| 320 mm modèles 1870/81 (en), 1870/84 (en) et 1870/93 (en)      | 0          | 0         | 0         | 0         | 24        | 40        | 44        | 44        | 44         |
| 340 mm modèles 1893 (en) et 1912                               | 0          | 0         | 0         | 0         | 2         | 4         | 4         | 4         | 6          |
| 370 mm modèle 1915 (en)                                        | 0          | 0         | 4         | 10        | 10        | 10        | 6         | 8         | 4          |
| 400 mm modèle 1915 et 1916                                     | 0          | 0         | 0         | 0         | 8         | 8         | 8         | 8         | 12         |
| 520 mm modèle 1916                                             | 0          | 0         | 0         | 0         | 0         | 0         | 0         | 0         | 1          |

#### Mortiers de tranchée
Fin septembre 1914, les fantassins français déployés dans l'Argonne subissent des tirs à courte portée, plutôt précis et surtout puissants, tirés des tranchées allemandes : il s'agit des minenwerfen (« lance-mines ») que les pionniers du 16e corps allemand du général von Mudra (lui-même un sapeur) ont apporté des arsenaux de la place de Metz. Ils sont un atout important dans ce massif boisé, au terrain raviné limitant l'observation et le tir tendu des canons : le 2e corps français voit ses pertes s'accumuler, d'où des demandes d'un matériel correspondant qui remontent la chaîne hiérarchique.

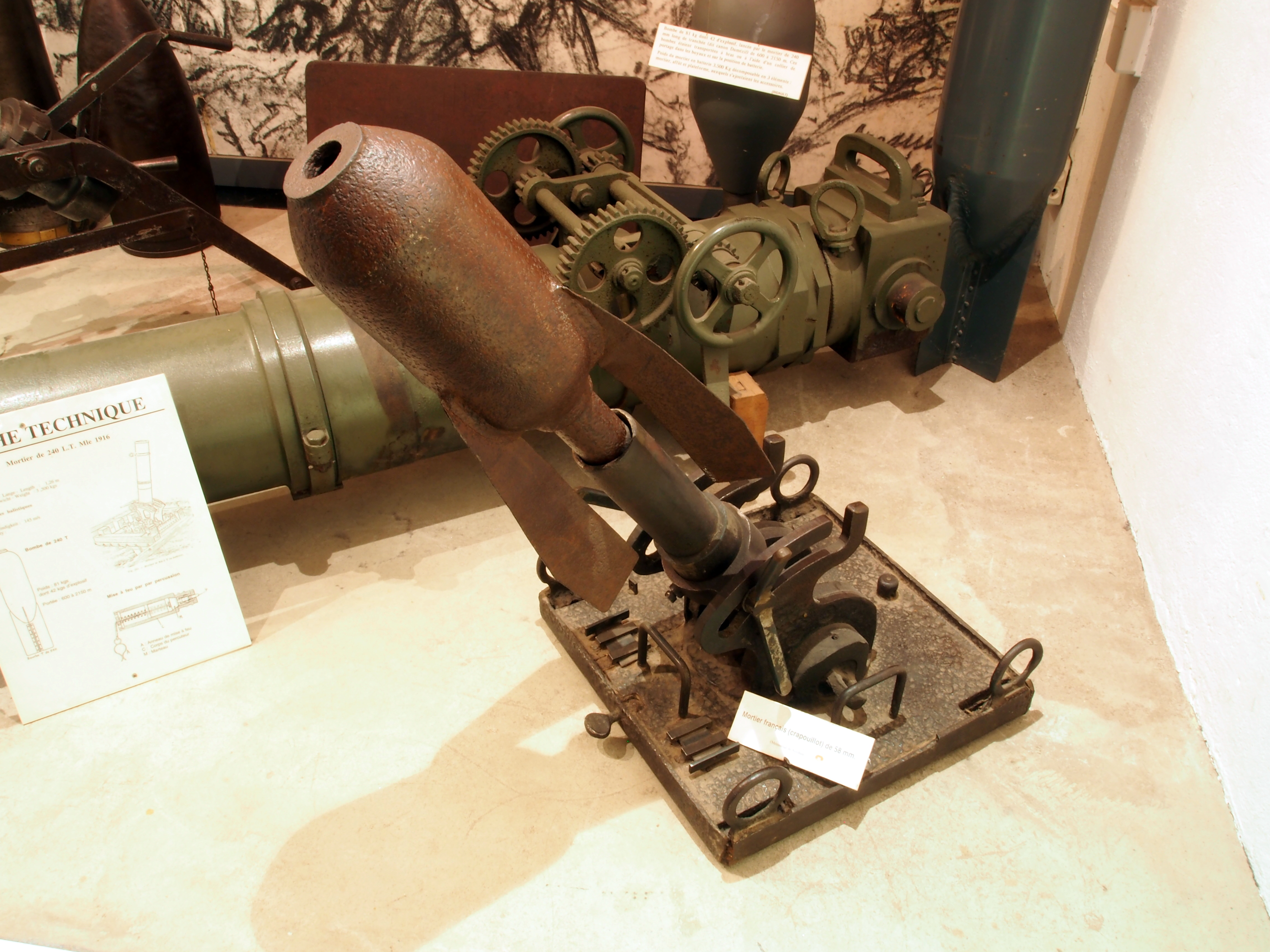
Mortiers de 58 mm au premier plan (chargé avec sa torpille) et de 240 mm LT au second (avec sa bombe).

La première réponse est de faire sortir des stocks une centaine de mortiers de 15 cm modèle 1838 (en bronze, surnommés « crapouillots » à cause de leur silhouette trapue rappelant le crapaud) qui tirent des bombes sphériques chargées à la poudre noire. Rapidement, de nombreux autres mortiers improvisés apparaissent sur le front, montés à partir de matériaux de récupérations (corps d'obus, tube de vieux canons, etc.) ou même produits en usines pour répondre aux besoins urgents du front : le lance-bombe Cellerier, le lance-mines Gatard ou la sauterelle type A d'Imphy. La mise au point de matériels spécifiques commence pendant l'hiver 1914-1915 : en janvier 1915 les 70 premiers mortiers de 58 mm T sont envoyés sur le front d'Artois, tirant une torpille équipée d'ailettes. Les 58 mm T no 1 bis (amélioré) et no 2 (plus gros) sont fabriqués à plusieurs milliers d'exemplaires à Saint-Étienne (usines Leflaive à La Chaléassière). À partir de février 1915, les mortiers de tranchée à grande puissance sont confiés exclusivement à l'artillerie (organisés en batterie de douze pièces), tandis que ceux de faible puissance sont laissés à l'infanterie (canons de 37 mm, mortiers Stokes de 81 mm, etc. des pelotons de bombardiers). Le Centre d'instruction de l'artillerie de tranchée (CIAT) est créé la même année à Bourges. Étant donné le mépris des autres artilleurs pour ces unités, le personnel affecté à l'artillerie de tranchée (AT) comprend dans un premier temps des condamnés avec sursis des conseils de guerre venant de toutes les armes, encadrés par des officiers de réserve volontaires qui échappent ainsi à la domination des officiers d'active.
La très courte portée de ces pièces de l'AT est compensée par la faible vitesse initiale (70 m/s pour le 57 mm T no 1 bis), qui permet d'utiliser des projectiles aux parois peu épaisses, contenant beaucoup d'explosifs : un obus explosif de 75 mm fait théoriquement 5,4 kg dont 0,775 kg d'explosif, tandis qu'une bombe type LS pour mortier de 58 mm T no 2 en fait 18 dont 5 kg d'explosif. De plus, environ 1 500 000 obus explosifs de 75 mm défectueux (produits lors de l'hiver 1914-1915) furent recyclés comme projectiles du mortier Schneider de 75 mm tirant à basse pression, à partir d'octobre 1915.
| Matériels                       | Masse en batterie | Cadence de tir   | portée max. | Munitions (masse)                                 |
| ------------------------------- | ----------------- | ---------------- | ----------- | ------------------------------------------------- |
| 15 cm modèle 1838               | 150 kg            | un coup/2 min    | 600 m       | bombe sphérique (7,5 kg, dont 0,3 d'explosif)     |
| 15 cm modèle 1838               | 150 kg            | un coup/2 min    | 450 m       | bombe Nicole (10 kg dont 6 d'explosif)            |
| 15 cm modèle 1838               | 150 kg            | un coup/2 min    | 225 m       | bombe Cernesson (16 kg dont 7 d'explosif)         |
| Lance-mines Gatard              | 105 kg            | un coup/3 min    | 174 à 480 m | mines Gatard (40 à 102 kg)                        |
| 58 mm T no 1                    | 114 kg            | un coup/min      | 300 m       | bombe (16 kg dont 6 d'explosif)                   |
| 58 mm T no 1 bis                | 181 kg            | un coup/min      | 450 à 530 m | bombe (16 kg dont 6 d'explosif)                   |
| 58 mm T no 2                    | 417 kg            | un coup/min      | 650 m       | bombes type A et B (16 kg dont 6 d'explosif)      |
| 58 mm T no 2                    | 417 kg            | un coup/min      | 1 250 m     | bombe LS (18 kg dont 5 d'explosif)                |
| 58 mm T no 2                    | 417 kg            | un coup/min      | 450 m       | bombe D (40 kg dont 10 d'explosif)                |
| 70 mm VD modèle 1915            | 350 kg            | 3 à 4 coups/min  | 600 m       | bombe VD (19 kg dont 6 d'explosif)                |
| 75 mm mle 1915 type A Schneider | 300 kg            | quatre coups/min | 1 700 m     | obus explosif mle 1900 (5 kg dont 0,8 d'explosif) |
| 150 mm T modèle 1916            | 510 kg            | trois coups/min  | 1 900 m     | bombe mle 1915 (21 kg dont 8 d'explosif)          |
| 150 mm T modèle 1916            | 510 kg            | trois coups/min  | 1 930 m     | bombe mle 1916 (18 kg dont 5 d'explosif)          |
| 150 mm T modèle 1916            | 510 kg            | trois coups/min  | 2 120 m     | bombe mle 1917 (17 kg dont 5 d'explosif)          |
| 150 mm T modèle 1917 Fabry      | 615 kg            | quatre coups/min | 1 980 m     | bombe mle 1917 (17 kg dont 5 d'explosif)          |
| 240 mm CT modèle 1915           | 1 003 kg          | un coup/6 min    | 1 025 m     | bombe M (87 kg dont 47 d'explosif)                |
| 240 mm CT modèle 1915           | 1 003 kg          | un coup/6 min    | 1 440 m     | bombe T (83 kg dont 42 d'explosif)                |
| 240 mm LT modèle 1916           | 3 600 kg          | un coup/6 min    | 1 440 m     | bombe T (83 kg dont 42 d'explosif)                |
| 240 mm LT modèle 1916           | 3 600 kg          | un coup/6 min    | 2 140 m     | bombe S (85 kg dont 42 d'explosif)                |
| 240 mm LT modèle 1916           | 3 600 kg          | un coup/6 min    | 2 150 m     | bombe AB mle 1918 (83 kg dont 40 d'explosif)      |
| 240 mm LT modèle 1916           | 3 600 kg          | un coup/6 min    | 2 850 m     | bombe DH mle 1918 (50 kg dont 22 d'explosif)      |
| 340 mm T                        | 2 260 kg          | un coup/6 min    | 2 375 m     | bombe mle 1915 (195 kg dont 93 d'explosif)        |

### Plus de munitions
Si la guerre de mouvement limitait les tirs d'artillerie à des frappes rapides mais peu nombreuses, délivrées par une artillerie légère et très mobile, le passage à la guerre de positions allonge considérablement la durée des tirs (pendant plusieurs heures voire pendant plusieurs jours d'affilée) qui sont désormais réalisés par des batteries peu mobiles et de plus en plus lourdes. La consommation des cartouches d'artillerie connaît alors une très forte croissance : les témoignages parlent de déluge d'obus, de matraquage ou de pilonnage.

« À la rumeur nombreuses, ténue et souple des 75 qui passaient bas dans un bruissement de soie déchirée, se mêlait le souffle grave et sans pause des 155, celui, plus lent, des 120. Au-dessus, gros cuivres de cet orchestre sans chef, les lourds obus de 220 coupaient sans hâte les hautes couches de l'air en ronflant dur comme un homme enrhumé. Et, plus haut encore, l'œil guidé par l'oreille suivait, en s'étonnant de ne pas pouvoir les surprendre au passage, les trajectoires des pesants 270, qui avançaient par saccades et dont la chute accélérée en gamme chromatique semblait se suspendre un instant avant de s'achever en un monstrueux éventail de blocs arrachés à la craie sèche. »

— Description de la préparation d'artillerie pour l'offensive de Champagne de l'automne 1915.
| Calibres | Déc. 1914 | juin 1915 | septembre 1915 | décembre 1915 | juin 1916 | septembre 1916 |
| -------- | --------- | --------- | -------------- | ------------- | --------- | -------------- |
| 65 mm    | 780       | 1 002     | 1 000          | 780           | 1 150     | 569            |
| 75 mm    | 24 077    | 62 160    | 148 404        | 20 330        | 171 610   | 226 290        |
| 80 mm    | 340       | 710       | 1 058          | 335           | 1 804     | 975            |
| 90 mm    | 6 350     | 2 636     | 7 600          | 1 630         | 6 119     | 8 920          |
| 95 mm    | 2 080     | 3 020     | 3 890          | 1 760         | 8 352     | 11 210         |
| 105 mm   | 150       | 1 291     | 1 895          | 125           | 5 754     | 4 206          |
| 120 mm   | 2 760     | 3 740     | 9 130          | 1 564         | 13 635    | 12 818         |
| 155 mm   | 3 080     | 5 697     | 11 210         | 1 787         | 19 456    | 28 230         |
| 220 mm   | 70        | 541       | 1 586          | 157           | 1 420     | 2 475          |

#### Nouvelles munitions

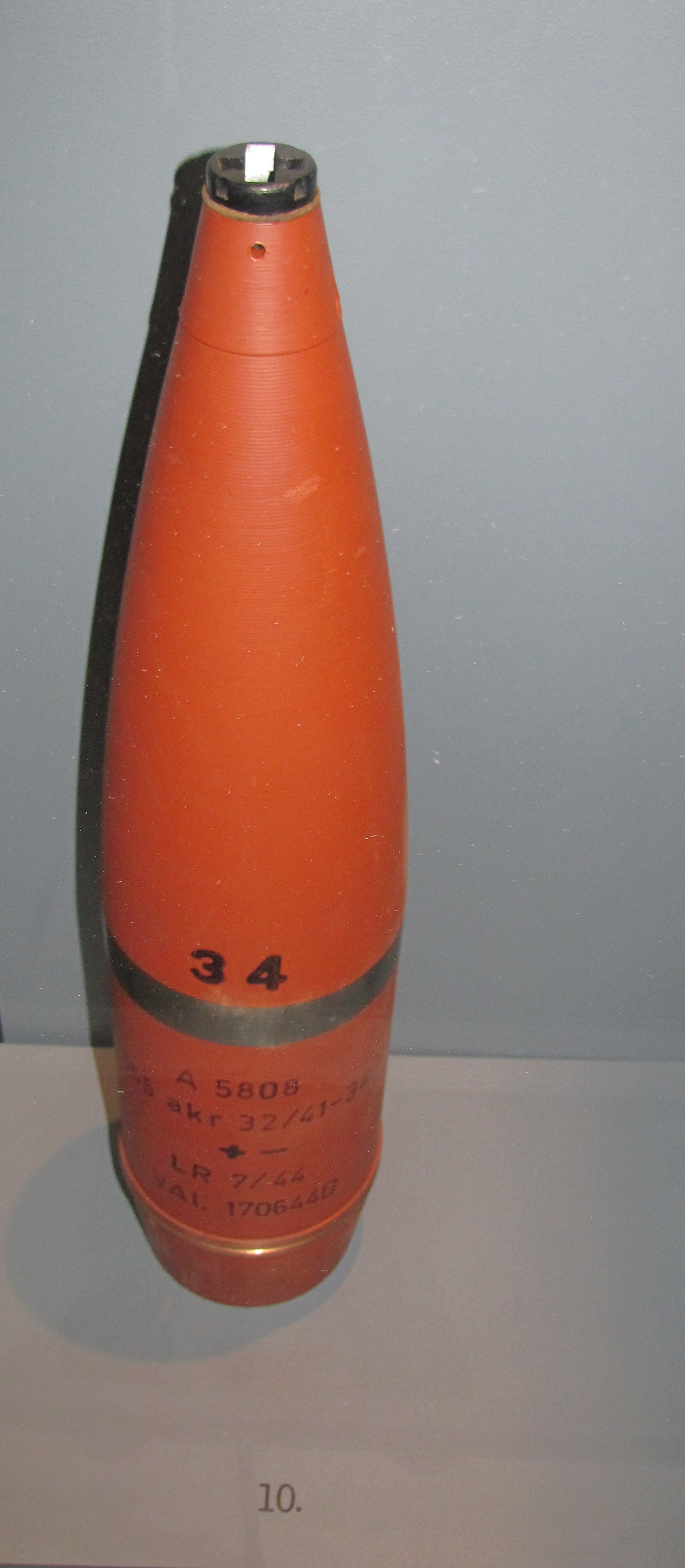
Un obus de 155 mm type D (Desaleux), aux formes élancées (ici les marquages sont finlandais).

Les performances balistiques des projectiles français sont améliorées grâce à des charges propulsives plus puissantes, ainsi qu'à des profils plus allongés et des culots chanfreinés (de forme tronconique) : par exemple l'obus explosif de 75 mm modèle 1917 type D atteint les 11 km de portée au lieu des 8 km des modèles précédents (1900 et 1915). L'efficacité des obus est étudiée de près : dès la fin de 1914, on fabrique désormais des obus en fonte (obus FA) plutôt qu'en acier, par souci d'économie mais aussi parce qu'ils se fragmentent en un plus grand nombre d'éclats.
De nouvelles fusées entrent en production, notamment celles à double effet qui permettent de faire au choix du tir fusant (des barillets gradués servent au réglage du temps avant détonation) ou percutant avec le même obus (fusée DE 24/31 mm modèle 1915, remplaçant la DE 22/31 1897, avec réglage de 0 à 24 secondes), qu'il a fallu adapter aux obus type D (fusées DE 24/31 A 1916 et 1918, avec réglage jusqu'à 32 s) et aux longues portées de l'artillerie lourde (DE LD 24/31 1917 et 1918, jusqu'à 51 s). Les percutantes se diversifient entre celles instantanées (explosant au ras du sol : fusées I 24/31 modèle 1914 et IA 24/31 1915, remplaçant la 24/31 1899) et celles retardées (avec des retards de 0,05 ou 0,15 s, creusant un entonnoir).
Si lors de la guerre de mouvements d'août et septembre 1914 les obus à balles ont été principalement utilisés, les obus explosifs sont plus utiles dans la guerre de tranchées qui s'éternise ensuite : les lots (composés chacun de 5 976 cartouches de 75 mm, théoriquement conditionnées dans 664 caisses de neuf coups) livrés aux parcs sont donc modifiés, composés initialement de 2 952 obus explosifs et 3 384 obus à balles, en novembre 1914 ils passent à 5 688 explosifs et 288 à balles, puis à 5 391 explosifs et 585 à balles en juin 1915.
L'artillerie tire des obus explosifs par millions, complétés par des obus à balles, mais aussi des fumigènes (chargés au phosphore), des incendiaires (contenant des mèches goudronnées et du magnésium), des lacrymogènes et des toxiques (avec une petite charge qui éventre l'obus, libérant le gaz), des perforants (type AL, aux parois épaisses, avec fusée de culot), des éclairants (éjectant par l'arrière un cylindre contenant un parachute retenant une cartouche éclairante), les traçants et même quelques obus à tracts.

#### Obus chimiques
Le développement des armes chimiques en 1914-1918 a donné lieu à une course entre les belligérants, se répondant l'un l'autre. Dès octobre 1914, l'infanterie française utilise des grenades lacrymogènes-irritantes (au bromacétate d'éthyle) pour le nettoyage des tranchées et abris. Le 27 octobre 1914, l'artillerie allemande tire 3 000 obus de 7,7 cm lacrymogènes (au bromoacétone) à Neuve-Chapelle. La première attaque massive au gaz toxique sur le front occidental a eu lieu le 22 avril 1915 lors de la deuxième bataille d'Ypres : les troupes allemandes lâchèrent devant eux une nappe de gaz chloré jaune-vert à partir de cylindres posés au sol, ce qui permit de faire une percée de trois kilomètres de large entre Steenstrate et Langemark à travers les deux lignes de tranchées, l'artillerie française perdant dans l'affaire 29 canons de 90 mm (l'AD 87), 16 canons de 75 mm (AD 45), six canons de 95 mm et quatre de 120 mm L (ces derniers repris le 25 avril). Une semaine après cette attaque, le GQG demande du matériel et des projectiles libérant des gaz. La première attaque chimique française par nappe de chlore a lieu en juillet 1915.
Tous les belligérants développent ensuite une artillerie chimique, solution plus pratique et précise que les nappes dérivantes (qui dépendent trop du vent). Le premier « obus spécial » français, baptisé obus no 1, est produit en juin 1915 : la partie interne de l'obus explosif de 75 est isolée et remplie avec du tétrachlorosulfure de carbone, une molécule suffocante. Les premiers obus spéciaux no 1 sont tirés le 14 juillet 1915 sur le bois Allemand à Fricourt au cours d'un coup de main de la 151e division d'infanterie et en plus grand nombre lors de la bataille de Champagne en septembre 1915. L'interrogatoire des prisonniers révéla que ces obus n'avaient provoqué que des picotements au niveau des yeux et très peu de gêne au niveau respiratoire, l'obus explosif de 75 n'ayant pas alors la contenance suffisante pour atteindre une concentration toxique du produit. Dans le même temps des nouveaux obus spéciaux baptisés no 2 et no 3 sont mis au point sur la base de l'obus de 75 explosif. L'obus spécial no 2 est un obus incendiaire-suffocant composé de phosphore et de sulfure de carbone, l'obus spécial no 3 est un obus incendiaire-fumigène chargé uniquement de phosphore.
Face à l'emploi français de gaz suffocants, les Allemands passent au diphosgène (surnommé « croix verte » à cause des marques sur les obus) qu'ils utilisent lors d'attaques chimiques en mai 1916 autour de Verdun. Les Français répondent avec les obus spéciaux no 4 et no 5, mis au point au cours de l'année 1915 mais gardés en réserve, employés à partir de février 1916 pour l'obus no 5 lors de la bataille de Verdun et de juillet 1916 pour l'obus no 4 lors de la bataille de la Somme. L'obus no 4 est chargé de « vincennite », un mélange d'acide cyanhydrique, la molécule toxique, de chlorure d'arsenic, de chloroforme et de chlorure d'étain chargés d'alourdir le nuage créé par l'explosion de l'obus. L'obus no 5 est chargé de « collongite », du phosgène associé au chlorure d'arsenic.
En 1917-1918, les tirs toxiques se multiplient, tandis que l'escalade se poursuit. En juillet 1917, les Allemands commencent à utiliser du cyanodiphénylarsine (« croix bleue », qui provoque des vomissements, obligeant à retirer le masque à gaz), puis à partir de juillet le sulfure d'éthyle dichloré (« croix jaune », vésicant surnommé gaz moutarde par les Britanniques et ypérite par les Français après la bataille de Passchendaele près d'Ypres en 1917). Le 15 octobre 1917, l'artillerie française déclenche un tir de sept jours et sept nuits à base d'obus au phosgène pour préparer une attaque sur le Chemin des Dames. En 1918, d'autres obus spéciaux français sont remplis de substances toxiques, notamment les obus no 7 chargés à la chloropicrine (un lacrymogène suffocant, mais mortel à haute dose), les obus no 16 chargés à la « rationite » (vésicant à effet mortel immédiat) et les obus no 20 chargés au sulfure d'éthyle dichloré (ypérite), ces derniers seulement à partir de juin 1918.
Au cours de la guerre, de juillet 1915 à novembre 1918, le Service du matériel chimique a chargé 18,2 millions d'obus spéciaux (calibres 75, 90, 105, 120 et 155 mm, ainsi que des bombes de crapouillot), dont 9,2 millions sont des obus nos 4 et 5, 4,4 millions sont des fumigènes, 2,3 millions contiennent de l'ypérite et 870 000 sont des lacrymogènes ; s'y rajoutent 1 140 000 grenades suffocantes,. 200 000 soldats allemands ont été mis hors de combat par les gaz, dont 9 000 en moururent ; 190 000 Français furent intoxiqués, dont 8 000 décédèrent.

« C'est sans doute le tour de force le plus extraordinaire auquel il ait jamais été donné d'assister : improviser de toutes pièces une industrie sans personnel, sans matières premières, sans même pratique de fabrication. En quelques mois, en effet, il a fallu transformer en procédés industriels des procédés de laboratoire. »

— Alexandre Millerand, ministre de la Guerre d'août 1914 à octobre 1915, à propos de l'industrie chimique française.

#### Problèmes de production

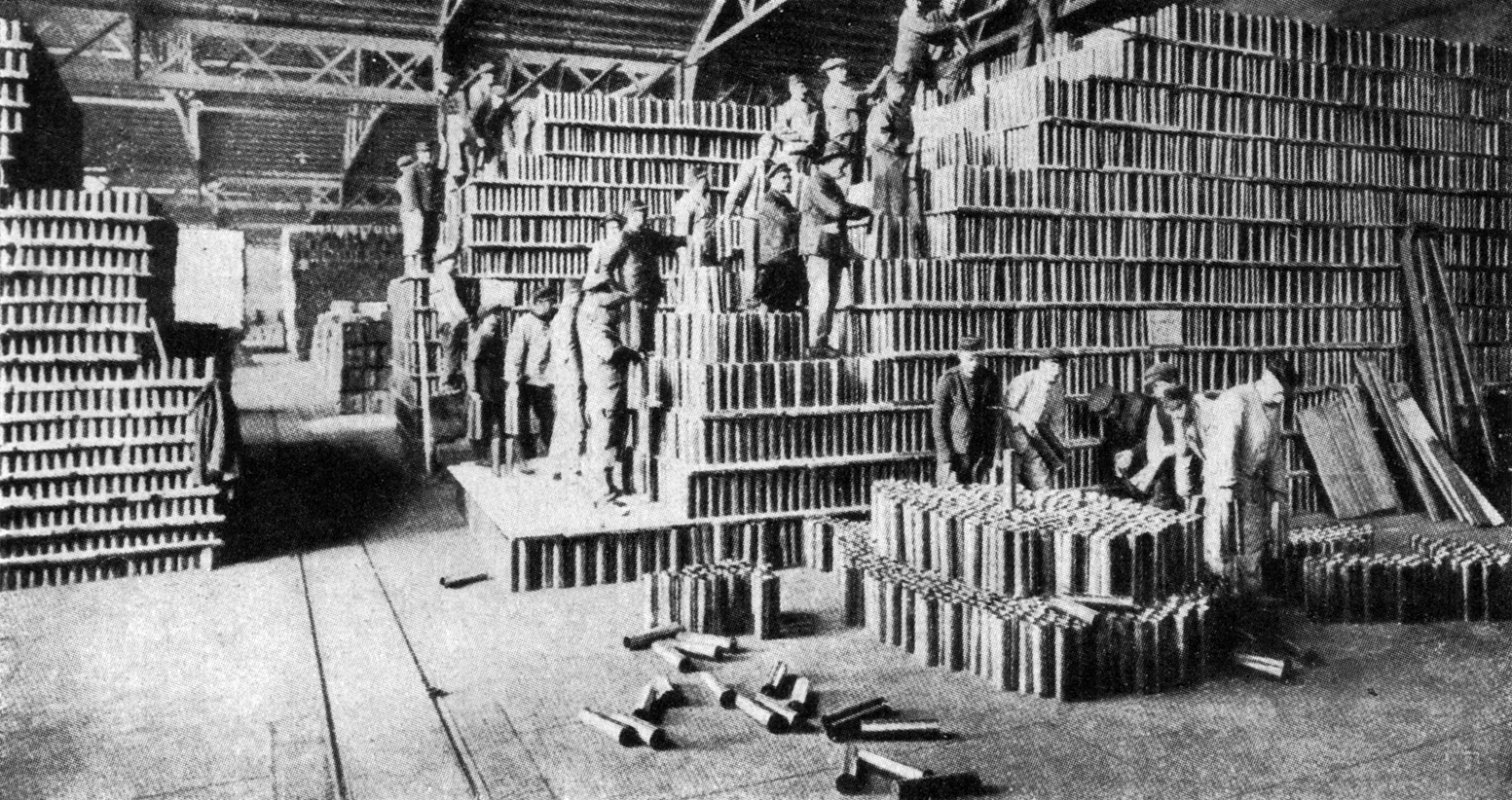
Stockage des douilles de 75 mm : fabriquées avec du laiton, il fallut importer pour satisfaire les besoins, d'où leur récupération après usage et l'emploi des gargousses en toile pour la charge propulsive des gros calibres.

Quand le ministère de la Guerre ordonne de lancer la production massive de cartouches d'artillerie, rapidement tout manque, que ce soient les matières premières (acier, cuivre, explosifs et poudres), les machines-outils, les usines ou le personnel. Facteurs aggravants, d'une part la majorité des régions industrielles du Nord-Est est sous occupation (la France perd ainsi 63 % de sa production d’acier et 81 % de sa production de fonte), d'autre part les principaux fournisseurs d'avant-guerre étaient allemands (mais quelques usines localisées en France sont saisies).
Une fois les stocks presque vidés, on remplace l'acier par la fonte aciérée (obus FA en « fonte grise », plus pauvre en carbone que la fonte brute), moins chère et qui se coule ; pour l'explosif, on remplace la crésylite (trinitrocrésol) à partir d'octobre 1914 par de la schneidérite (à base de nitrate d'ammoniac et de dinitronaphtaline), de la tolinite ou tolite (trinitrotoluène), de la mélinite (trinitrophénol), de la xylite (trinitrométaxylène) et de la cheddite ; la poudre B utilisée comme charge propulsive est en partie importée des États-Unis ; on produit du phénol à partir du gaz de ville, on lance la production industrielle d'éther, de nitrocellulose et d'acide sulfurique, même si l'industrie chimique française, en partie relocalisée dans le Sud-Ouest (Angoulême, Bassens, Toulouse, Saint-Médard, Bergerac, etc.), dépend entre autres du nitrate de soude chilien et du nitrate d'ammonium norvégien.
L'industrie de l'armement a utilisé comme main-d'œuvre essentiellement des militaires réaffectés (les « affectés spéciaux », un demi-million en 1918), des femmes (430 000 « munitionnettes » à la fin de la guerre, le plus souvent d'anciennes ouvrières du textile) et des ouvriers civils, complétés par des adolescents, des étrangers (notamment des engagés chinois), des coloniaux (surtout Algériens, Indochinois, Marocains et Tunisiens), des prisonniers de guerre volontaires et des mutilés.
| 1914      | 1915       | 1916       | 1917        | 1918       |
| --------- | ---------- | ---------- | ----------- | ---------- |
| 3 396 000 | 24 152 000 | 80 319 000 | 101 341 000 | 70 588 000 |

#### Problèmes logistiques

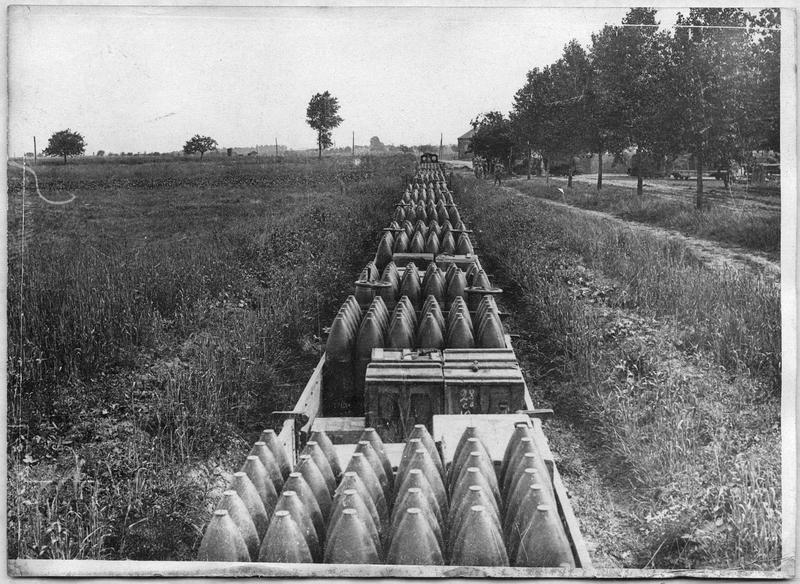
Convoi d'obus de 220 mm (chacun fait 100 kg) sur voie étroite près de la gare du Quesnel en août 1916.

Les énormes consommations de munitions nécessitent une infrastructure logistique adaptée ; avoir assez de munitions pour alimenter une offensive devient tellement important que la responsabilité passe de la direction de l'arrière à celle du 1er bureau du GQG. Les usines livrent les cartouches ou leurs éléments aux entrepôts de réserve générale, situés à l'arrière (Besançon, Lyon, Clermont, Bourges, Angers, Rennes et Nevers). Ces entrepôts sont agrandis en août et septembre 1915 (en rajoutant des hangars et des voies ferrées) et complétés par ceux de Héricy (pour des munitions de 75 et 105 mm), Cosne (pour l'artillerie de tranchée) et Vincennes (pour les obus « spéciaux »). Chacun de ces entrepôts est relié à une armée par au moins une ligne ferroviaire, avec au minimum quatre trains par jour.
Chaque train de munitions est composé de 30 à 35 wagons, soit une capacité de 300 à 350 tonnes. Les armées stockent leurs réserves sous forme d'« en-cas mobiles », c'est-à-dire des trains chargés et stationnés sur des voies de garage. Ces parcs sur rails sont en août 1915 à Vaivre (dépendant de la GR de Gray), Brienne (GR de Troyes), Noisy-le-Sec, Le Bourget, Creil et Dunkerque, soit un total de 3 440 wagons, auxquels se rajoutent les stocks des places fortes, entamés par les armées voisines.
Par exemple, pour l'offensive de Champagne de septembre-octobre 1915, la préparation concerne notamment les services de l'arrière, avec pendant tout le mois d'août le développement des réseaux ferroviaires et routiers, ainsi que le stockage d'énormes piles d'approvisionnements. En cas de percée, des convois automobiles de ravitaillement en munitions sont prévus entre les terminus ferroviaires et les échelons hippomobiles de ravitaillement des corps ou des armées. Le parc au nord-est de Brienne, sur la ligne de Jessains à Éclaron, est aménagé avec un faisceau de vingt voies de garage pour les en-cas (capacité de 800 puis 1 000 wagons), ainsi que six vastes hangars à munitions (chacun de 200 sur 16 mètres, desservis par des voies ferrées, avec capacité moyenne de 700 000 coups de 75 et 200 000 d'AL). La sécurité est confiée à de simples murets de sac à terre, des pompes à bras et des moto-pompes, avec pour la manutention deux détachements de grand parc et pour la garde une compagnie de territoriaux et un peloton de cavalerie (des canons de DCA et des projecteurs arrivent à partir du milieu 1916). En avant de ce parc, les gares de Saint-Dizier, Résigny et Châlons servent elles aussi au garage d'autres en-cas (chacune de cent à deux cents wagons). Juste derrière le front, la ligne de Suippes à Sainte-Menehould, mise à deux voies, est en plus doublée à six kilomètres plus au sud par une ligne nouvelle de 33,8 km de long de Cuperly à Dampierre.
| Calibres                                        | Artois et Champagne (août-octobre 1915) | pour défendre Verdun (février-juillet 1916) | pour la Somme (mai-octobre 1916) |
| ----------------------------------------------- | --------------------------------------- | ------------------------------------------- | -------------------------------- |
| 58 mm de tranchée                               | 0                                       | 13 598                                      | 653 968                          |
| 75 mm de tranchée                               | 239 350                                 | 0                                           | 196 000                          |
| 150 mm de tranchée                              | 0                                       | 0                                           | 98 780                           |
| 240 mm de tranchée                              | 1 950                                   | 1 220                                       | 36 430                           |
| 65 mm                                           | 9 648                                   | 55 476                                      | 0                                |
| 75 mm                                           | 5 497 920                               | 12 513 744                                  | 17 378 208                       |
| 75 mm à gaz                                     | 460 000                                 | 180 000                                     | 1 329 000                        |
| 80 mm                                           | 39 700                                  | 103 500                                     | 13 400                           |
| 90 mm                                           | 285 800                                 | 368 800                                     | 290 500                          |
| 95 mm                                           | 104 700                                 | 556 000                                     | 740 800                          |
| 100 mm                                          | 8 400                                   | 33 100                                      | 33 600                           |
| 105 mm                                          | 112 200                                 | 508 000                                     | 415 500                          |
| 120 mm                                          | 430 500                                 | 1 361 200                                   | 902 900                          |
| 120 mm à gaz                                    | 0                                       | 5 200                                       | 88 200                           |
| 155 mm                                          | 535 000                                 | 1 425 200                                   | 2 310 000                        |
| 155 mm à gaz                                    | 0                                       | 0                                           | 269 000                          |
| 220 mm                                          | 75 460                                  | 55 120                                      | 360 390                          |
| 270 mm                                          | 9 900                                   | 700                                         | 24 150                           |
| nombre de wagons nécessaires (moyenne par jour) | 13 297 (200 par jour)                   | 27 671 (211 par jour)                       | 46 483 (263 par jour)            |

### Nouvelles organisations
L'artillerie française se développe largement pendant le conflit, passant d'un effectif de 434 000 hommes en août 1914 (soit 16 % de l'ensemble de l'armée) à 771 000 en 1918 (soit 26 % du total), sans compter le train qui assure la logistique des munitions. Le recrutement du personnel pose moins de problèmes que dans l'infanterie, l'attrition étant beaucoup moins forte. Les régiments d'artillerie à pied, les dépôts ainsi que les classes 1914 à 1919 (cette dernière de façon anticipée dès avril 1918) couvrent les besoins. Toutes les catégories sociales sont concernées, avec des préférences pour les urbains ayant un métier technique (ouvriers, mécaniciens, chauffeurs, etc.) jusqu'au ruraux pour s'occuper des milliers de chevaux (conducteurs, charretiers, maréchaux-ferrants, etc.).
À partir de janvier 1915, le commandement de l'Armée prend conscience des pertes parmi les cadres des unités d'artillerie existantes et de la nécessité de former de nouveaux officiers pour les nouveaux régiments d'artillerie lourde et de campagne. Entre janvier 1915 et décembre 1917, 6 000 officiers sont directement nommés par le général commandant en chef. Les sous-officiers ayant dix mois de grade et au moins douze mois de service actif aux armées désignés par leurs supérieurs hiérarchiques sont envoyés en cours de perfectionnement à l'école de Fontainebleau ; cette voie de recrutement a permis, entre janvier 1915 et décembre 1917, la formation de 4 000 sous-lieutenants et de 800 sous-lieutenants spécialisés dans l'artillerie de tranchée au cours de 14 promotions. Les sous-officiers de moins de huit mois d'ancienneté désigné par le Grand Quartier général aux cours d'élève-aspirants en étant exempté du concours d'entrée, ils sont rejoints dans ces cours par les soldats des nouvelles classes ayant réussi à obtenir au moins 12 au concours de connaissances générales. Cette dernière voie de recrutement a permis de recruter respectivement 3 500 sous-officiers et 5 000 appelés qui obtiennent le grade d'élève-aspirant.

#### Création d'unités
Pour fournir l'artillerie nécessaire à la création de nouvelles divisions (jusqu'à la 170e DI formée en décembre 1916) et de nouveaux corps d'armée (jusqu'au 40e CA lui aussi créé pendant la même période), leur dotation se fait en regroupant les quatrièmes groupes des régiments de CA existant, les quelques batteries de 75 mm tirées des colonies, ou en créant quelques batteries à partir des stocks de vieilles pièces de 80 mm modèle 1877 et de 90 mm modèle 1877 (du système de Bange). Le 1er avril 1917, l'ensemble de ces groupes forment des nouveaux RAC numérotés de 201 à 276.
L'artillerie lourde de campagne, qui s'est beaucoup développée pendant l'hiver 1914-1915, est réorganisée le 1er octobre 1915 en 20 régiments d'artillerie lourde hippomobile (RALH nos 101 à 121) et en cinq puis dix (le 1er novembre 1915) régiments d'artillerie lourde tractée (RALT nos 81 à 90). Ces régiments ont une vocation administrative et non tactique ; les RALH doivent être à 20 batteries pour fournir les groupes (à deux batteries) d'artillerie lourde des corps d'armée et des armées, tandis que les RALT sont théoriquement (l'industrie peine à fournir les canons nécessaires) à 24 batteries et servent de réserve mobile pour les offensives, affectés aux armées puis à la réserve générale d'artillerie. Le 30 mai 1916, les RALH passent sur le papier à 36 batteries pour fournir les groupes lourds divisionnaires (armés des nouveaux 155 mm C, la dotation se faisant progressivement jusqu'à l'été 1918). Le 1er octobre 1917, ordre est donné de dédoubler les RALT qui passent de 10 à 20 régiments (nos 281 à 290, les 289e et 290e en début 1918) sans augmenter le nombre de groupes. Le 28 décembre 1917 c'est au tour des RALH qui doivent passer de 20 à 32 régiments (nos 130 à 145 avec quelques vacants) pour former le régiment organique de chaque corps d'armée. en février 1918, quatre groupes sont retirés de chaque RALH pour être affectés à la réserve générale et former 30 nouveaux RALH (nos 301 à 456, en rajoutant 200 au numéro du régiment d'origine).
En 1917, les divisions d'infanterie subissent une refonte : l'échelon de la brigade est supprimé, l'infanterie est réduite à trois régiments d'infanterie (au lieu de quatre auparavant), tandis que l'artillerie divisionnaire est augmentée d'un groupe d'artillerie lourde hippomobile (armé de 155 mm C, organique par décision du 12 juillet 1917, avec application jusqu'à l'été 1918) et d'une batterie de tranchée en plus du régiment d'artillerie de campagne (et ses 75 mm). Au niveau du corps d'armée se rajoutent le régiment d'artillerie de campagne monté, progressivement transformé en RAC porté (des 75 mm sur camion), ainsi que deux groupements (chacun à deux groupes) d'un régiment d'artillerie lourde (avec des 105 mm et 155 mm L, souvent remplacés par des vieux 120 mm L).

#### Réserve générale d'artillerie
Le 28 juin 1915 est créée l'« artillerie à grande puissance » (ALGP), regroupant les unités équipées de pièces de marine ou de côte de très gros calibre, notamment l'artillerie lourde sur voie ferrée (ALVF). S'appuyant sur les leçons des combats de 1915 et de 1916, le général Buat (artilleur de formation) recommande la création d'une réserve d'unités permettant une « manœuvre d'artillerie » (la concentration des feux) ; écouté par le nouveau commandant en chef le général Nivelle (lui aussi artilleur), la « Réserve générale d'artillerie lourde » est créée en janvier 1917, progressivement organisée et définie par la note du 14 février 1917. Cette réserve dépend directement du GQG, comprend un état-major (avec Buat à la tête puis en 1918 le général Herr), tous les groupes armés des plus gros calibres, un centre à Mailly (pour la maintenance et l'instruction), des escadrilles d'aviation (pour l'observation et le réglage) ainsi que ses propres services de transport (y compris des groupes de « constructeurs de voie normale », des dépôts de matériels, une école de chauffeurs et de mécaniciens à Langres, un service automobile, etc.). La réserve est organisée en trois divisions : la première regroupe l'ALGP (comprenant l'ALVF), la deuxième l'artillerie lourde à tracteurs et la troisième les pièces servies par les canonniers-marins.
Renommée « réserve générale d'artillerie » (RGA) le 26 janvier 1918, elle est alors composée de toutes les unités d'artillerie n'entrant pas dans la composition organique des grandes unités. Elle comprend 3 200 pièces d'artillerie de campagne tractée, 4 480 pièces d'artillerie lourde tractée ou attelée, ainsi que 200 pièces d'artillerie lourde à grande puissance (ALGP). Avec l'intégration de l'artillerie à pied et des groupes d'artillerie de tranchée, une 4e division est rajoutée :
- la 1re division (commandée par le colonel puis général Maurin), constituée par l'artillerie lourde à grande puissance (ALGP, dont l'ALVF), soit les RA numérotés de 70 à 80 ;
- la 2e division formée des régiments à tracteurs numérotés de 81 à 90 (pour les régiments dotés de canons longs) et 281 à 290 (pour les régiments dotés de canons courts) ; elle est renforcée par des groupements de caterpillars porteurs et tracteurs ainsi qu'en 1918 par des régiments hippomobiles (nos 101 à 118, 120 et 121, 130 à 138, 141 et 142) ;
- la 3e division (commandé par un contre-amiral) formée des canonniers-marins servant des batteries à tracteurs et une flottille armée (canonnières et péniches utilisant le réseau des cours d'eau) ;
- la 4e division formée par les régiments d'artillerie à pied (1er, 3, 5 à 11), les batteries à pied des 1er, 2e et 3e régiments d'artillerie coloniale et les régiments d'artillerie de tranchée numérotés de 175 à 178[154].

Une 5e division de la RGA est formée en juin 1918 avec les régiments portés d'artillerie de campagne, confisqués aux corps d'armée. Le remplacement du matériel est assuré par les armées pour les 2e et 4e divisions et par la RGA en ce qui concerne les 1re et 3e divisions. L'inspection générale de l'artillerie est formée en janvier 1918, elle est dirigée par un général de division et a pour objet de diriger et surveiller l'instruction de l'artillerie au sein des armées. Le général inspecteur de l'artillerie dirige également la réserve générale d'artillerie (RGA).

#### Nouvel uniforme

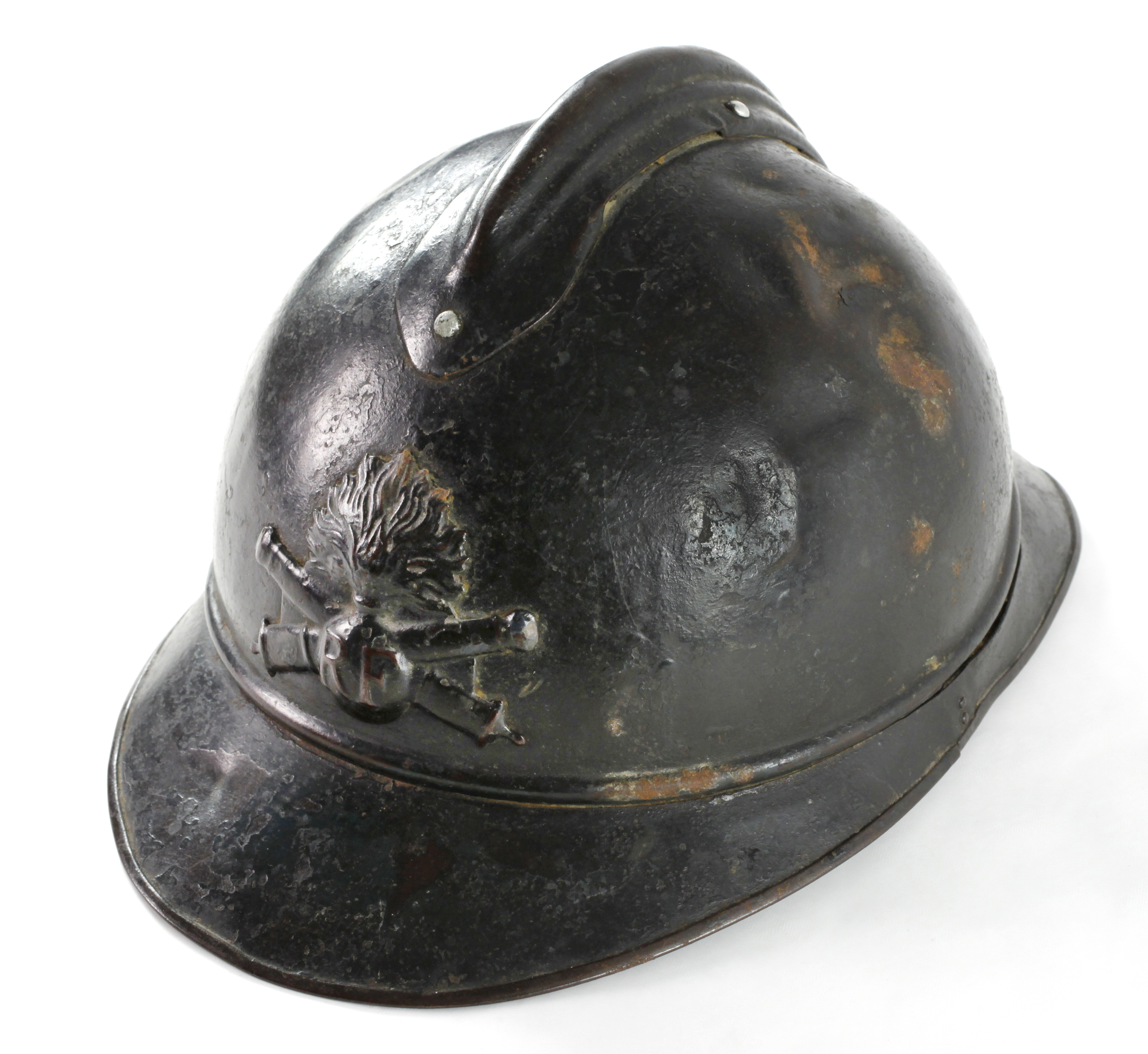
Le casque modèle 1915 de l'artillerie : deux canons croisés sous une grenade enflammée aux initiales RF.

L'uniforme de l'artilleur (l'« artiflot » en argot) s'adapte lui aussi au conflit, en suivant la même évolution que celui des autres armes : le passage progressif en 1915 au drap de laine bleu horizon (teint à l'indigo) et le port du casque Adrian (de 0,7 mm d'épaisseur, recouvert d'un vernis « gris artillerie », puis gris mat à partir de 1916). Quelques signes distinctifs de l'artillerie sont tout de même conservés : l'insigne de col reste rouge écarlate ainsi que le passepoil du pantalon-culotte, tandis que le casque porte à l'avant deux canons croisés.
Dans la pratique, les artilleurs ayant à assurer des tirs de harcèlement ou de préparation pendant plusieurs heures et ayant à manier des munitions et pièces de plus en plus lourdes remplacent leur tenue de combat par la tenue de corvée, c'est-à-dire un pantalon de treillis et une blouse de bougeron en forte toile de lin écrue. S'y rajoutèrent dans un premier temps des pièces d'uniforme non réglementaires, en velours côtelé brun, beige ou bleu-gris (par manque de drap bleu horizon) ainsi que des effets civils en hiver (écharpes, chandails, gants et bonnets).

### Nouveaux emplois
Devant l'incapacité de l'infanterie française à percer les lignes allemandes, l'État-Major réplique en accumulant toujours plus d'artillerie et de munitions pour préparer la seconde offensive de Champagne à l'automne 1915, l'offensive de la Somme de l'été 1916 et la seconde offensive de l'Aisne au printemps 1917. Pour cela, l'Armée française renforce considérablement son artillerie et surtout change sa façon de l'utiliser. Cette adaptation est progressive, car chaque offensive apporte une nouvelle leçon à appliquer lors de la bataille suivante, mais aussi parce que l'application de ces innovations se heurte au conservatisme d'une partie des officiers d'état-major, y compris de la part d'artilleurs.

#### En 1915
La nouvelle doctrine d'emploi de l'artillerie est élaborée à partir des pratiques expérimentées dans plusieurs grandes unités dès l'automne 1914. Leur description remonte la hiérarchie, puis les états-majors des différentes armées et le GQG les diffusent, ce dernier sous le titre Instruction relative à l'emploi de l'artillerie le 9 novembre 1914, puis par la Note sur le rôle de l'artillerie des attaques du 14 février 1915. Selon cette dernière, l'artillerie a désormais quatre missions :
- la préparation, pour ravager le réseau de barbelés et neutraliser la ligne de tranchées adverse (avec une densité théorique d'une pièce pour dix mètres de front) ;
- le barrage, sur les flancs et en avant de l'attaque sur 100 à 200 mètres, interdisant les contre-attaques et l'intervention de renforts ;
- la destruction des mitrailleuses de flanquement sur 7 à 800 m de largeur sur les flancs de l'attaque ;
- la contre-batterie, pour faire taire ou détruire l'artillerie adverse, avec repérage et réglage par avion ou ballon[157].

À partir de 1915, chaque corps et armée dispose d'un service de renseignement de l'artillerie (SRA), qui regroupe les informations provenant des sections de recherche de renseignements par observation terrestre (SROT), des sections de repérage par le son (SRS), des ballons captifs, ainsi que de l'aviation d'observation et de réglage (avec une escadrille par CA). Des officiers de liaison sont détachés auprès des unités d'infanterie pour assurer la coordination, tandis que le colonel de chaque régiment d'artillerie devient le conseiller de son général. L'artillerie de chaque division et de chaque corps est désormais dirigée par un petit état-major, soutenu au niveau de l'armée par le groupe de canevas de tir (composé de membres du Service géographique de l'Armée, le SGA) chargé des travaux cartographiques. Des réseaux téléphoniques doivent relier les groupements, batteries, états-majors, terrains d'aviation, postes d'observation, etc. Pour le réglage, la liaison se fait par TSF ou par signaux.
Désormais, des plans d'emploi de l'artillerie sont établis avant chaque attaque ; deux exemples de ces plans montrent l'application des directives. Le 15 février 1915, le 5e corps attaque Vauquois, Boureuilles et la cote 263 : les ordres sont de précéder l'assaut de l'infanterie par une préparation d'artillerie de deux heures, avec deux interruptions de dix minutes pour surprendre les fantassins allemands dans leurs tranchées. « Dès que le mouvement de l'infanterie sera entamé, l'artillerie allongera son tir pour effectuer des barrages, atteindre la 2e ligne et les réserves de l'ennemi et paralyser ses contre-attaques ».
Fin février 1915, le 21e corps prépare une nouvelle attaque vers Souchez, entre la colline de Lorette et la crête de Vimy (devancée par les Allemands en début mars, l'attaque française est finalement menée en mai) : là aussi deux heures de préparation sont prévues à l'aube, par 120 pièces de campagne (AC 21, AD 43, 58 et 92 et un groupe du 2e CC) et 106 d'artillerie lourde (le groupement nord de la 10e armée). Les batteries de campagne sont en moyenne positionnées à seulement 2 600 mètres de leurs objectifs, à des distances extrêmes variant entre 1 600 et 4 000 m (ce positionnement permet d'améliorer la précision et ensuite d'allonger le tir), tandis que les batteries lourdes sont jusqu'à 6 km (la moitié est réservée à la contrebatterie). Le réglage est assuré par des observateurs placés en première ligne et par deux avions.
L'offensive de l'automne 1915 en Champagne est marquée par une préparation encore plus puissante, du 22 au 27 septembre 1915 : pour un front d'attaque de 35 km furent déployés 872 pièces d'artillerie lourde, soit une pièce lourde pour 40 m en moyenne et un canon de 75 mm pour 33 m, d'où la consommation de 300 000 obus lourds et 1,3 million de 75 mm. L'offensive permit de prendre la première ligne allemande (matraquée par les obus), mais piétina devant la deuxième (intacte), avant d'être interrompue faute de munitions.

#### En 1916
Les offensives françaises du printemps et de l'automne 1915 font à leur tour l'objet d'une analyse (rapports de Foch sur l'Artois et de Pétain sur la Champagne), avec diffusion pendant la période hivernale (plus calme) des conclusions sous la forme des instructions du 20 novembre 1915 sur l'emploi de l'artillerie lourde et du 16 janvier 1916 sur le but et les conditions d'une offensive d'ensemble.
Le premier jour de la bataille de Verdun, le 21 février 1916, voit l'application d'une nouvelle tactique : si la préparation d'artillerie allemande est encore plus puissante que celle française de 1915 en Champagne, elle est surtout plus courte, durant neuf heures au lieu de trois jours, ce qui surprend les états-majors français (l'artillerie lourde française, composée alors surtout de vieilles pièces, tire plus lentement). Les enseignements de la première phase des combats autour de Verdun sont publiés dans l'instruction du 27 mai 1916 sur l'emploi de l'artillerie dans la défensive, avec notamment la « contre-préparation offensive » (CPO) qui doit être exécutée pendant la préparation adverse, juste avant son attaque, au moment où les tranchées de départ ennemies sont remplies. La préparation d'artillerie déclenchant une contre-préparation, tout accroissement du tir dégénère donc en un duel (une guerre d'usure), chaque artillerie frappant les lignes adverses.
L'attaque de la 6e armée (commandée par le général Fayolle, un artilleur) dans le cadre de la bataille de la Somme se fait sur un front de 15 km, après une semaine de préparation d'artillerie. Pour la réaliser puis accompagner l'assaut, chaque division et corps d'armée dispose d'une artillerie lourdement renforcée : la concentration représente 444 canons de campagne, 360 mortiers de tranchée, 228 canons courts et 300 longs d'artillerie lourde, ainsi qu'un déploiement de 56 mortiers et 61 canons longs d'ALGP. Les tirs des nouveaux obusiers français de 400 mm ont écrasé les villages fortifiés d'Herbécourt, Estrées et Belloy-en-Santerre. Grâce à cela, l'assaut d'infanterie lancé le 1er juillet 1916 conquiert la première ligne allemande : « grâce à la préparation d'artillerie, destruction complète des défenses accessoires, bouleversement des tranchées, écrasement des abris » (le 21e RIC devant Dompierre). Par contre la deuxième ligne allemande, peu touchée par la préparation et hors de portée de l'artillerie de tranchée, arrête la vague d'assaut. Pour atteindre ce maigre résultat, la consommation de munitions a été de deux millions d'obus de 75 mm et d'un demi-million d'obus lourds (du 24 juin au 10 juillet 1916). L'offensive se poursuit donc, comme prévu par la « conduite scientifique de la bataille », par une série de nouvelles poussées (les 14 juillet, 30 juillet et 3 septembre), la période entre deux attaques étant nécessaire pour faire avancer l'artillerie sur un terrain bouleversé, mais comme les Allemands réorganisent leurs défenses en profondeur, la percée est impossible.

#### En 1917
L'évolution de la doctrine d'emploi interarmes (et son instruction aux états-majors) est confiée au Centre d'études de l'artillerie (CEA), fondé le 27 juin 1916 à Châlons-sur-Marne, tandis que l'École d'artillerie de Fontainebleau adapte rapidement son enseignement pour fournir les nouveaux officiers. L'expérience acquise sur la Somme engendre l'instruction du 16 décembre 1916, appliquée lors de la seconde offensive de l'Aisne (au Chemin des Dames) avec un pilonnage sur 40 km de large par quatre millions d'obus de 75 mm et 1,2 million d'obus lourds (du 7 au 17 avril 1917). Il y avait un canon de 75 mm et un canon lourd par 20 m de front à attaquer. L'échec fut en partie attribué au mauvais temps (rendant difficile le réglage) et le terrain difficile (les 1 650 pièces d'artillerie de tranchée déployées furent incapables de suivre l'infanterie).

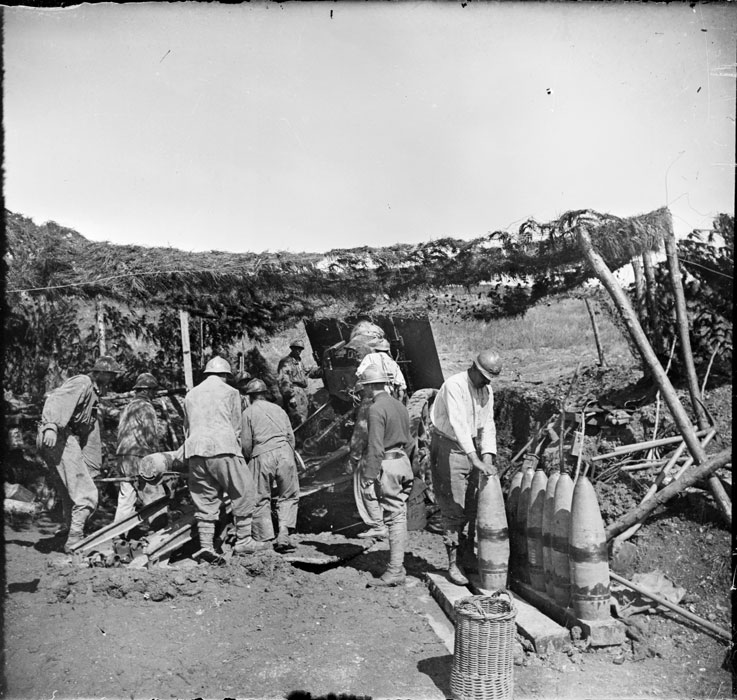
Mortier de 220 mm TR Schneider sur la côte du Talou en août 1917 : quatre artilleurs portent un obus (100 kg) jusqu'à la culasse ouverte, tandis qu'un autre amorce une fusée.

Pendant l'été 1917, les offensives limitées sont basées sur d'énormes concentrations d'artillerie. Celle de la 2e armée au nord de Verdun sur les deux rives de la Meuse, est préparée puis soutenue par environ 600 batteries, soit 2 256 pièces, servies par 60 000 artilleurs, le tout pour appuyer 50 000 fantassins (huit divisions) sur un front de seulement 18 km (soit une pièce pour huit mètres de front). Sont déployés 1 195 canons de 75 mm pour l'appui tactique (soit un groupe pour chaque bataillon) ; 1 016 mortiers de tranchée, 435 canons de 155 mm courts (160 de Bange, 140 S et 135 CH), 122 mortiers de 220 mm et huit de 270 mm pour la destruction des retranchements ; 16 canons de 100⁄105 mm, 50 de 105 mm, 140 de 120 mm longs de Bange, 24 de 145 mm, 250 de 155 mm longs de Bange, 55 de 155 mm longs S et huit de 155 mm GPF pour la contrebatterie ; enfin, une centaine de canons de l'ALGP (17 de 240 mm, 28 de 270 mm, 16 de 32 cm, quatre de 370 mm et quatre de 400 mm) pour frapper les gares, dépôts de munitions, ainsi que les tunnels du Mort-Homme et du bois des Corbeaux. La mise en place de l'artillerie, qui concerne environ un tiers de toute l'artillerie lourde française, s'étale sur cinq semaines. La préparation commence le 13 août 1917 (à J-4 avant le 17, finalement reportée au 20), culmine les 19-20, puis les tirs se poursuivent jusqu'au 23. Pendant ces onze jours, 3,5 millions de coups sont tirés (dont 311 000 chimiques), soit 82 400 tonnes de munitions.

#### Emploi des gaz
La doctrine française sur l'emploi des obus à gaz évolue avec le temps et avec l'arrivée de nouveaux produits toxiques. Les obus à gaz ont pour fonctions de tuer les occupants des zones visées par des tirs de destruction ou de neutraliser des zones par des tirs sporadiques. L'efficacité des obus à gaz est tributaire des conditions météorologiques dont le paramètre le plus important est le vent, devant la température, l'humidité et le rayonnement solaire. Lorsque la vitesse du vent dépasse les 3 m/s, les gaz sont rapidement dispersés et ne peuvent atteindre des concentrations létales, seuls des tirs de neutralisation sont possibles.
Les premiers tirs de destruction visant à éliminer les occupants des tranchées ciblées sont réalisés en juillet 1915 en Champagne mais la faible toxicité des produits employés ne permet pas d'obtenir ce résultat. L'utilisation du phosgène permet à partir de mai 1916 des tirs de destruction. Ces derniers visent les troupes occupant un objectif de faible dimension : des batteries, des portions de tranchées, des abris ou des points de ravitaillement. Le tir de destruction avec des obus à gaz consiste à tirer dans un laps de temps réduit, entre deux et cinq minutes (temps qui correspond à un homme entrainé pour positionner correctement son masque à gaz), de 200 à 500 coups de canons de 75 mm ou 50 à 100 coups de 155 mm ou 20 à 50 coups de mortiers de 58 mm pour atteindre par surprise les occupants des objectifs visés.
Au cours de l'année 1916, les obus toxiques sont employés pour des tirs de neutralisation. Ces tirs ne sont pas suffisamment nombreux pour que la concentration en toxique tue les personnes occupant les zones ciblées, mais ils obligent les occupants à porter leur protection. Ces tirs à cadence lente et monotone sur des temps variant entre quatre et douze heures ont pour but de gêner les déplacements de l'adversaire et le démoraliser. Pour neutraliser une largeur de front de 100 m, il faut tirer 500 obus de 75 mm, 250 obus de 120 mm ou 200 obus de 155 mm. Cette technique est perfectionnée en entrecoupant les phases de neutralisation par des tirs de destruction à obus explosifs.
Les obus lacrymogènes sont utilisés en 1916 pour des tirs de zone, l'action des molécules étant persistante. Il est admis qu'un obus de 75 mm couvre une surface de 5 m2, alors qu'un obus de 155 mm couvre une surface de 50 m2. L'arrivée de l'ypérite à partir de juin 1918 permet de modifier l'emploi des tirs de zones. L'ypérite s'attaque aux voies respiratoires, à la peau et contamine la zone où elle est utilisée pendant plusieurs semaines. Les obus à l'ypérite sont utilisés comme moyen de défense, empêchant les troupes adverses de passer. En phase offensive, les tirs d'obus à l'ypérite sur les batteries allemandes ou dans les zones proches les rendent inutilisables en absence de décontamination, les tirs de flanquement ou sur des carrefours vont permettre de bloquer ou de limiter l'arrivée des renforts.

#### Protection

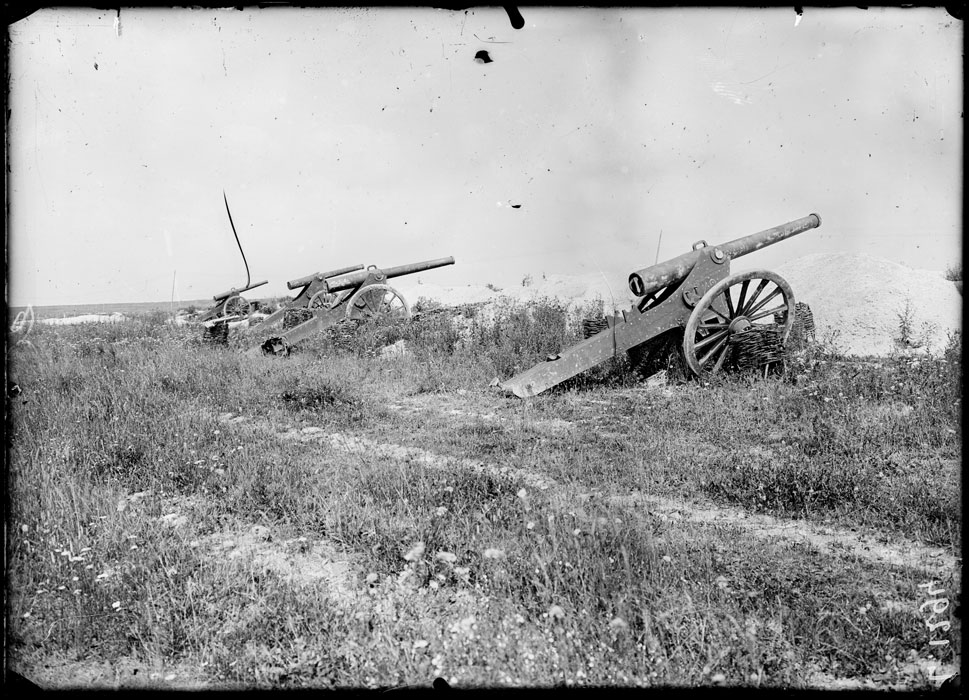
Quatre canons factices de 155 mm en bois, en batterie près de la ferme des Wacques pendant l'été 1916.

L'invention de la poudre B à la fin du XIXe siècle avait apporté un avantage à l'artillerie : il s'agit d'une poudre sans fumée, rendant les pièces beaucoup plus discrètes qu'avec la poudre noire. À l'entrée en guerre, le matériel ancien est de couleur vert olive mat (pour ne pas faire de reflet), tandis que celui plus moderne est en gris perle, surnommé « gris artillerie », depuis une décision du 21 décembre 1896, à l'origine pour limiter l'échauffement des caissons à munitions quand ils sont exposés au soleil.
La transformation du conflit en guerre de position entraine le développement du camouflage militaire. À partir du mois d'octobre 1914, plusieurs artilleurs du 6e régiment d'artillerie lourde entreprennent de façon individuelle de camoufler leurs pièces d'artillerie. Le 12 février 1915, le ministère de la Guerre crée une équipe de camouflage, composée de peintres et de décorateurs non mobilisés, dirigée par Guirand de Scevola (un artiste peintre mobilisé dans l'artillerie à pied). Face à l'observation aérienne, l'invisibilité est recherchée par la peinture des pièces par tâches irrégulières imitant l'environnement (de l'ocre jaune, du brun rouille, du rouge terre de Sienne, du vert foncé, du noir, etc.) et surtout brisant la régularité des formes. Les matériels neufs sortent d'usine de nouveau en vert olive, auquel les peintres aux armées rajoutent le camouflage en plusieurs tons. Les autres solutions utilisées sont de recouvrir la pièce d'une toile bariolée, d'un filet de camouflage ou de branchages.
Pour survivre aux tirs arrivant malgré tout sur les positions, celles-ci sont aménagées : des abris ou des tranchées sont creusés à côté de la plateforme de tir, la pièce peut être semi-enterrée dans une fosse, parfois épaulée par des traverses-abris, ou elle est installée dans une casemate à toiture en rondins ou en rails de chemin de fer, voire dans quelques cas bétonnée (régions fortifiées de Dunkerque et de Verdun). Enfin, des faux canons en bois sont utilisés pour attirer les tirs de contrebatterie adverses ou faire croire au déploiement d'artillerie lourde sur une portion du front.

## L'apogée
La fin du conflit correspond à l'apogée de l'artillerie française en termes d'effectifs et de nombre de pièces, mais elle montre aussi quelques signes de déclin, notamment pour les canons longs. L'usure des tubes est importante, due aux fortes vitesses initiales et à leur emploi intensif (ils participent à toutes les batailles), tandis que l'industrie ne peut pas fournir les pièces de remplacement au même rythme. Fin 1918, la perte par usure est de 30 pièces de 155 mm GPF par mois, tandis que les 100 mm repartent en usine pour réalésage au calibre 105 et que les 145 mm subissent le même procédé en 155. Ces pièces modernes retirées des batteries sont, en attendant mieux, remplacées par des vieux canons de 155 mm L modèle 1877. Dans l'ALGP l'usure oblige à réaléser des 305 mm modèle 1893/96 en 320 mm (appelés modèle 1917), des 274 mm modèle 1893/96 en 285 mm (dans un cas il y a un second réalésage à 288). Le retubage au calibre inférieur, qui permet d'obtenir un canon capable de résister à une plus forte pression, est envisagé à la fin et fut réalisé pour huit canons de 24⁄19 cm G.

### Dernières adaptations

#### Artillerie spéciale
L'apparition des premiers véhicules blindés avant même le début du conflit (la Charron-Girardot & Voigt en 1902) avait entraîné la naissance de l'artillerie antichar sous forme d'autocanons (AC) chargés de détruire les automitrailleuses (AM) adverses. Cette idée est proposée par le capitaine Lesieure Desbrières, puis acceptée par le gouverneur de Paris Joseph Galliéni le 6 septembre 1914 ; la première section est créée le 19 septembre 1914 à Vincennes (où se trouvait le parc automobile du camp retranché de Paris), avec des canons de 37 mm modèle 1885 ou 1902 TR (à « tir rapide ») de marine montés sur différents véhicules, notamment des Peugeot 146 (avec un moteur de 18 chevaux). Début 1915, un groupe de quatre autocanons armés de canons de 47 mm TR modèle 1902 de marine sur châssis de camion Renault est mis sur pied. Tous ces autocanons sont affectés à la cavalerie, mais servis par des marins (formant des groupes mixtes d'automitrailleuses et d'autocanons de la Marine) jusqu'en février 1916, d'où le surnom pour ces véhicules de « torpilleurs à roulettes ».
L'idée d'un véhicule d'accompagnement de l'infanterie, capable d'ouvrir une brèche dans les barbelés et de faire taire les mitrailleuses adverses, fait son chemin dès le début du conflit : en août 1914, le colonel Estienne (un artilleur) affirme que « la victoire appartiendra dans cette guerre à celui des deux belligérants qui parviendra le premier à placer un canon de 75 sur une voiture capable de se mouvoir en tout-terrain ». Les recherches commencent en 1915, menées par Eugène Brillié (ingénieur chez Schneider) et Jules-Louis Breton (député et bientôt sous-secrétaire d'État aux Inventions), qui s'intéressent notamment aux tracteurs à chenilles (caterpillar) de la société californienne Holt (en). Le 31 janvier 1916, le général Joffre, après la venue au GQG d'Estienne, demande au sous-secrétariat d'État à l'Artillerie et aux Munitions de passer commande de « cuirassés terrestres » : ces engins doivent être composés d'un canon de 75 mm monté sur un tracteur à chenilles, le tout recouvert de blindage.

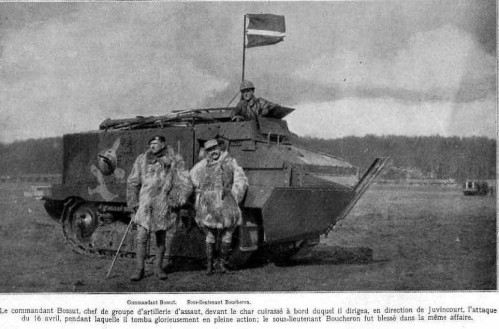
Le chef d'escadron Louis Bossut (un ancien dragon) devant son char Schneider, le Trompe la mort. Le 16 avril 1917, à la tête de son groupement blindé, il meurt brûlé après avoir dépassé la deuxième ligne allemande.

Après des tests par le Service technique automobile pendant l'année 1916, deux modèles de chars sont développés et commandés à 400 exemplaires chacun, le Schneider CA1 et le Saint-Chamond. En parallèle, les Britanniques mènent leurs propres recherches au sein du Landships Committee, débouchant sur la conception du tank Mark I ; 49 de ces véhicules, affectés au Machine Gun Corps sont engagés au combat le 15 septembre 1916 à Flers : à cause des pannes et du terrain seuls 25 partent à l'attaque, dont neuf atteignent les tranchées allemandes, finalement repoussés par l'artillerie allemande.
Cet échec est pourtant jugé encourageant. Le 30 septembre 1916, l'« artillerie spéciale » (AS) est officiellement créée, elle est sous la direction d'Estienne, nommé général de brigade. Très rapidement, le 9 octobre, le général Estienne établit les bases de la tactique de l'artillerie d'assaut. Les engins sont confiés aux 80e, 81e et 82e batteries du 81e régiment d'artillerie lourde, composées de volontaires, qui s'entrainent au camp de Champlieu, en forêt de Compiègne. Ils montent pour la première fois au front pour la seconde bataille de l'Aisne : les Schneider attaquent le 16 avril 1917 sur Juvincourt (au nord de Berry-au-Bac), puis les Saint-Chamond (livrés plus tardivement) le 5 mai au moulin de Laffaux. Eux aussi manquent de mobilité et ont une mécanique peu fiable : sur les 128 chars Schneider déployés, 52 sont frappés par l'artillerie allemande (15 par tir direct), dont 35 flambent (le réservoir n'est pas protégé), auxquels se rajoutent 21 autres chars tombés en panne ou embourbés.
Fin 1916, pour contrer la probable apparition de blindés allemands sur le front occidental, l'Armée française prévoit le développement de la défense antichar, confiée au canon de 37 mm modèle 1916 TR de l'infanterie et au canon de 75 mm modèle 1897 de l'artillerie, ce dernier canon pouvant être installé sur une plate-forme de tir permettant un battement en azimut de 60° et en utilisant à tir tendu l'obus de rupture modèle 1910 de marine. En décembre 1917, 35 batteries antichars sont déployées sur le front, toutes dépendant du 176e régiment d'artillerie de tranchées.

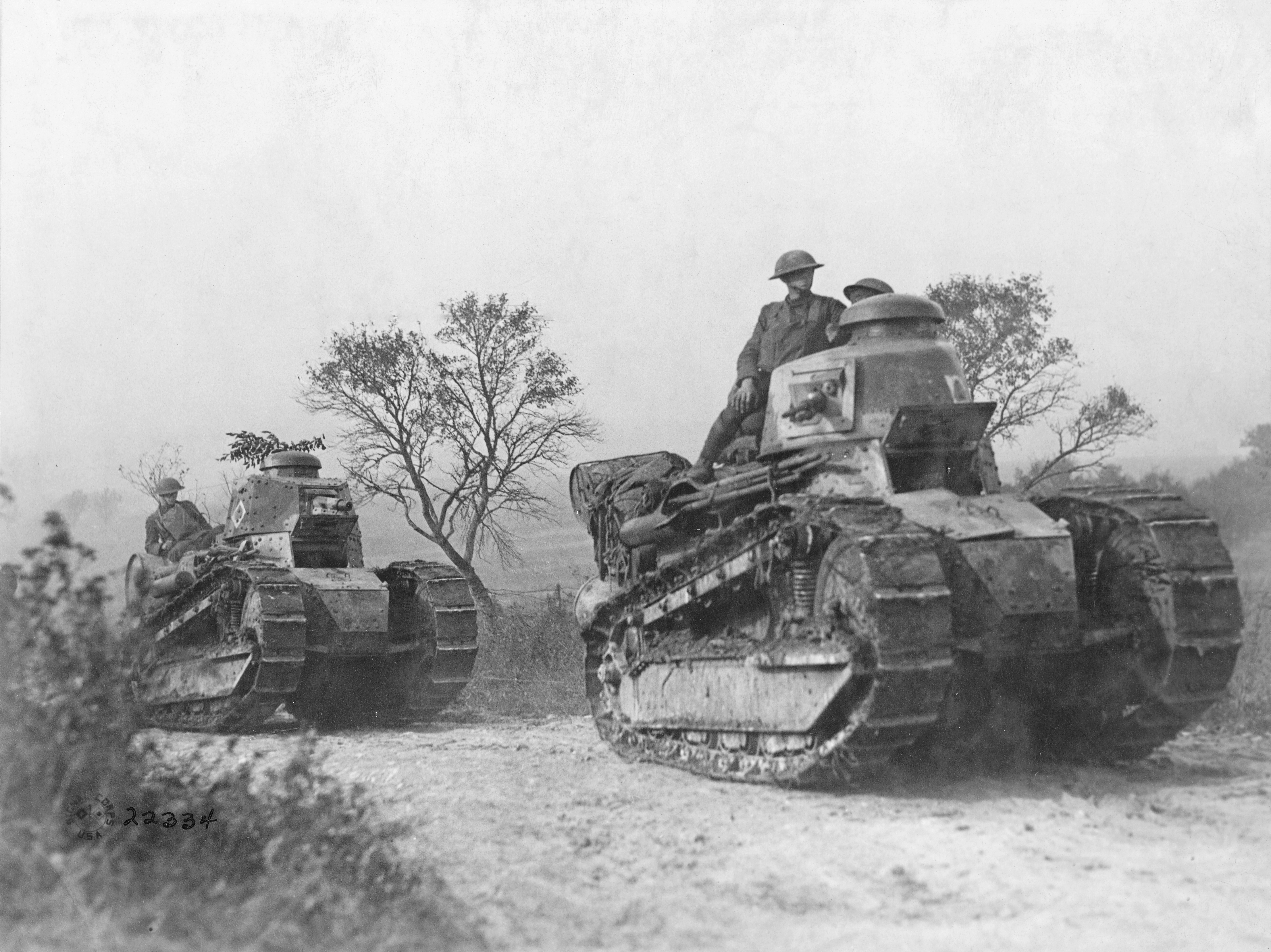
Chars Renault FT confiés aux troupes américaines, montant au front le 26 septembre 1918.

Le général Estienne étant écouté par le GQG ainsi que par les industriels, il obtient de Louis Renault qu'il lance à partir de juillet 1916 l'étude d'un char léger, plus rapide mais moins armé. 150 de ces engins sont commandés le 22 février 1917, portés à 1 000 le 9 avril suivant après les premiers essais : la production de masse du Renault FT modèle 1917 de 6,7 tonnes est lancée à la fin de l'année, avec une unique arme montée en tourelle, une mitrailleuse Hotchkiss modèle 1914 ou un canon de 37 mm SA 1918 (SA pour « semi-automatique »). Le premier engagement des chars Renault FT a lieu devant Saint-Pierre-Aigle le 31 mai 1918, pendant la troisième bataille de l'Aisne.
D'autres modèles furent envisagés : les FCM proposèrent un char de 40 tonnes avec un canon de 105 ou de 75 en tourelle ; Peugeot fit un prototype de huit tonnes ; des Mark V* de 26 tonnes furent achetés aux Britanniques. Un « char de rupture » fut étudié, commandé pour 1919 à 300 exemplaires, dont seulement dix seront livrés après-guerre sous le nom de FCM 2C, pesant 69 tonnes, avec quatre mitrailleuses et un canon de 75 mm.

#### Artillerie antiaérienne

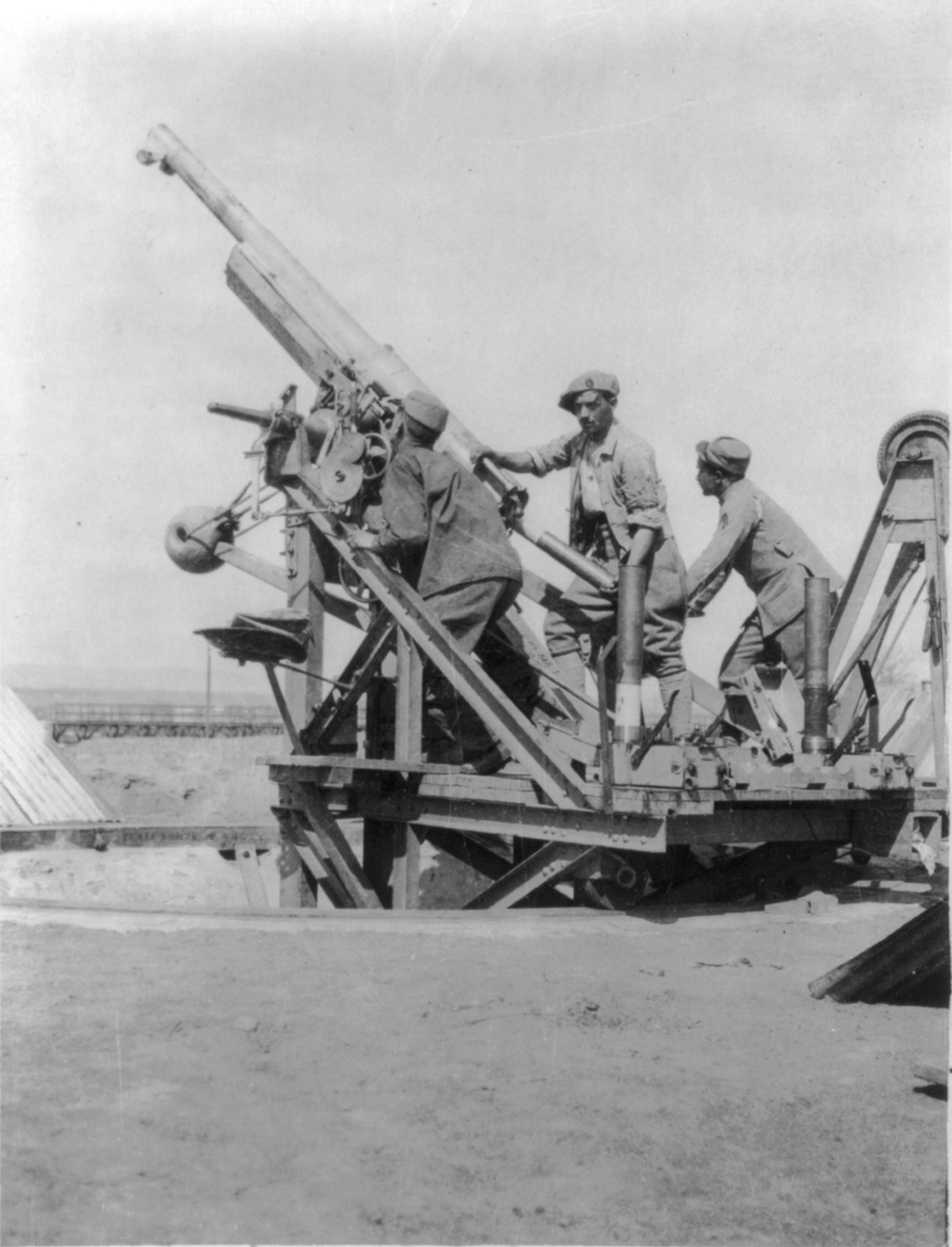
Canon de 75 mm antiaérien monté sur plateforme modèle 1915, protégeant l'Armée française d'Orient autour de Salonique.

L'artillerie de défense contre les aéronefs (DCA, bientôt renommée en « défense contre avions ») s'est progressivement étoffée, composée d'autocanons de 75 mm De Dion-Bouton modèle 1913 (pointage en hausse jusqu'à 85°), de canons de 75 mm sur plate-forme modèles 1915 et 1917 (tirant jusqu'à 75° en site un obus modèle 1917 spécifique à la DCA), ainsi que des 75 mm sur remorque et des 105 mm fixes. En 1918, l'artillerie française aligne 760 canons antiaériens de 75 mm et 70 de 105 mm, affichant un total de 218 victoires pour cette année là, malgré le fait que les vitesses initiales commencent à devenir insuffisantes (les avions volant de plus en plus vite et haut) et qu'y sont affectés de nombreux anciens blessés et des territoriaux.
Cette DCA est dispersée en une multitude de postes (composés d'une seule pièce) et de sections (deux pièces). En septembre 1916, ils sont tous rattachés administrativement au 62e RAC, sauf ceux des forts du camp retranché de Paris qui restent au 12e RAC. En septembre 1917, trois régiments d'artillerie de défense contre les aéronefs (RADCA) sont créés pour les regrouper (sans fonction tactique) : le 63e pour la DCA aux armées, le 64e pour la DCA parisienne et le 65e pour celle de l'arrière (hors Paris). En août 1918, devant l'augmentation des effectifs, le 63e sert à former trois régiments, le nouveau 63e RADCA (pour les 75 mm fixes), le 66e RADCA (pour les 75 mm mobiles) et le 166e RADCA (pour les 105 mm). Se rajoutent des détachements de mitrailleuses, de projecteurs et de ballons de protection. Tous ces régiments furent réorganisés en 1919, se détachant de l'artillerie.

#### Percer par surprise
Les offensives allemandes de la seconde moitié de 1917 (Riga en août et Caporetto en octobre) et du début de 1918 (offensive du Printemps sur la Somme en mars, la Lys en avril, l'Aisne en mai, le Matz en juin et en Champagne en juillet) sont marquées par des préparations d'artillerie beaucoup plus courtes (quelques heures) mais violentes (en utilisant beaucoup plus de pièces à tir rapide) avec un emploi très large des obus à gaz, puis par l'encagement des secteurs d'attaque (empêchant tout soutien des secteurs voisins) et par des infiltrations d'infanterie d'assaut qui collent au tir de barrage roulant (tactique développée par le colonel Georg Bruchmüller commandant l'artillerie de l'armée du général von Hutier). Les Britanniques attaquent eux-aussi par surprise en novembre 1917 à Cambrai en submergeant la ligne Hindenburg à l'aide de chars d'assaut.
Côté français, ces pratiques sont imitées puis théorisées dans l'instruction du 19 novembre 1917 sur le tir d'artillerie. Désormais, pour une attaque, la mise en place des batteries se fait de nuit, le réglage d'artillerie est fait sur carte, sans aucun tir de réglage (qui prennent du temps) ni usage du téléphone, pour maintenir l'effet de surprise. La préparation est courte, jusqu'à seulement une heure de tir ; le barrage roulant précède la vague d'assaut théoriquement de seulement 200 m ; les tirs de destruction (grosses consommatrices de munitions) sont remplacés par des tirs de neutralisation, notamment au gaz, y compris pour la contre-batterie. Après la percée de la première ligne, une partie de l'artillerie (y compris les mortiers de tranchée) est portée en avant pour soutenir l'assaut (favorisé par la préparation courte, qui ne laboure pas complètement le terrain).
L'amélioration de la mobilité de l'artillerie française, grâce aux camions et aux tracteurs, permet de concentrer des moyens rapidement et de faire jouer l'effet de surprise. Elle a été développée dès la fin 1916 pour faire face à la pénurie de chevaux, concerne le quart des batteries et est à l'origine du ralentissement puis du blocage des différentes percées allemandes du printemps et de l'été 1918. Cette mobilité stratégique est un facteur déterminant dans la succession rapide des trois séries d'offensives « coups de poing » des armées alliées (avec participation britannique et américaine : l'« offensive des Cent-Jours ») pendant l'été et l'automne 1918. L'artillerie allemande est, à partir de 1917, en pénurie de chevaux ce qui limite ses déplacements. Elle est essentiellement tributaire du chemin de fer pour des déplacements stratégiques et donc beaucoup moins mobile que l'artillerie française utilisant un parc automobile considérable (environ 80 000 véhicules en 1918). Le général Ludendorff considère donc dans ses mémoires que « la victoire française de 1918 c’est la victoire du camion français sur le rail allemand ».
| Roulement                    | Traction                            | Vitesse moyenne en convoi        | Étape moyenne par jour |
| ---------------------------- | ----------------------------------- | -------------------------------- | ---------------------- |
| Roue en bois cerclées de fer | Batterie lourde montée              | 5 km/h                           | 20 à 40 km             |
| Roue en bois cerclées de fer | Batterie légère montée              | 5 (au pas) à 7 km/h              | 20 à 40 km             |
| Roue en bois cerclées de fer | Batterie à cheval                   | 5 à 8 km/h (alternance trot/pas) | 25 à 50 km             |
| Bandage plein en caoutchouc  | Batterie lourde tirée par tracteurs | 6 à 10 km/h                      | 50 à 70 km             |
| Bandage plein en caoutchouc  | Batterie légère portée par camions  | 10 à 15 km/h                     | 70 à 100 km            |
| Train-rouleur                | Batteries lourde ou légère          | 15 à 20 km/h                     | 150 à 200 km           |
| Pneumatique                  | Batteries lourde ou légère          | 20 à 25 km/h                     | 200 à 250 km           |

#### Artillerie automotrice
Les retours sur expérience des offensives de 1915, 1916 et 1917 ont montré que si l'assaut d'infanterie réussissait à prendre la première ligne de tranchées adverses, il échouait devant les deuxième et troisième lignes, faute de soutien d'artillerie, les pièces ne pouvant se déplacer sur un terrain labouré par les obus. D'où dans un premier temps le déploiement de plusieurs batteries de montagne (bâtées sur mulet) et l'emploi de tracteurs d'artillerie, puis le développement des premiers canons automoteurs sur roues et à la fin sur affûts chenillés. Ces derniers matériels, appelés « artillerie d'exploitation » et devant constituer la 7e division de la RGA, étaient prévus pour les offensives de 1919.
Furent étudiés des canons de 75 mm et de 105 mm L sur châssis Renault FT, mais c'est l'artillerie lourde qui fut privilégiée. Il était prévu de commander des affûts chenillés pour 130 tubes de 155 mm GPF, 50 de 194 mm GPF (en plus de 150 autres sur affût biflèche à tracteurs, le même que le 155 GPF), 20 de 220 mm L 1917 S, 75 de 220 mm TR CH et 25 de 280 mm TR S. Seuls les automoteurs à chenilles pour un canon de 194 mm GPF et pour un mortier de 280 mm TR auront le temps d'être expérimentés et de commencer à entrer en production. Toutes les commandes sont réduites le 12 novembre 1918 puis annulées sauf quelques exemplaires.
| Matériels                                            | Masse en batterie | Cadence de tir | portée max. | Munitions (masse)                 |
| ---------------------------------------------------- | ----------------- | -------------- | ----------- | --------------------------------- |
| Canon de 194 mm GPF sur affût chenillé Saint-Chamond | 28 000 kg         | 2 coups/min    | 18 km       | obus explosifs (de 80,8 ou 83 kg) |
| Mortier de 280 mm sur affût chenillé Saint-Chamond   | 28 000 kg         | 2,5 coups/min  | 10,9 km     | obus explosifs (202 à 275 kg)     |

### État des lieux à l'armistice
Au 11 novembre 1918, l'artillerie française est organisée en 105 régiments d'artillerie de campagne (RAC) et 84 régiments d'artillerie lourde (RAL), déployant sur le front un total de 4 968 canons de 75 mm, 5 128 pièces lourdes et 112 canons de montagne.
Les 105 artilleries divisionnaires (AD) composées de 105 RAC (numérotés de 1 à 62 et de 200 à 280) chacun à trois groupes de trois batteries de 75 mm et de 105 groupes divisionnaires de 155 mm court (rattachés aux RALH numérotés de 101 à 145). Les 32 artilleries lourdes de corps d'armée (ALCA) sont formées chacune d'un groupe de 105 mm long (ou de 120 mm L de Bange) et d'un groupe de 155 mm long (RALH nos 101 à 145, dont les 141e, 142e et 143e coloniaux).
La réserve générale d'artillerie (RGA) regroupe la masse de manœuvre de l'artillerie : dix RALT à canons longs (nos 81 à 90), dix RALT à canons courts (nos 281 à 290), cinq RALH armés de 105 mm (nos 451 à 456), dix RALH armés de 155 mm L (nos 407 à 421), dix-sept RALH armés de 155 mm C (nos 301 à 345, dont le 343e colonial), huit RALGP pour l'ALGP (nos 71 à 78, le 72e en formation et le 70e pour la construction des voies ferroviaires à écartement normal) et cinq RAT (nos 175 à 179).
S'y rajoutent les trois RAM (nos 1 et 2 et le 13e colonial), les dix régiments coloniaux d'artillerie de campagne (nos 1, 2, 3, 21, 22, 23, 41, 42 et 43 et le régiment d'artillerie coloniale du Maroc), les treize RAP (nos 151 à 161, ainsi que les 182e et 183e coloniaux), les deux régiments chargés des voies de 60 cm (le 68e pour la construction, le 69e pour son exploitation), le régiment de repérage (163e, composé des SROT et SRS), les dix groupes autonomes d'Afrique (nos 1 à 10), les huit régiments d'artillerie d'assaut (nos 501 à 508), les six RADCA (nos 63 à 66 et 166, 67e servant les projecteurs), les 20 escadrilles d'artillerie et les 21 escadrons du train des équipages militaires et du service automobile. La vingtaine de péniches-canonnières ont été rendues au ministère de la Marine en novembre 1917 (mais quatre d'entre-elles sont réarmées en novembre 1918 pour former la flottille du Rhin), ainsi que toutes les batteries de côte depuis les décrets du 21 septembre 1917 et 18 janvier 1918.
De son côté, l'artillerie allemande est organisée en 243 artilleries divisionnaires formées d'un régiment de campagne à neuf batteries de quatre pièces (au lieu de douze de six pièces au début de la guerre) représentant au total 8 748 pièces, complété d'un bataillon mixte de deux batteries d'obusiers de 155 mm et d'une batterie de canons de 105 mm, représentant 2 700 pièces. Les 30 artilleries de corps d'armée allemands sont composées de deux bataillons mixtes de deux batteries de mortiers de 210 mm et d'un bataillon de canons de 155 mm représentant 480 pièces. Des régiments indépendants servent de réserve, avec 3 200 pièces de campagne, 4 480 lourdes et 200 sur voie ferrée, le renforcement des divisions se faisant aussi par emprunt temporaire aux unités des secteurs calmes.
L'Armée allemande a capturé de nombreuses pièces d'artillerie françaises pendant le conflit. Pour les canons de 75 mm, il s'agit de 447 exemplaires en 1914 (notamment les 36 du 2e régiment d'artillerie colonial lors de la bataille de Rossignol le 22 août), 26 en 1915, 14 en 1916, 0 en 1917 et 383 en 1918 (lors des percées sur le Chemin-des-Dames et le Matz). S'y rajoutent principalement les 460 pièces d'artillerie du camp retranché de Maubeuge, dont des canons lourds de Bange, le 8 septembre 1914, ainsi que les gros canons de l'ALGP capturés le 27 mai 1918 car impossibles à évacuer : deux canons de 16 cm, six de 19 cm, 14 de 240 mm, trois de 274 mm, un de 305 mm et quatre de 340 mm. De leur côté, les captures françaises lors des offensives alliées de 1918 furent tout aussi importantes, très largement complétées par les exigences de la convention d'armistice du 11 novembre 1918 : l'Armée allemande doit abandonner aux alliés 5 000 de ses canons, dont 2 500 lourds et 2 500 de campagne, en bon état.

### Après les armistices

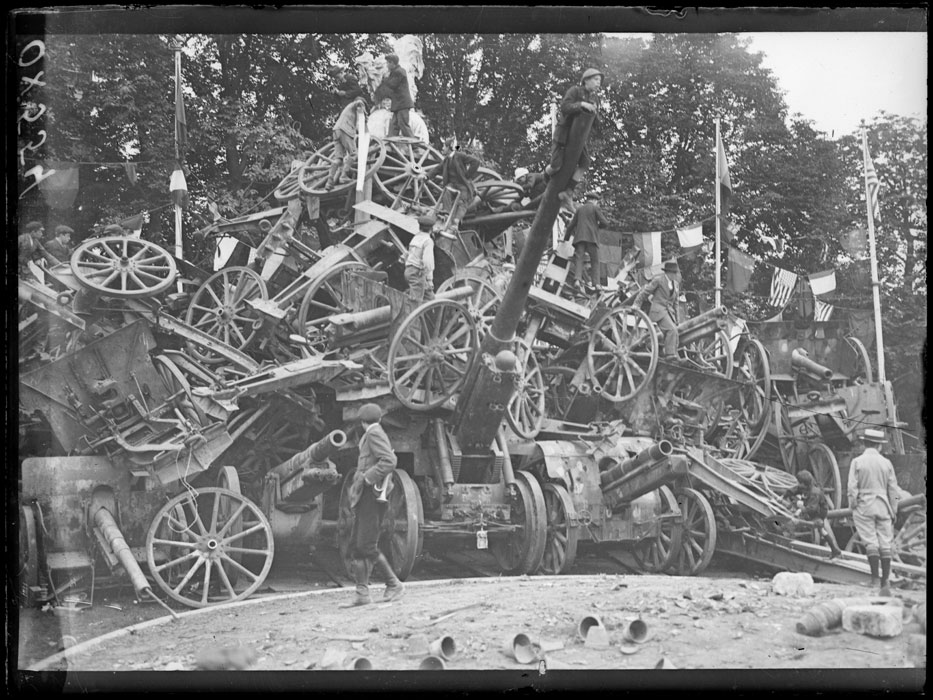
Trophées entassés sur le rond-point des Champs-Élysées à Paris pour le « défilé de la Victoire » le 14 juillet 1919. Selon les conditions d'armistice, l'Armée allemande doit livrer une partie de son artillerie.

La guerre se terminant officiellement après la signature des différents traités de paix en 1919-1920, l'artillerie s'adapte à la nouvelle situation par la dissolution de presque toutes les unités de l'artillerie de tranchée. La démobilisation entraîne la réduction des effectifs d'artilleurs, avec comme conséquences la dissolution progressive de plusieurs régiments d'artillerie de campagne et d'artillerie lourde, ainsi que le regroupement de l'ALVF dans un seul régiment. Le matériel surnuméraire est stocké en entrepôts, voire temporairement à l'air libre. Les chars sont rattachés à l'infanterie le 1er mars 1919.
Côté doctrine, on tire les derniers enseignements pour rédiger les nouveaux règlements. L'Instruction provisoire sur le service de l'artillerie en campagne du 15 juin 1919 annonce en introduction : « la puissance des feux est le facteur prédominant du succès, dans la bataille moderne. L'attaque d'une position tenue par un ennemi disposant jusqu'au dernier moment, de feux bien ajustés sur le terrain de l'assaut, est vouée à l'échec. » Sur le plan tactique on insiste sur la préparation d'artillerie, qui peut être courte, le « rideau mouvant » ainsi que la concentration des tirs sur un noyau de résistance (il faut « manœuvrer par les feux ». À l'échelle opérative, on insiste sur le maintien d'une réserve générale d'artillerie, ainsi que sur la mobilité du matériel permettant la « manœuvre stratégique de masses d'artillerie » par la voie ferrée et surtout par la route. La puissance est mise en valeur, il faut être doté de matériels de tous calibres à tir rapide, à grand champs de tir et à grande portée (l'artillerie de tranchée doit être capable de tirer jusqu'à 2,5 km, la légère jusqu'à 10 km, la lourde courte de 10 à 15 km, la lourde longue de 15 à 20 km et l'ALGP au-delà de 20).
Pour le matériel, l'Armée française dispose de stocks considérables de canons et de munitions (notamment dix millions de coups de 75 mm) tandis que le nouveau mot d'ordre est de réduire les dépenses de façon drastique : mis à part quelques expérimentations dans les années 1920 (par exemple le 145 mm GPF, finalement abandonné), il faut attendre le réarmement lancé à partir de 1936 pour que de nouveaux modèles entrent en dotation (105 mm modèle 1936, 25 mm AA 1938, 75 mm TAZ 1939, 90 mm AA 1939, 25 mm AC 1937 et 47 mm AC 1937) et que la motorisation reprenne (75 mm 1897-1938 sur pneus TTT). Les programmes d'automoteur d'artillerie sont eux aussi relancés et des commandes sont passées en urgence, avec livraison des Sau 40 et ARL V 39 prévues à partir d'octobre 1940. Après juin 1940, les stocks de matériels français sont largement utilisés par l'Armée allemande (sur le front de l'Est comme sur le mur de l'Atlantique) ; quant à l'armée de la Libération, elle fut équipée de matériels américains.
Enfin, le déminage de l'ancien champ de bataille doit être réalisé. Dès les premières reconquêtes des territoires occupés du Nord-Est, la « récupération » et le « désobusage » commence, le terrain étant farci d'obus non explosés, d'éclats métalliques, de produits chimiques, de pièces d'équipement et d'ossements. Si l'Armée française a tiré environ 300 millions de cartouches d'artillerie, en rajoutant les tirs allemands et britanniques on atteint le milliard, dont 200 millions d'obus non explosés, surtout concentrées sur l'étroite bande de terrain où s'est déroulée la guerre de position sur le front ouest. En France, elle prend le nom de « zone rouge ». Après un déminage superficiel et la reconstruction des infrastructures, cette zone est majoritairement remise en culture dès le début de l'entre-deux-guerres. De vastes surfaces sont tout de même rachetées par l'État qui les boise (notamment autour de Verdun) ou en fait des terrains militaires (le camp de Suippes), mais les sols ne sont pas dépollués en profondeur. Un siècle après les combats, les métaux lourds y sont toujours présents (notamment le plomb des balles de shrapnel et le mercure des amorces), tandis que l'eau du robinet de plusieurs communes contient encore trop de perchlorate.